# Умершие в январе 2022 года
Это список известных людей, соответствующих установленным критериям значимости (см. Википедия:Критерии значимости персоналий), умерших в январе 2022 года.
Причина смерти указывается лишь в исключительных случаях (убийство, самоубийство, гибель в результате военных действий, смертная казнь, ДТП или несчастные случаи). В остальных случаях — не указывается.

## 31 января

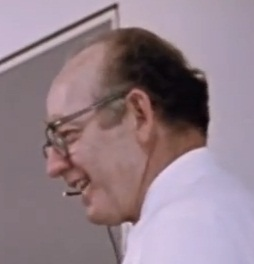
Леон Сильвер

- Акопов, Эдуард Тигранович (76) — советский и российский киносценарист[1].
- Алекс Курзем — еврейский мальчик, ставший героем немецкой пропаганды.
- Ауба-и-Флейш, Микел[кат.] (58) — испанский каталонский государственный деятель, сенатор (2015—2022)[2].
- Беллон, Пьер (92) — французский бизнесмен, основатель и председатель Sodexo[3].
- Вендик, Орест Генрихович (89) — советский и российский учёный в области электродинамики, доктор технических наук (1966), профессор ЛЭТИ (1969), заслуженный деятель науки Российской Федерации (1999)[4].
- Дрижд, Николай Александрович (94) — советский деятель угольной промышленности, доктор технических наук (1989), профессор (1989)[5].
- Карпентер, Карлтон[англ.] (95) — американский театральный и киноактёр, писатель и автор песен[6].
- Ляо Чжэнхао[англ.] (75) — тайваньский политический деятель, министр юстиции Тайваня (1996—1998)[7].
- Мануйлов, Владимир Алексеевич (81) — советский футболист, мастер спорта СССР[8].
- Махгуб, Мохамед Абдул Салам[англ.] (86) — египетский государственный деятель, губернатор Исмаилии (1994—1997), губернатор Александрии (1997—2006), министр местного развития (с 2006)[9].
- Нестерова, Наталья Владимировна (66) — русская писательница[10].
- Николюк, Майк[англ.] (87) — канадский хоккеист («Торонто Мейпл Лифс»)[11].
- Новицкис, Вальдемар Александрович (65) — советский и литовский гандболист и тренер, олимпийский чемпион (1988)[12].
- Пытлик, Радко (93) — чехословацкий и чешский историк литературы, писатель и редактор, профессор, доктор наук[13].
- Робалино, Исабель[исп.] (104) — эквадорский юрист и политик, сенатор (1968—1970)[14].
- Рукавина, Даниэл[хорв.] (84) — хорватский физиолог и иммунолог, действительный член Хорватской академии наук и искусств (2000)[15].
- Сейнароев, Бексултан Магомедович (83) — советский и российский правовед, доктор юридических наук (1989), профессор, заслуженный юрист Российской Федерации (2007)[16][17].
- Серебренников, Владимир Алексеевич (95) — советский и российский конструктор авиационной и космической техники, Герой Социалистического Труда (1986), лауреат Государственной премии СССР (1980)[18].
- Сильвер, Леон (96) — американский геолог, член Национальной академии наук США (1974)[19]
- Филиппенко, Виталий Аркадьевич (82) — советский и украинский композитор, народный артист Украины (1996)[20]

## 30 января

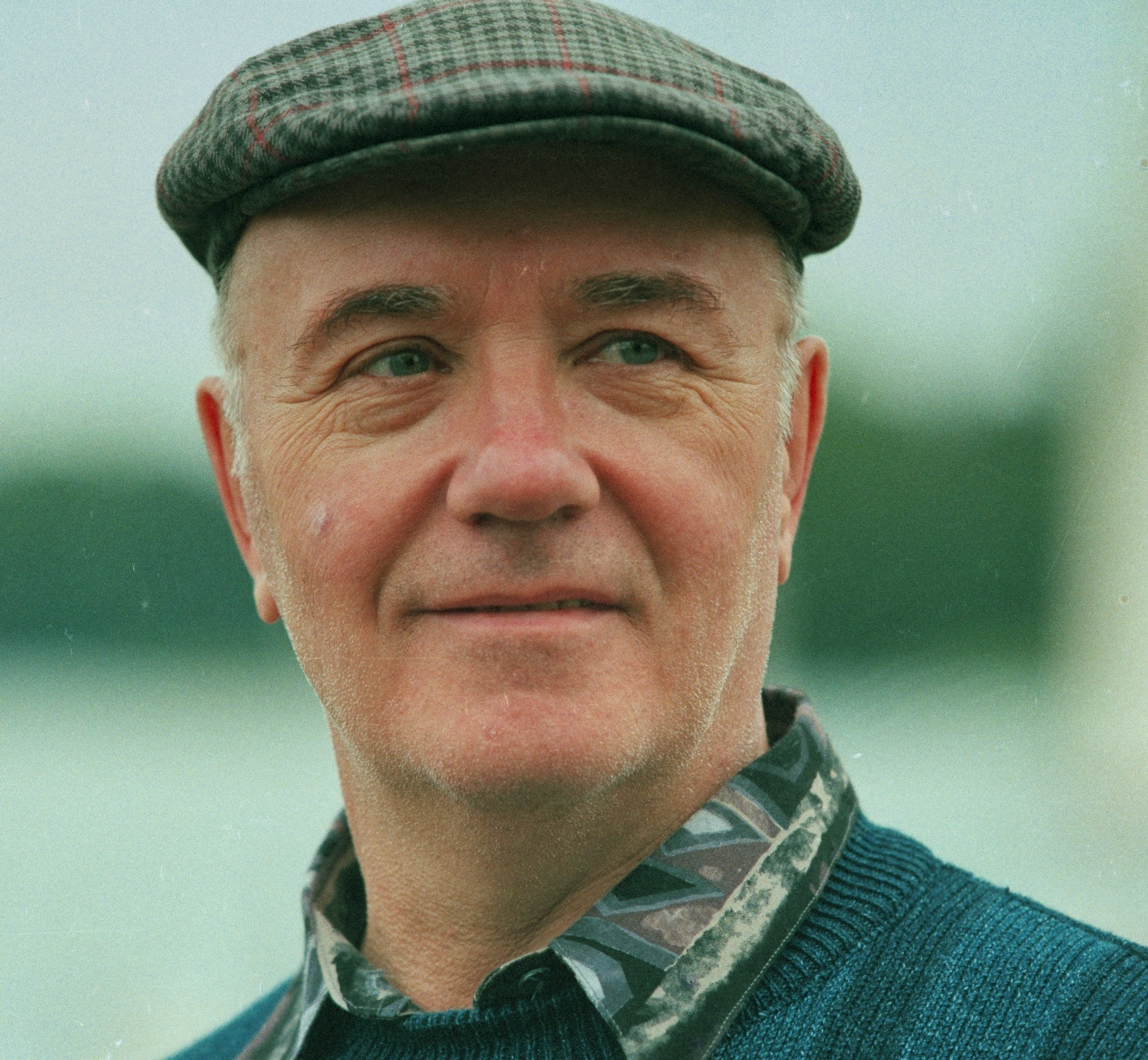
Леонид Куравлёв

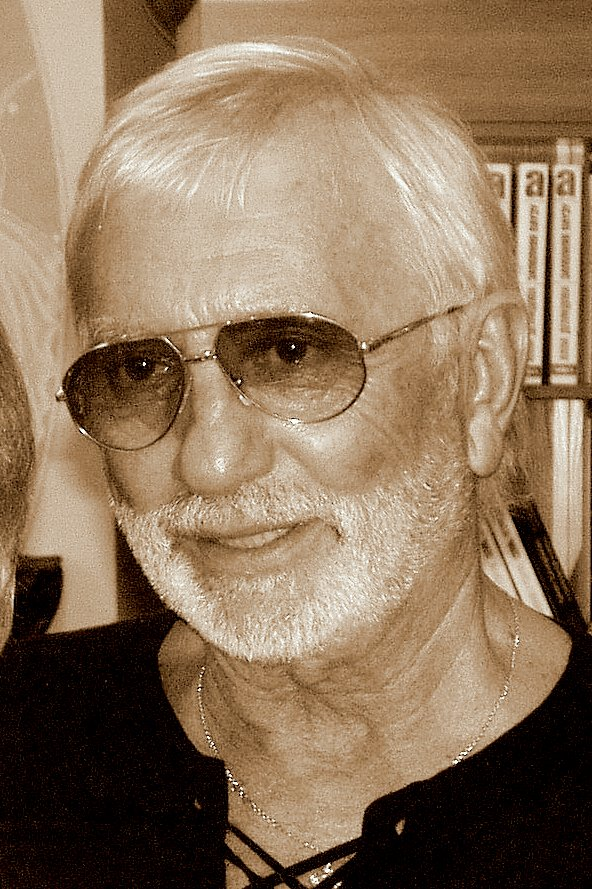
Виктор Мережко

- Бондарев, Игорь Валерианович (88/89) — советский и российский тренер по прыжкам на батуте, главный тренер национальной сборной (о смерти объявлено в этот день)[21][22].
- Бузинова, Майя Николаевна (92) — советский режиссёр и художник-мультипликатор[23].
- Крист, Чесли (30) — американская модель, Мисс США (2019); самоубийство[24].
- Куравлёв, Леонид Вячеславович (85) — советский и российский киноактёр, народный артист РСФСР (1977)[25].
- Логунов, Александр Александрович (61) — российский футбольный тренер[26].
- Малинина, Татьяна Глебовна (81) — советский и российский искусствовед, почётный член РАХ (2015)[27].
- Мангуан, Сантьяго[исп.] (80) — испанский легкоатлет (бег на длинные дистанции), участник Летних Олимпийских игр 1976 года в Монреале[28].
- Мережко, Виктор Иванович (84) — советский и российский сценарист, драматург, киноактёр, кинорежиссёр, писатель, телеведущий, народный артист Российской Федерации (2014), лауреат Государственной премии СССР (1987)[29].
- Парамасиван, Синниампалайям[англ.] (102) — индийский политический деятель, депутат Лок Сабха (1962—1967)[30].
- Раппе, Герман[нем.] (92) — немецкий политик и профсоюзный деятель, депутат бундестага (1972—1998), президент Международной федерации профсоюзов работников химической, энергетической и общей промышленности (1988—1995)[31].
- Уолл, Роберт (82) — американский актёр и мастер боевых искусств[32].
- Чжу Чжаолян (89) — китайский почвовед, член Китайской академии наук (1993)[33].
- Шепарович, Звонимир[хорв.] (93) — хорватский государственный деятель, министр иностранных дел (1991—1992), министр юстиции (1999—2000)[34].

## 29 января

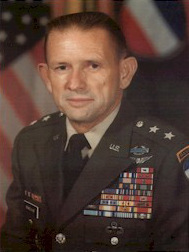
Джон Синглауб

- Зелигсон, Уриэль (84) — израильский гематолог, член Израильской академии естественных и гуманитарных наук (2001)[35].
- Кокорина, Ольга Кировна (98) — советская пловчиха. Чемпионка СССР по плаванию.
- Лей, Сэм[англ.]* (86) — американский барабанщик, включённый в «Зал славы рок-н-ролла» в составе группы «The Paul Butterfield Blues Band» (2015)[36].
- Локодо, Саймон (64) — угандийский политик и государственный деятель, депутат Парламента Уганды (2006—2021), министр промышленности и технологии (2009—2011), министр этики и добросовестности (с 2011 года)[37].
- Москаленко, Святослав Анатольевич (93) — советский и молдавский физик, действительный член Академии наук Молдовы (1992)[38][39].
- Рэйнс, Дэнни (78) — американский серийный убийца[40].
- Синглауб, Джон (100) — американский генерал[41].
- Сингх, Бриджрадж[англ.] (87) — индийский политик, депутат Лок сабхи (1962—1977)[42].
- Тилеманс, Фредди (77) — бельгийский государственный деятель, мэр Брюсселя (1994, 2001—2013)[43].
- Тюленин, Герман Александрович (87) — советский и российский архитектор, главный архитектор Новосибирска (1987—1997), заслуженный архитектор Российской Федерации, член-корреспондент РААСН[44].
- Фентон, Леонард[англ.] (95) — британский киноактёр[45]
- Хессеман, Говард[англ.] (81) — американский киноактёр[46][47][48].

## 28 января

Владимир Луков

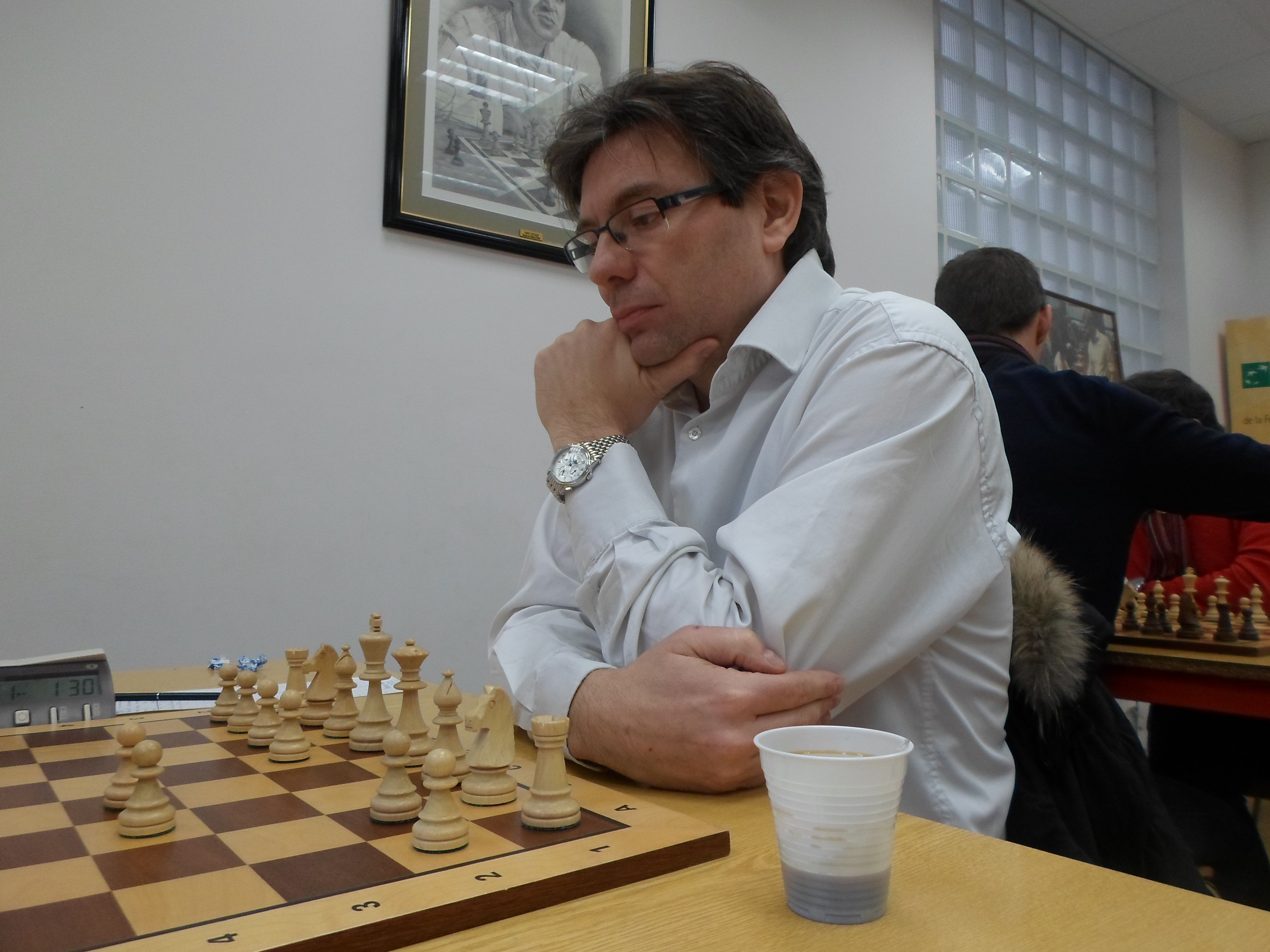
Жиль Мираллес

- Аннино, Кристина[итал.] (80) — итальянская писательница и художница[49].
- Бельмонт, Джозеф (74) — вице-президент Республики Сейшельские Острова (2004—2010)[50].
- Брэдфилд, Роджер (97) — американский детский писатель, иллюстратор, карикатурист и путешественник (о смерти объявлено в этот день)[51].
- Вирчис, Владимир Владимирович (48) — украинский боксёр-профессионал; самоубийство (о смерти объявлено в этот день)[52].
- Гроссман, Вернер[нем.] (92) — восточногерманский государственный деятель, заместитель министра государственной безопасности ГДР (Штази), руководитель Главного управления разведки (1986—1990)[53].
- Кожевников, Игорь Николаевич (81) — советский и российский деятель следственных органов, заместитель министра внутренних дел СССР / России (1991—1999), генерал-полковник юстиции (1995)[54].
- Кристиансен, Ричард[англ.] (90) — американский кинокритик[55].
- Ланиг, Ханс-Петер[нем.] (86) — западногерманский горнолыжник, серебряный призёр Олимпийских игр (1960)[56].
- Луков, Владимир Викторович (64) — российский физикохимик, доктор химических наук (2000), профессор кафедры физической и коллоидной химии химического факультета ЮФУ[57].
- Мермельштейн, Мел (95) — чехословацкий еврей, переживший заключение в концлагере Освенцим и выигравший судебный процесс против Института пересмотра истории[58].
- Мираллес, Жиль (55) — французский шахматист, гроссмейстер (1997)[59].
- Салахуддин, Абанг Мухаммад[англ.] (100) — малайзийский государственный деятель, губернатор Саравака (1977—1981, 2001—2014)[60].
- Сапожников, Сергей Романович[укр.] (89) — советский и российский скрипач и композитор, заслуженный деятель искусств Российской Федерации (1999)[61].
- Сидерис, Йоргос[греч.] (74) — греческий футболист[62].

## 27 января

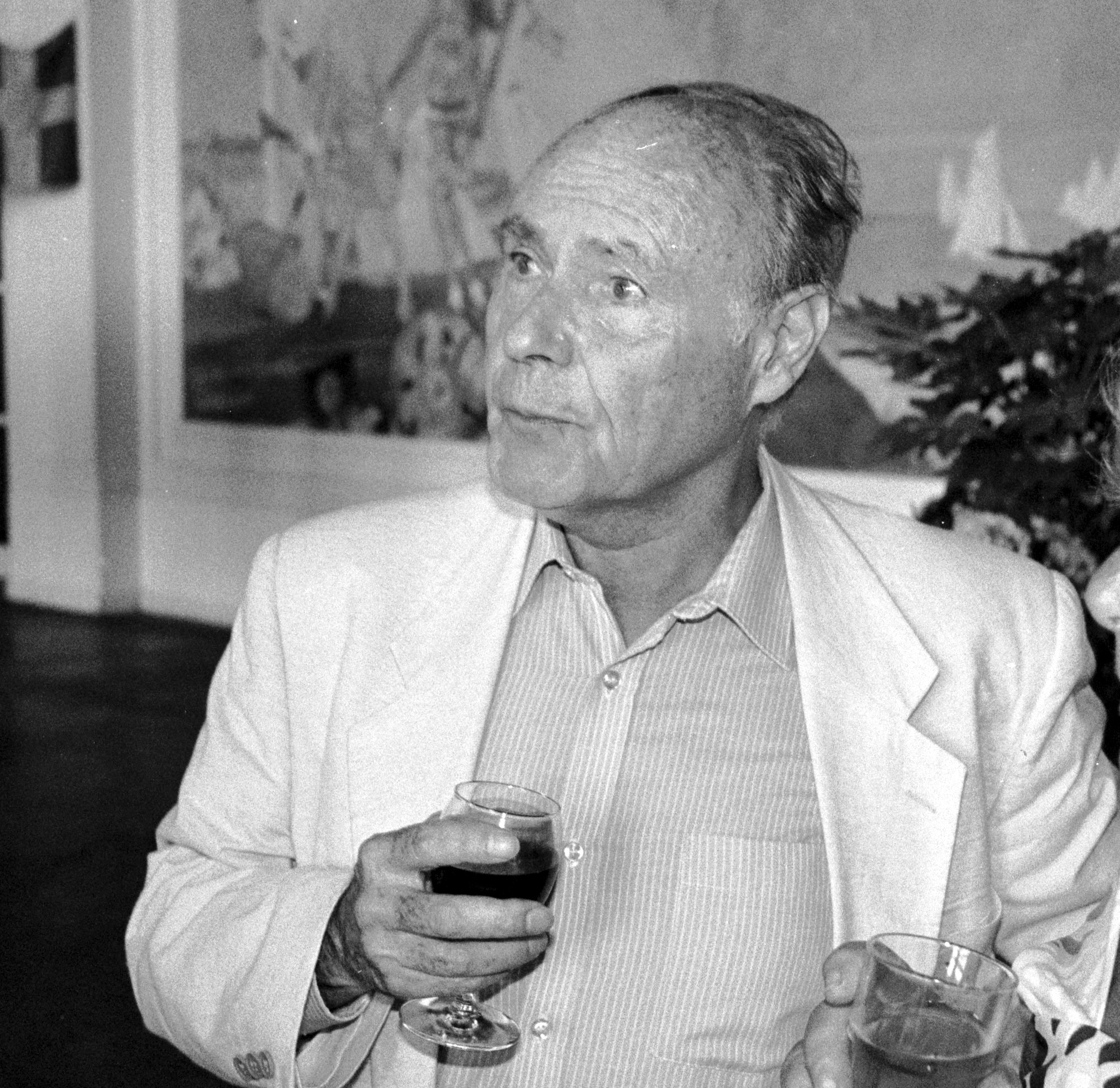
Рене де Обальдиа

- Банкар, Ален[фр.] (87) — французский композитор[63].
- Вердагер, Диего[исп.] (70) — аргентинский и мексиканский эстрадный певец и автор текстов песен[64][65].
- Джимбиев, Андрей Манганыкович (97) — советский калмыцкий писатель, поэт, журналист, переводчик, народный писатель Калмыкии[66].
- Кузнецов, Павел Сергеевич (71) — украинский политик, народный депутат Украины 2-го и 3-го созывов (1994—2002) (о смерти объявлено в этот день)[67].
- Лахути, Делир Гасемович (87) — советский и российский кибернетик, философ логики, языковед, переводчик, доктор технических наук (2000), профессор, сын А. Лахути[68].
- Легат, Татьяна Николаевна (87) — советская и российская балерина и хореограф, солистка балета Кировского театра (1953—1980), заслуженная артистка РСФСР (1960)[69].
- Ливада, Светозар (93) — югославский и хорватский сербский писатель, историк, философ и публицист[70].
- Миханович, Неделько[пол.] (91) — югославский и хорватский литературовед и государственный деятель, министр образования и культуры Хорватии (1992), председатель Хорватского сабора (1994—1995)[71].
- Обальдиа, Рене де (103) — французский писатель, драматург и поэт, член Французской академии (1999)[72].
- Палачик, Ласло[венг.] (62) — венгерский биатлонист, участник Олимпийских игр 1984 года в Сараеве[73].
- Сингх, Чаранджит (90) — индийский игрок в хоккей на траве, чемпион Олимпийских игр (1964)[74].
- Фаррохян, Мохаммад Али[англ.] (86) — иранский борец вольного стиля, серебряный призёр чемпионата мира (1965)[75].
- Шехович, Салих (85) — югославский футболист («Леотар», «Сараево», «Динамо» Загреб)[76].

## 26 января

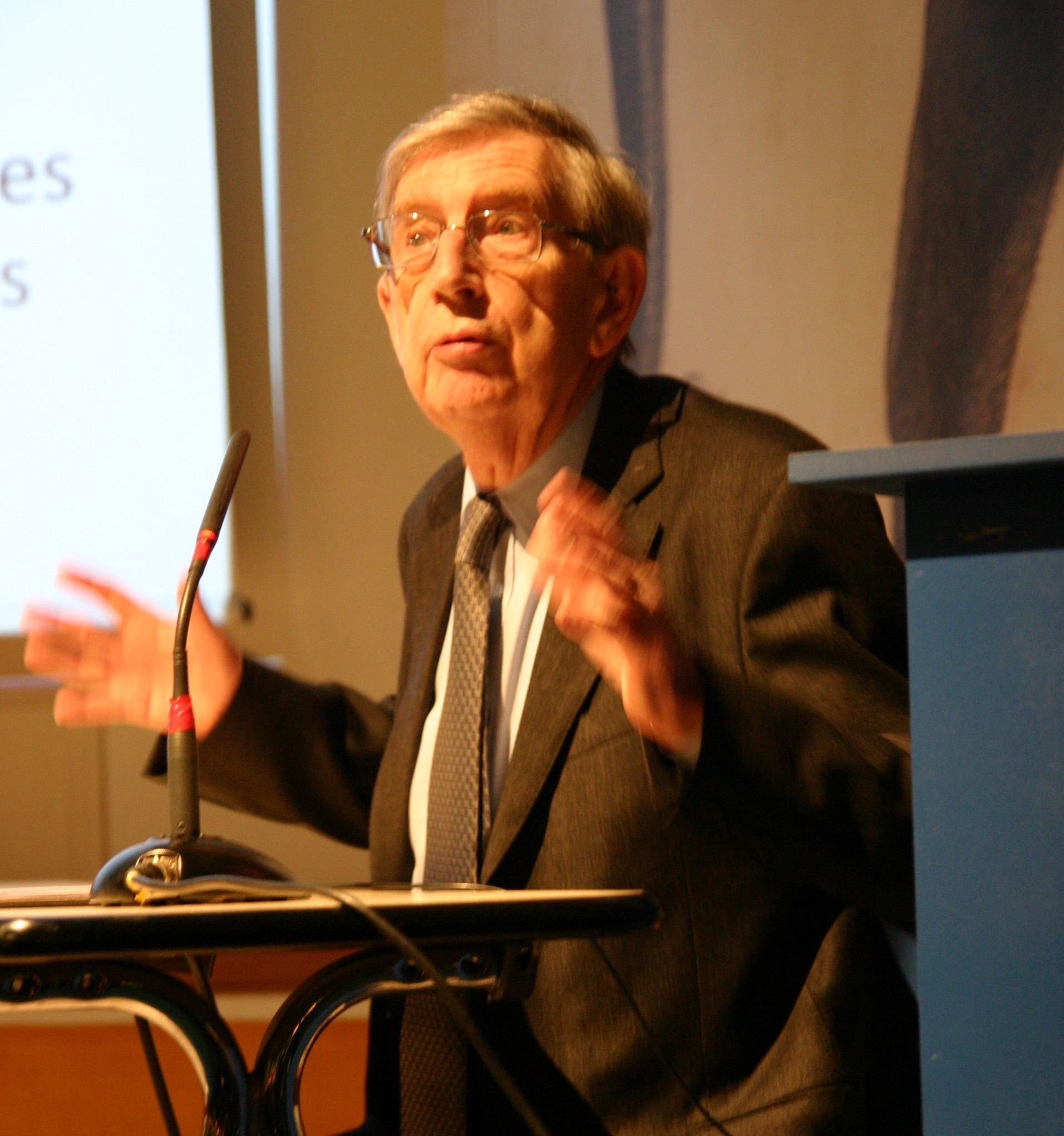
Филипп Контамин

Илзе Рудзите

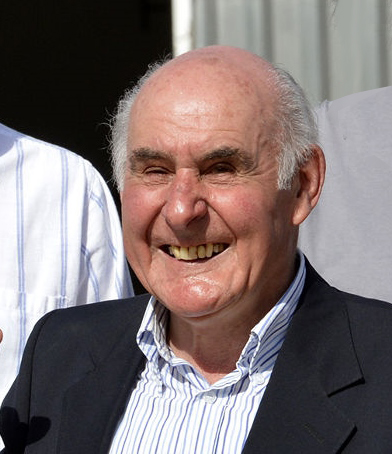
Аугусто Сикаре

- Башбеков, Шараф (71) — узбекский писатель и киносценарист[77].
- Браун, Бад[англ.] (94) — американский государственный и политический деятель, и. о. министра торговли (1987), член Палаты представителей США (1965—1983)[78].
- Гращенков, Юрий Григорьевич (75) — советский и российский дипломат, чрезвычайный и полномочный посол в Республике Бенин (2008—2013)[79].
- Гусман де Рохас, Иван (87) — боливийский художник, математик и языковед, создатель многоязычной системы перевода Atamiri[80].
- Ёси Осунари (115) — японская долгожительница[81].
- Кожобаев, Канатбек Асекович (73) — советский и киргизский геолог, член-корреспондент НАН КР (2021)[82].
- Контамин, Филипп (89) — французский историк-медиевист, член Академии надписей и изящной словесности (1990)[83].
- Кунот-Монкс, Розали[англ.] (85) — австралийская актриса и защитница прав коренного населения Австралии[84].
- Михалик, Ян (73) — польский спортсмен (греко-римская борьба), серебряный призёр чемпионата мира (1973), двукратный чемпион Европы (1972, 1973)[85].
- Москалёв, Валерий Александрович (73) — советский и российский эстрадный артист, конферансье, заслуженный артист Российской Федерации (2000)[86].
- Мюллер, Людвиг[нем.] (90) — западногерманский легкоатлет (бег на средние дистанции), участник летних Олимпийских игр 1960 года в Риме[87].
- Плетнёв, Василий Ефимович (80) — советский футболист[88].
- Раж, Роман[чеш.] (86) — чешский писатель и киносценарист[89].
- Рудзите, Илзе Рихардовна (85) — советский и российский живописец и график[90].
- Сикаре, Аугусто (84) — аргентинский изобретатель и конструктор вертолётов[91].
- Уоннберг, Кеннет (91) — американский композитор[92].
- Фёдоров, Александр Сергеевич (51) — советский и российский футболист[93].
- Хан, Мирза[англ.] (97) — пакистанский легкоатлет, чемпион Азиатских игр (1954), участник Олимпийских игр (1952)[94].
- Шаховский, Виктор Иванович (83) — советский и российский языковед, доктор филологических наук (1988), профессор (1990), заслуженный деятель науки Российской Федерации (1999)[95].
- Штанковски, Эрнст[нем.] (93) — австрийский киноактёр[96].

## 25 января

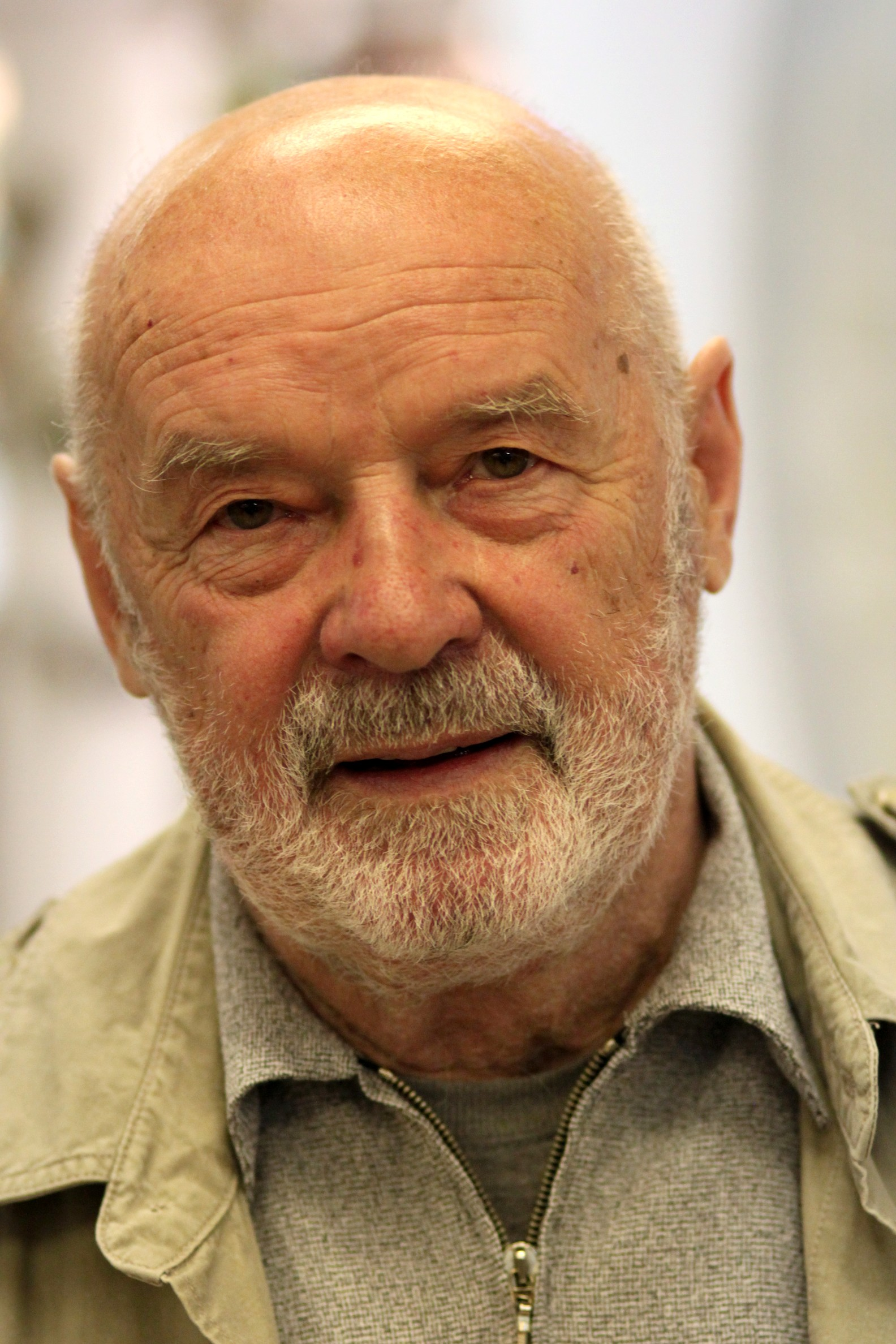
Владимир Губарев

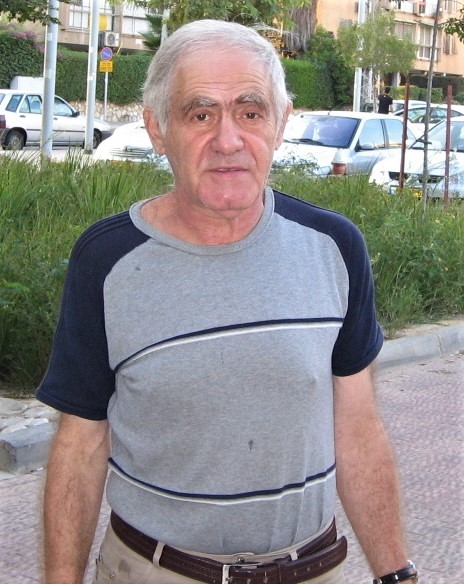
Марк Цейтлин

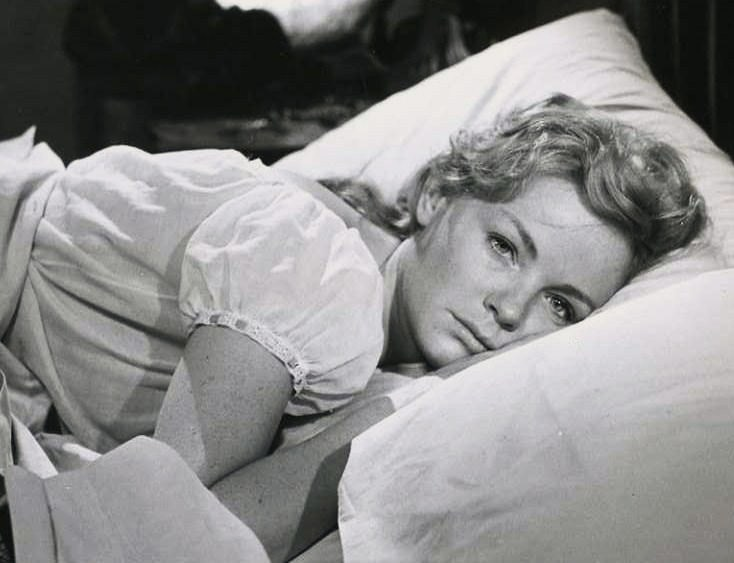
Эчика Шуро

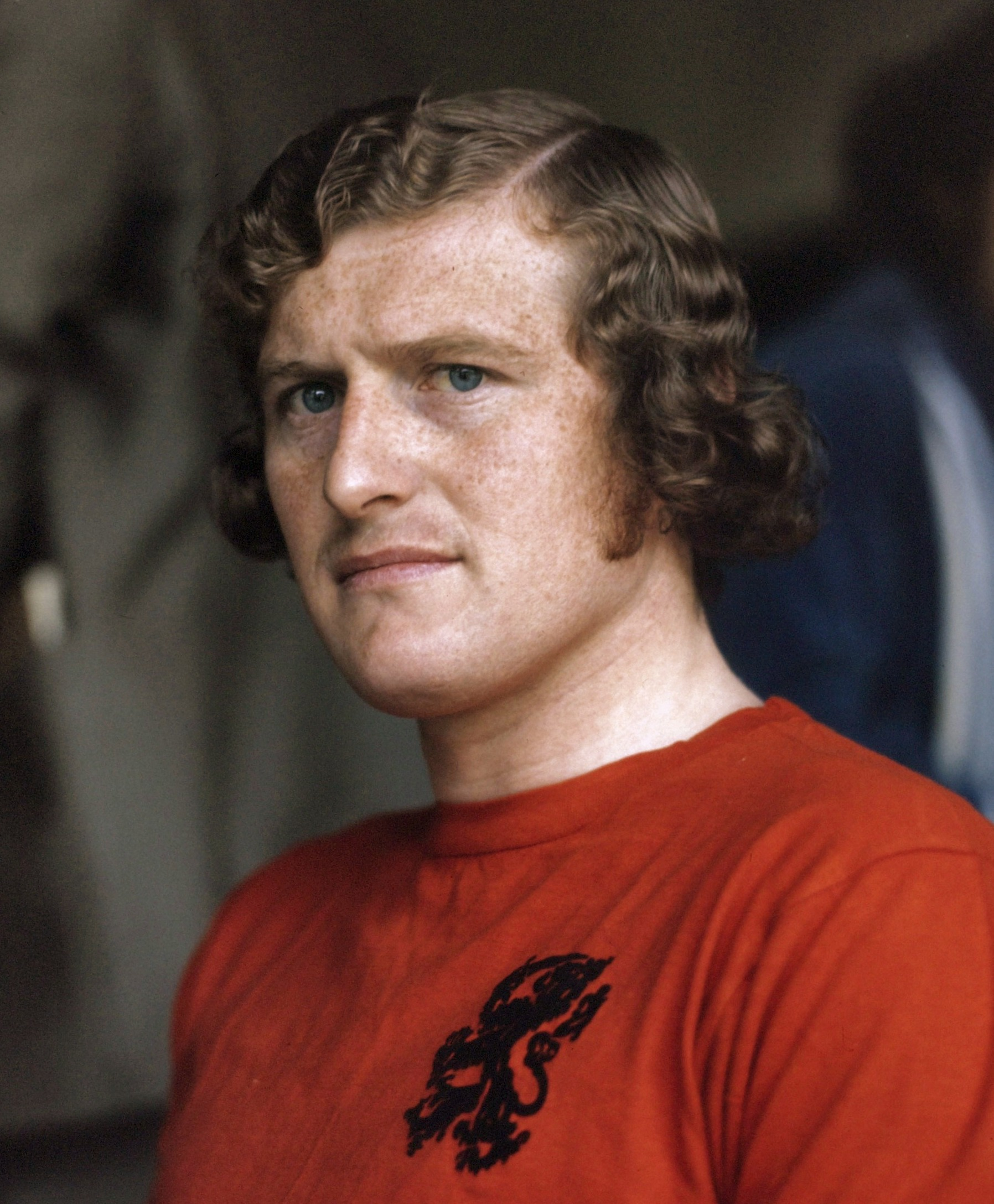
Вим Янсен

- Айш, Эрвин[англ.] (94) — немецкий художник[97].
- Галкин, Александр Абрамович (99) — советский и российский историк, социолог и политолог, доктор исторических наук (1966), профессор[98].
- Губарев, Владимир Степанович (83) — советский и российский писатель-фантаст, драматург, журналист, лауреат Государственной премии СССР (1978)[99].
- Изотов, Александр Дмитриевич (70) — советский и российский физикохимик, член-корреспондент РАН (1997)[100].
- Корбей, Жан-Клод[англ.] (89) — канадский языковед и лексикограф, доктор лингвистики (1966), профессор Монреальского университета (с 1968), лингвистический директор Квебекского управления французского языка, основной разработчик Хартии французского языка (1977)[101].
- Крайер, Барри[англ.] (86) — британский актёр-комик и писатель[102].
- Кэпэцинэ, Светлана (52) — молдавская политическая деятельница, депутат парламента Молдовы[103].
- Либерман, Давид Моше[ивр.] (96) — главный раввин Антверпена, один из основателей и член президиума Европейского раввинского центра[ивр.][104][105].
- Торрес, Эстебан Эдвард[англ.] (91) — американский политический деятель, член Палаты представителей США (1983—1999)[106].
- Цейтлин, Марк Данилович (78) — советский и израильский шахматист, гроссмейстер (1997)[107].
- Эчика Шуро (92) — французская киноактриса[108].
- Янсен, Вим (75) — нидерландский футболист и тренер, игрок «Фейеноорда» и национальной сборной[109].

## 24 января

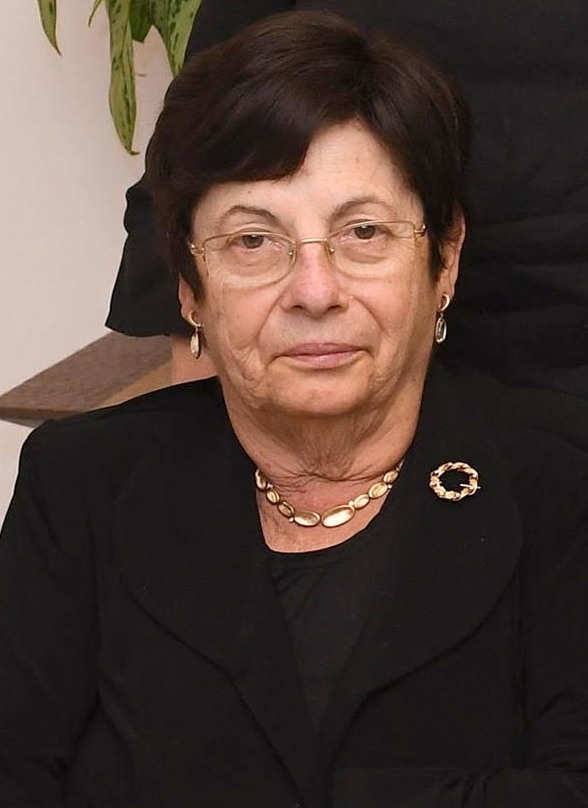
Мирьям Наор

- Брадецкий, Тадеуш (67) — польский актёр и театральный режиссёр[110].
- Гирик, Фатма (79) — турецкая актриса[111].
- Горкин, Александр Павлович (85) — советский и российский экономико-географ, американист, доктор географических наук (1988), профессор географического факультета МГУ (2001), директор (1994—2001) и главный редактор (1992—2001) издательства «Большая российская энциклопедия», заслуженный работник культуры РФ[112].
- Данн, Ричард Слейтор (93) — американский историк[113].
- Ди Карвалью, Олаву (74) — бразильский писатель, журналист и философ[114].
- Дубинина, Зинаида Тимофеевна (87) — советская и российская карельская поэтесса и переводчик[115].
- Мангасарян, Вачик[значимость?] (78) — американский актёр[116]
- Мисюк, Борис Семёнович[значимость?] (82) — советский и российский писатель, руководитель Приморского отделения Союза российских писателей (с 1991), автор 12 книг[117].
- Наор, Мирьям (74) — председатель (президент) Верховного суда Израиля (2015—2017)[118].
- Пекджан, Айберк (51) — турецкий киноактёр[119].
- Поройков, Юрий Дмитриевич (86) — советский и российский писатель, поэт и журналист[120].
- Фирн, Ронни[англ.] (90) — британский политический деятель, член Палаты общин (1987—1992, 1997—2001) и Палаты лордов (2001—2018)[121].
- Чоллань, Сильвестр (51) — венгерский гимнаст, чемпион летних Олимпийских игр (2000) в выступлениях на кольцах, чемпион мира (2002)[122].

## 23 января

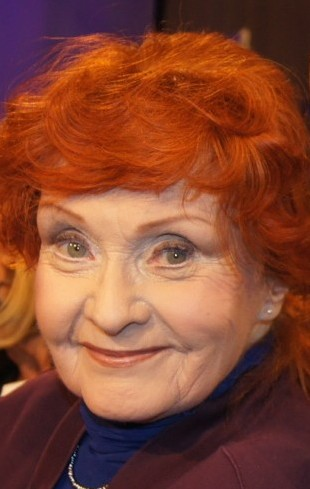
Барбара Краффтувна

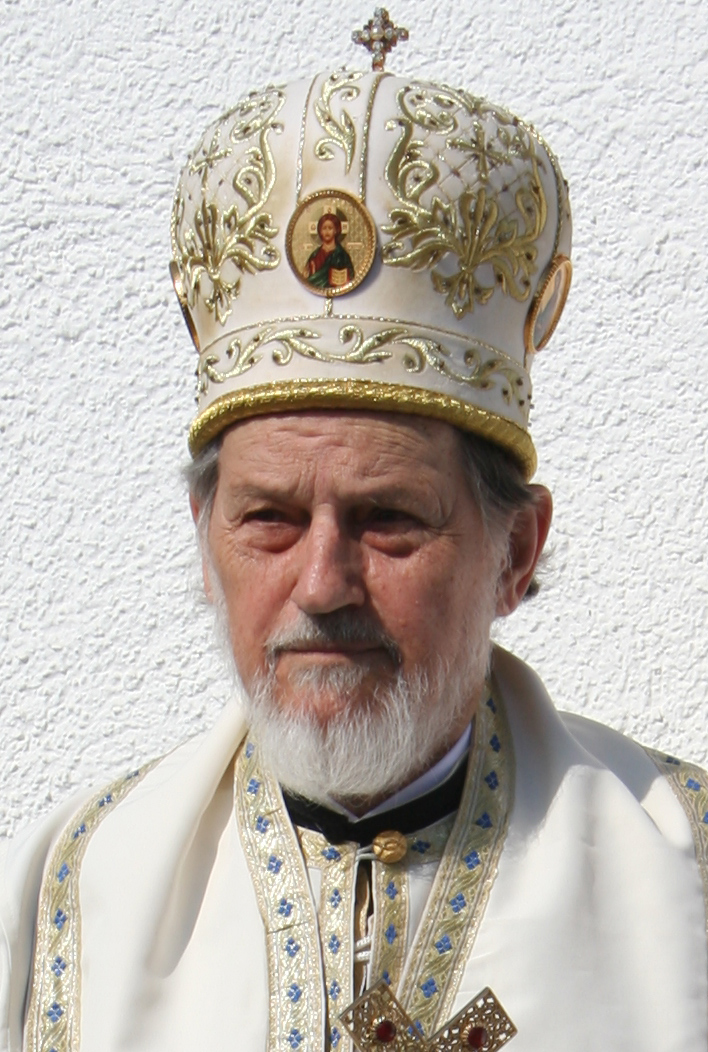
Лаврентий (Трифунович)

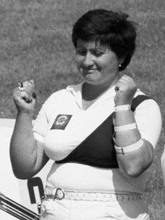
Кетеван Лосаберидзе

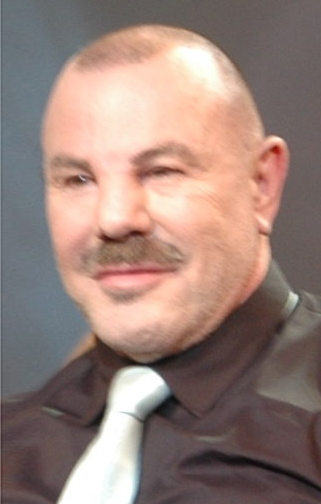
Тьери Мюглер

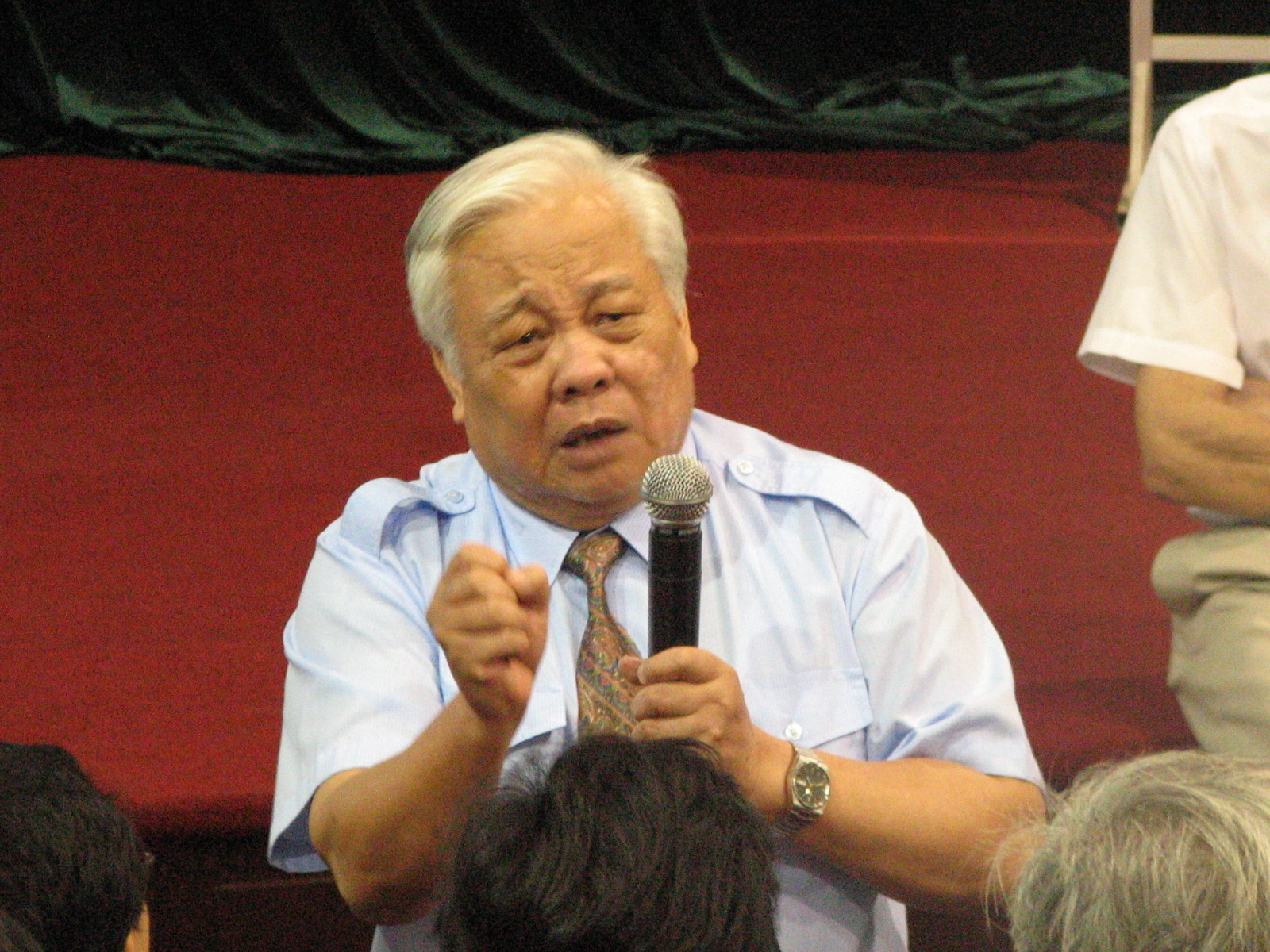
Нгуен Ван Хьеу

- Аухадиев, Кенес Мустаханович (83) — советский партийный деятель, первый секретарь Алма-Атинского обкома КП Казахстана (1978—1985), депутат Верховного Совета СССР (1979—1989)[123].
- Ведерникова, Наталия Николаевна (84) — советская и российская органистка и пианистка, заведующая кафедрой органа и клавесина Московской консерватории (с 1995), профессор (1995), заслуженная артистка Российской Федерации (1993), заслуженный деятель искусств РФ (2005), вдова Александра Ведерникова[124].
- Грицко, Геннадий Игнатьевич (91) — советский и российский горный инженер, учёный в области геомеханики, член-корреспондент РАН (1991; член-корреспондент АН СССР с 1990)[125].
- Дебург, Нарсисо (96) — венесуэльский скульптор[126].
- Джурашевич, Божидар (88) — югославский и сербский шахматист[127].
- Димитрий (Капанадзе) (46) — епископ Грузинской православной церкви, епископ Хорнабуджский (с 2015 года)[128].
- Карпук, Василий Васильевич (67) — белорусский физиолог растений, доктор биологических наук (2000), профессор кафедры ботаники биологического факультета БГУ[129].
- Кобылиньский, Лех Конрад[пол.] (98) — польский учёный в области кораблестроения, член-корреспондент Польской академии наук (1976)[130].
- Корбер, Серж (85) — французский киноактёр, режиссёр, сценарист и продюсер[131].
- Краффтувна, Барбара (93) — польская актриса театра, кино и кабаре[132].
- Лаврентий (Трифунович) (85) — епископ Сербской православной церкви, епископ Шабацкий (с 1989 года)[133].
- Лосаберидзе, Кетеван Багратовна (72) — советская спортсменка (стрельба из лука), чемпионка Олимпийских игр 1980 года, чемпионка мира и Европы, заслуженный мастер спорта СССР (1979)[134].
- Мезьер, Жан-Клод[англ.] (83) — французский художник[135].
- Мюглер, Тьери (73) — французский модельер и фотограф, создатель модного дома своего имени[136].
- Нгуен Ван Хьеу (83) — вьетнамский физик, иностранный член АН СССР / РАН (1982)[137].
- Санта Крус, Антония да (116) — бразильская супердолгожительница, последний остававшийся в живых человек, родившийся в 1905 году[138].
- Тумусииме-Мутебиле, Эммануэль[англ.] (72) — угандийский экономист, глава Национального банка Уганды[139].
- Тшнадель, Яцек (91) — польский поэт, историк литературы и литературный критик, публицист и общественный деятель[140].
- Фалкан, Майкел (40) — бразильский боец смешанного стиля; убит[141].
- Чеккетто, Ренато[англ.] (70) — итальянский киноактёр и актёр озвучивания[142].

## 22 января

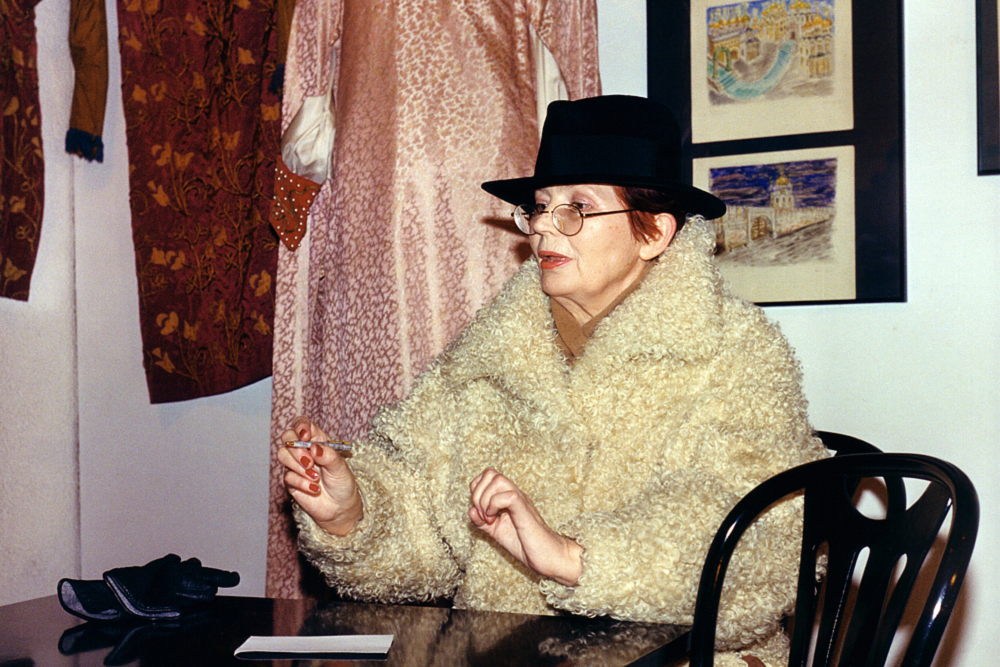
Янина Трачикувна

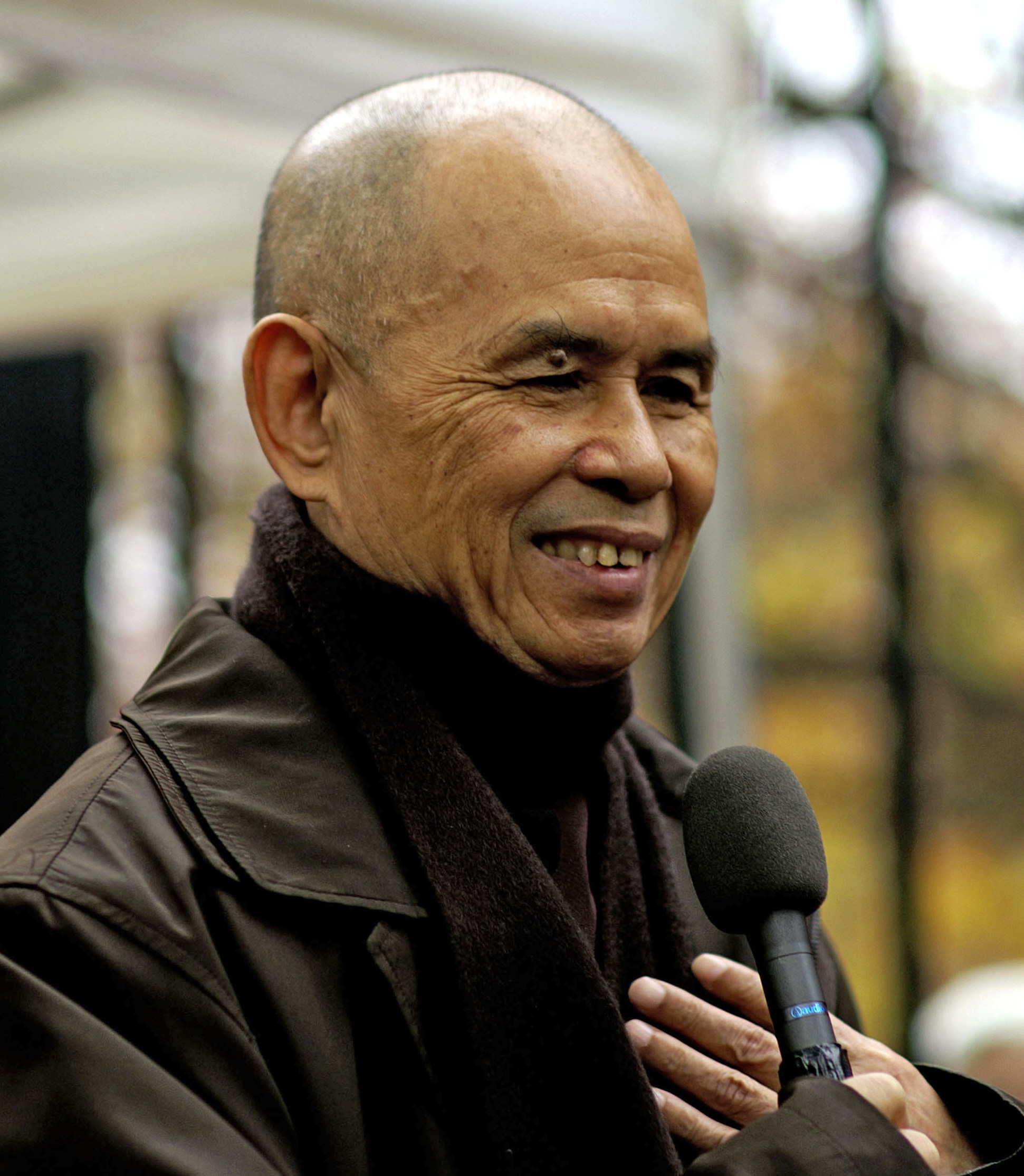
Тхить Нят Хань

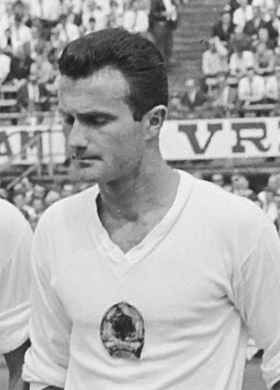
Роберт Яшари

- Абакиров, Эмильбек (92) — советский и киргизский государственный и профсоюзный деятель, глава Киргизского республиканского совета профсоюзов (1973—1995), народный депутат СССР (1989—1991)[143].
- Бекер, Хартмут[нем.] (83) — немецкий актёр[144].
- Бхоумик, Шубхаш (71) — индийский футболист, игрок национальной сборной[145].
- Джабраилов, Расми Халидович (89) — советский и российский актёр и режиссёр, заслуженный артист РСФСР (1987)[146].
- Донской, Дмитрий Абрамович (85) — советский и российский фотожурналист, с 1961 по 2006 спецкор АПН — РИА «Новости», Заслуженный работник культуры РСФСР, личный фотограф первого Президента России Бориса Ельцина, лауреат международных премий[147][148].
- Иванов, Борислав (90) — болгарский оперный дирижёр[149][150].
- Каура, Катуутире (80) — намибийский политик, президент Демократического альянса Турнхалле (ДТА) (1998—2013), депутат Национальной ассамблеи Намибии (1990—2015)[151].
- Кейтс, Кэтрин[англ.] (73) — американская киноактриса[152].
- Лагранж, Владимир Руфинович (82) — советский и российский фотожурналист[153].
- Лима Перейра, Антониу Жозе (69) — португальский футболист, игрок национальной сборной[154].
- Лупан, Виктор Николаевич (67) — французский журналист, писатель, издатель, редактор, кинорежиссёр-документалист, член Патриаршего совета по культуре (2010)[155].
- Мельник, Тарас Васильевич[укр.][значимость?] (68) — советский и украинский музыковед, один из основателей и директор музыкального фестиваля «Червона рута» (с 1989)[156].
- Рот, Эмерих (97) — шведский общественный деятель и писатель, лауреат премии Улофа Пальме (2017)[157].
- Саляев, Рюрик Константинович (90) — советский и российский биолог, специалист в области физиологии и биохимии растений, член-корреспондент РАН (1991; член-корреспондент АН СССР с 1984)[158].
- Сардачук, Пётр Данилович (83) — украинский дипломат, Чрезвычайный и Полномочный Посол Украины в Словакии (1993—1995), Польше (1995—1998), Финляндии (2001—2003), заместитель министра иностранных дел Украины (1999—2001)[159].
- Трачикувна, Янина (91) — польская актриса театра, кино и телевидения[160].
- Тхить Нят Хань (95) — вьетнамский дзэн-буддийский монах, настоятель буддийского медитативного центра Деревня слив[англ.] в Дордони (Франция), автор ряда книг по дзэн-буддизму[161].
- Халтин, Йохан (97) — американский патолог[162].
- Эзергайлис, Андриевс (91) — американский историк, исследователь Холокоста в Латвии[163].
- Яшари, Роберт (83) — албанский футболист, игрок национальной сборной[164].

## 21 января

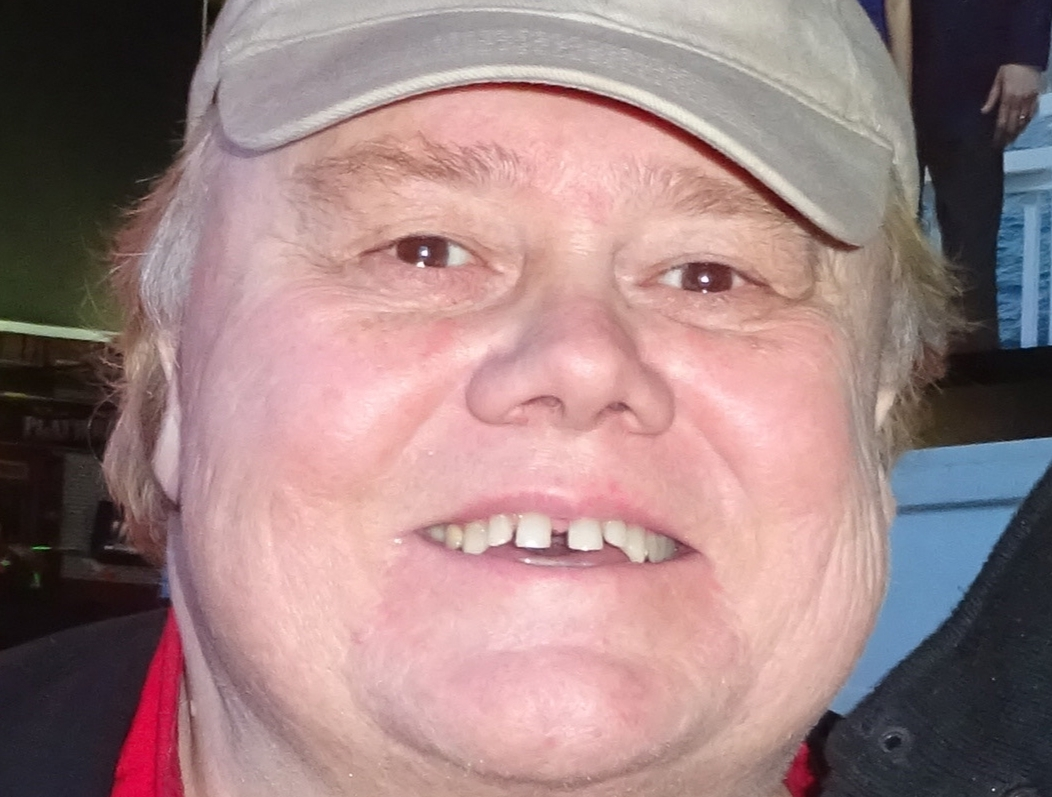
Луи Андерсон

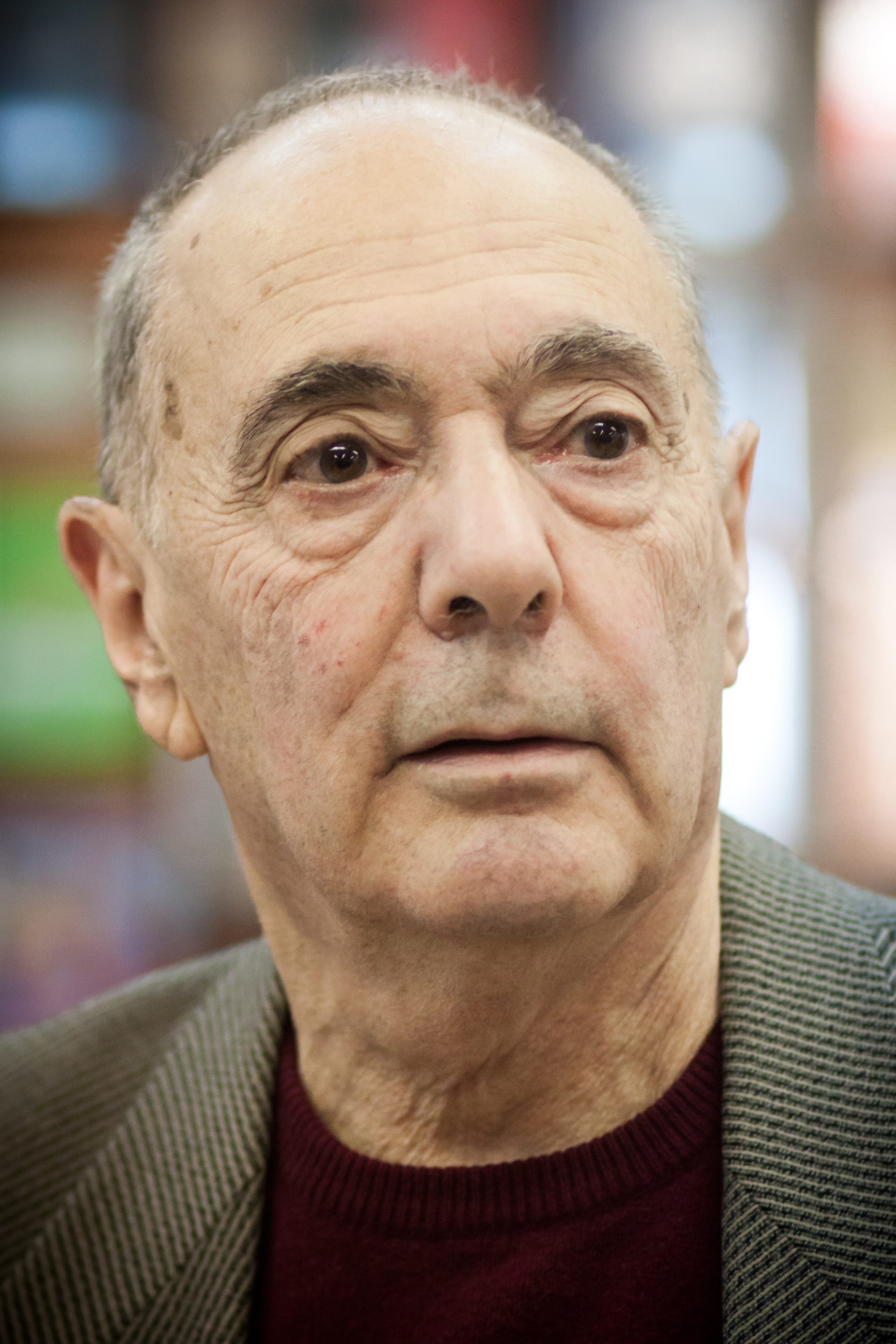
Анатолий Найман

- Андерсон, Луи (68) — американский актёр и комик, более всего известный по мультсериалу «Жизнь с Луи»[165].
- Гиллис, Кларк (67) — канадский хоккеист, 4-кратный обладатель Кубка Стэнли (1980—1983), член Зала хоккейной славы (2002)[166].
- Дончану, Фелича (90) — румынская художница, скульптор и композитор[167].
- Иванов, Константин Кириллович (83) — советский и российский художник, живописец, иконописец, график, педагог, член Санкт-Петербургского Союза художников[168].
- Коули, Рекс (81) — американский легкоатлет, который специализировался в беге с барьерами, чемпион летних Олимпийских игр в Токио (1964) в беге на 400 метров с барьерами[169].
- Краковский, Чеслав (71) — польский предприниматель и политик, сенатор (1993—1997)[170].
- Куршат, Харри (88) — западногерманский боксёр, серебряный призёр летних Олимпийских игр в Мельбурне (1956), чемпион Европы (1955)[171].
- Ландольт, Арло (86) — американский астроном[172].
- Лицитис, Арнис Альфредович (76) — советский и латвийский актёр театра и кино[173][174].
- Мазикин, Валентин Петрович (76) — российский государственный деятель, первый заместитель губернатора Кемеровской области (2001—2013), доктор технических наук[175].
- Морон, Марсель (92) — швейцарский футболист, игравший в национальной сборной (1952—1957)[176].
- Найман, Анатолий Генрихович (85) — русский поэт, переводчик, эссеист, прозаик, мемуарист[177].
- Николаева, Татьяна Николаевна (102) — советский государственный и политический деятель (тело найдено в этот день)[178].
- Ньюфелд, Мейc[англ.] (93) — американский кинопродюсер[179].
- Форбс, Джеймс (69) — американский баскетболист, серебряный призёр летних Олимпийских игр (1972)[180].
- Фульчи, Паоло Франческо[итал.] (90) — итальянский дипломат, постоянный представитель Италии при ООН (1993—1999)[181].
- Чжан Цзе (84) — китайская писательница[182]

## 20 января

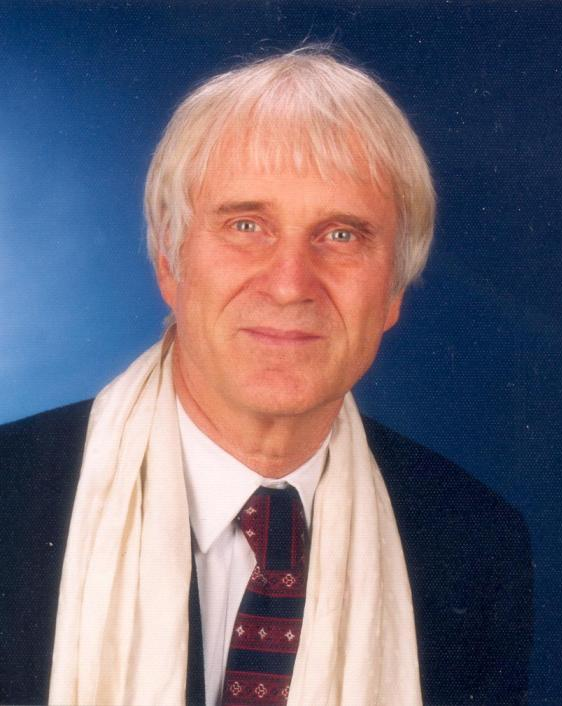
Гернот Бёме

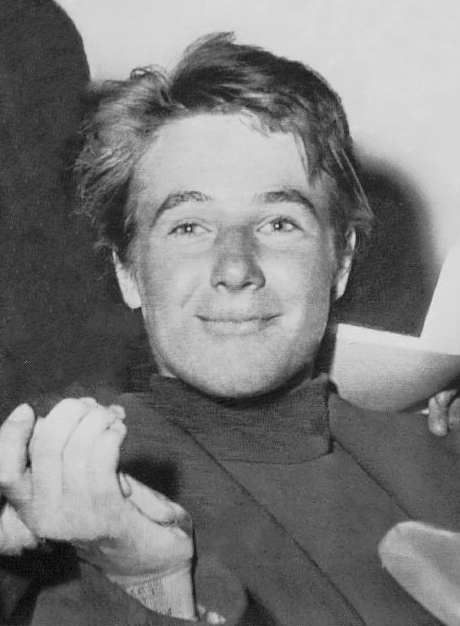
Хайди Библь

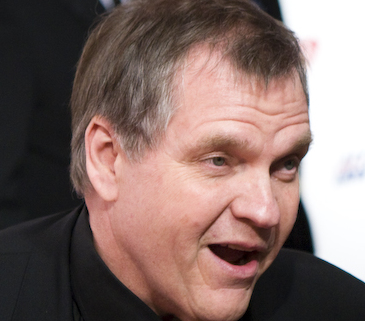
Мит Лоуф

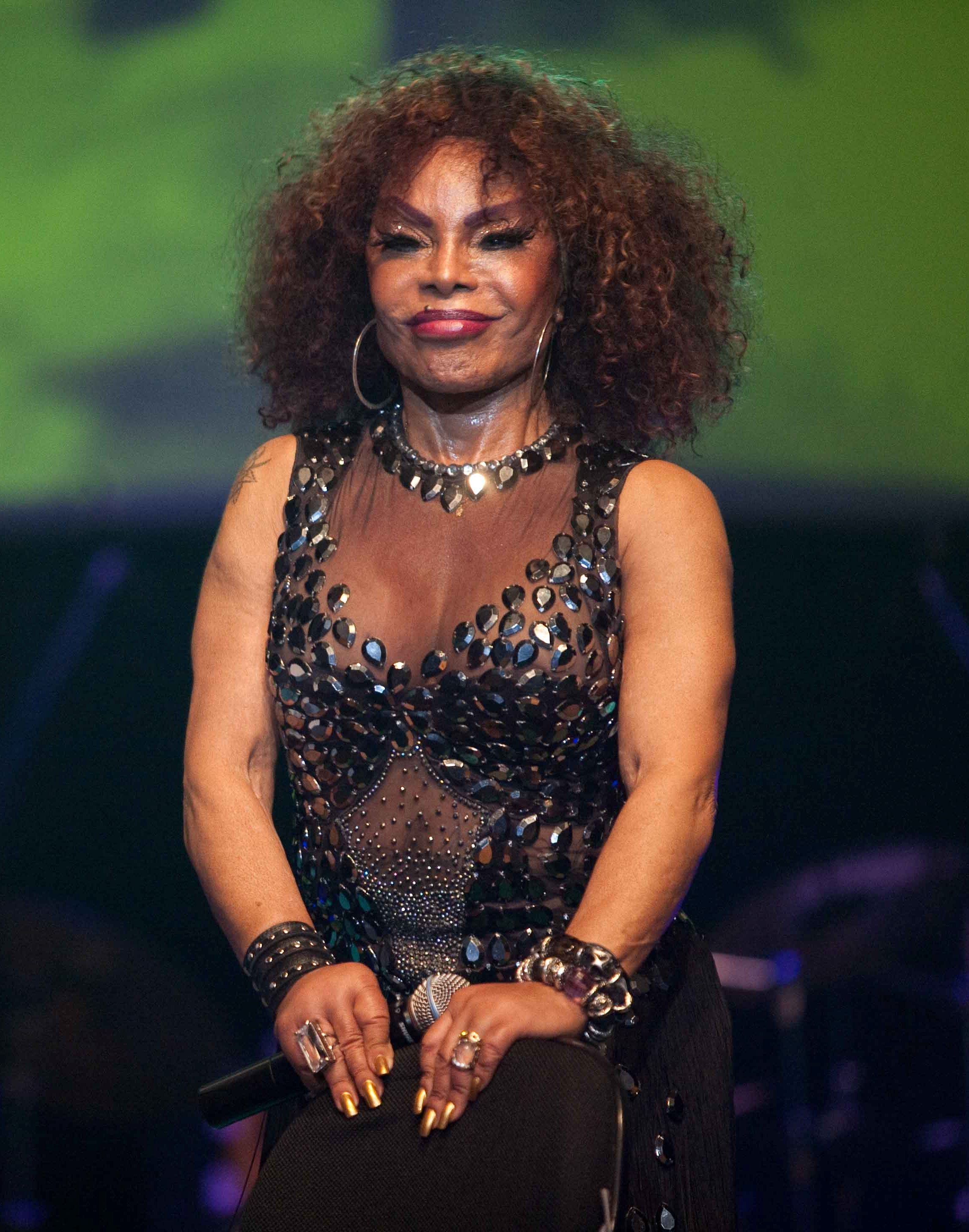
Элза Суарес

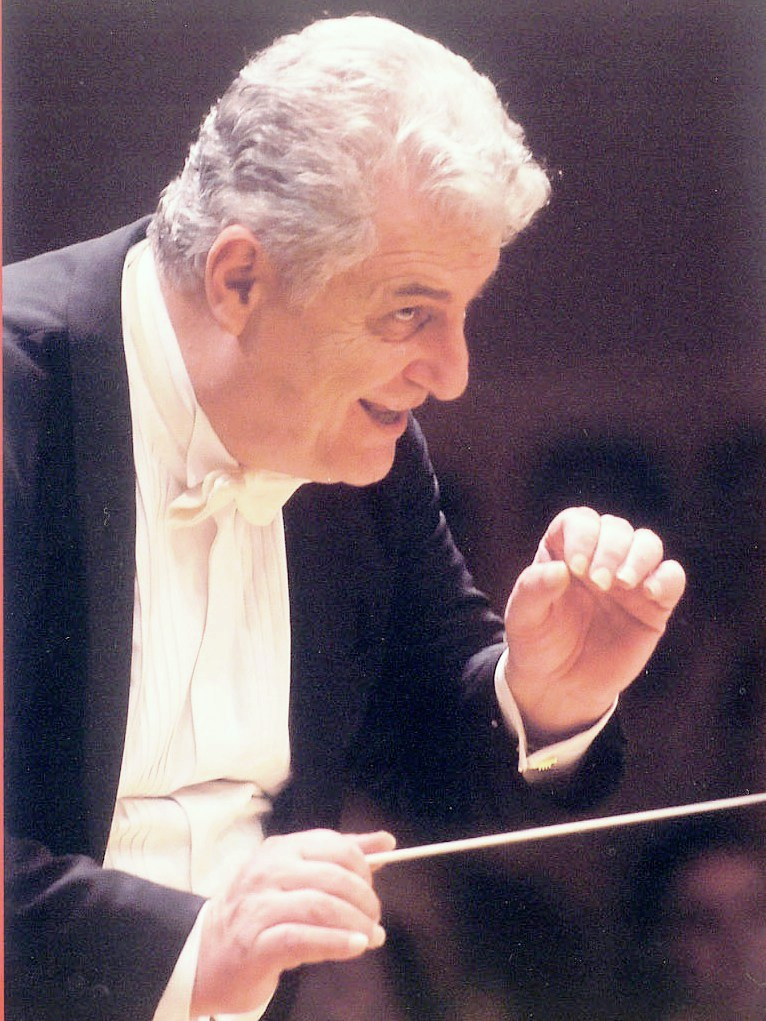
Каролос Триколидис

- Аралбай, Толеубек Мухамеджанович (71) — советский и казахский актёр, театральный режиссёр, театральный педагог, заслуженный артист Республики Казахстан (1995)[183].
- Бёме, Гернот (85) — немецкий философ[184].
- Библь, Хайди (80) — немецкая горнолыжница, олимпийская чемпионка 1960 года в скоростном спуске[185].
- Бойд, Рэнди[англ.] (59) — канадский хоккеист («Питтсбург Пингвинз», «Чикаго Блэкхокс», «Нью-Йорк Айлендерс», «Ванкувер Кэнакс»)[186].
- Виеру, Ион[значимость?] (80) — советский и молдавский поэт[187].
- Делле Винье, Акилес[англ.] (76) — аргентинский пианист[188].
- Демьяненко, Владимир Васильевич (52) — российский учёный-правовед, доктор юридических наук, доцент кафедры земельного и экологического права Саратовской государственной юридической академии, сын профессора В. Н. Демьяненко[189].
- Дорофеев, Владимир Игоревич (71) — советский футболист, тренер, мастер спорта СССР (1972)[190].
- Иннокентьев, Иван Иванович (64) — русский и якутский писатель, поэт и переводчик[191].
- Кого, Бенджамин (77) — кенийский легкоатлет, серебряный призёр летних Олимпийских игр (1968) в беге на 3000 м с препятствиями[192].
- Лепри, Серджо[итал.] (102) — итальянский журналист, руководитель Национальной ассоциации итальянской прессы[193].
- Метшк, Юро (67) — лужицкий композитор, лауреат национальной серболужицкой премии имени Якуба Чишинского (2017)[194].
- Мит Лоуф (74) — американский рок-певец и актёр[195].
- Суарес, Элза (91) — бразильская певица в стиле самба[196].
- Триколидис, Каролос (74) — австрийско-греческий дирижёр[197].
- Шошитаишвили, Бондо Шалвович (82) — советский и грузинский режиссёр и художник анимации (о смерти объявлено в этот день)[198].
- Ястреб, Константин Филиппович (86) — советский и украинский партийный и государственный деятель, председатель Черкасского областного совета народных депутатов и Черкасского облисполкома (1991—1992), представитель президента Украины в Черкасской области (1992—1994)[199].

## 19 января

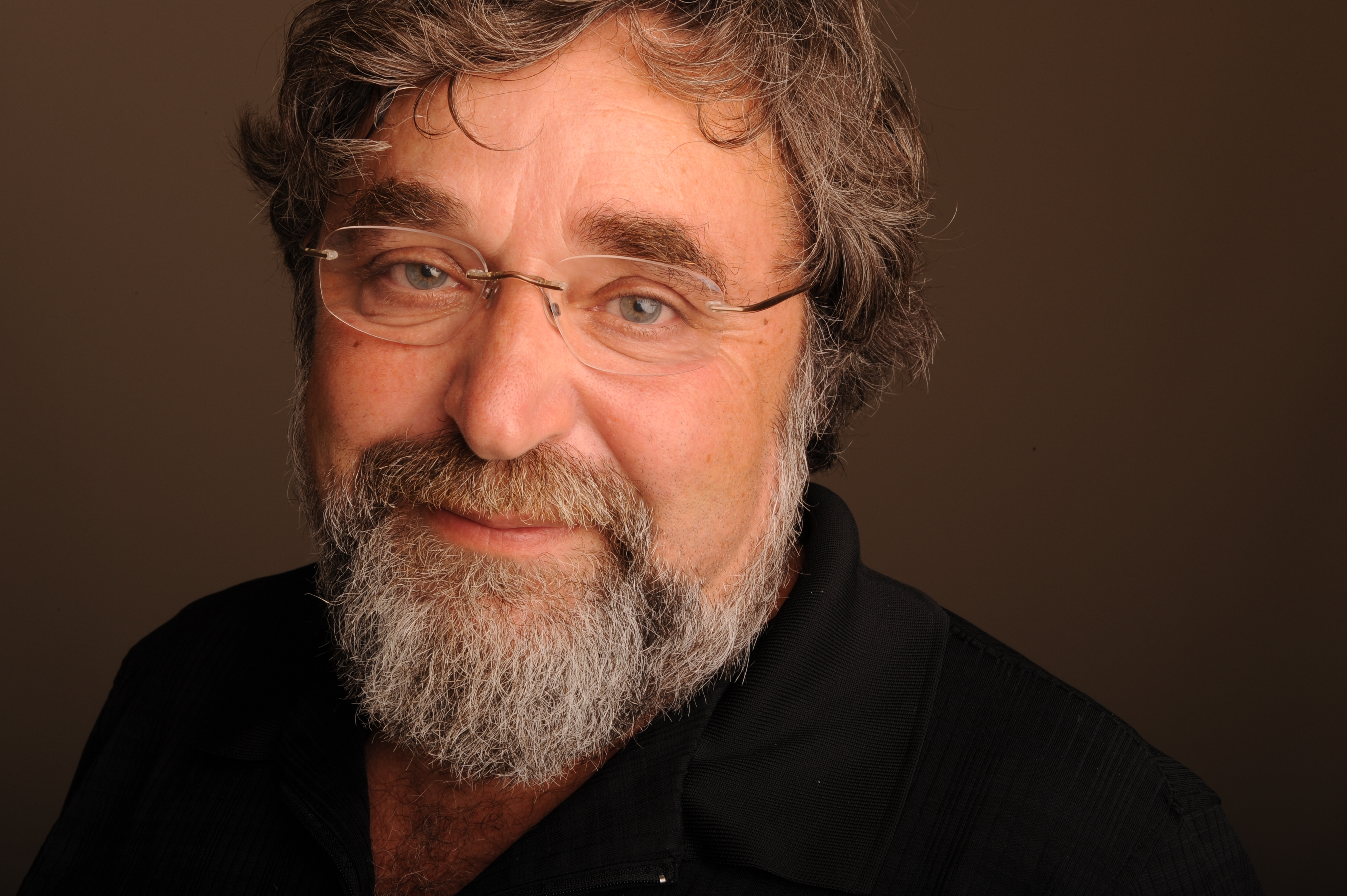
Евгений Арье

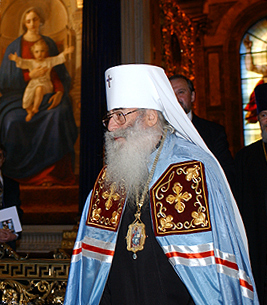
Владимир (Котляров)

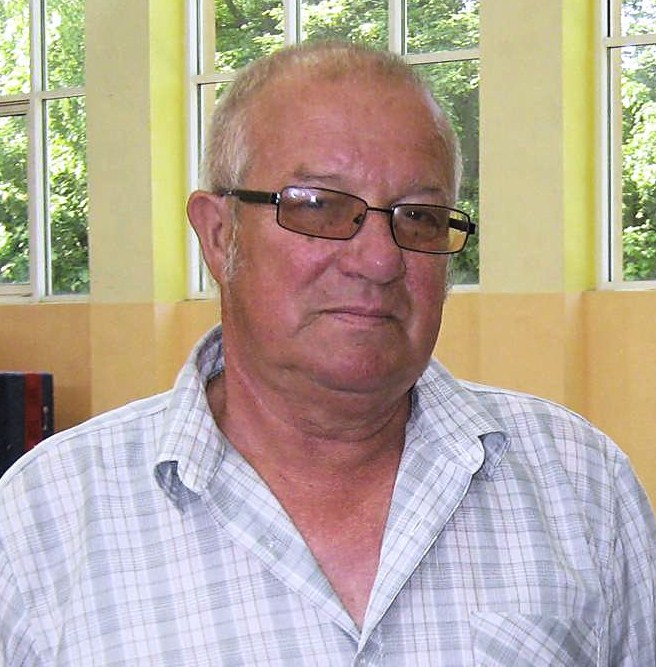
Станислав Грендзиньский

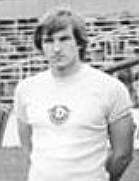
Ханс-Юрген Дёрнер

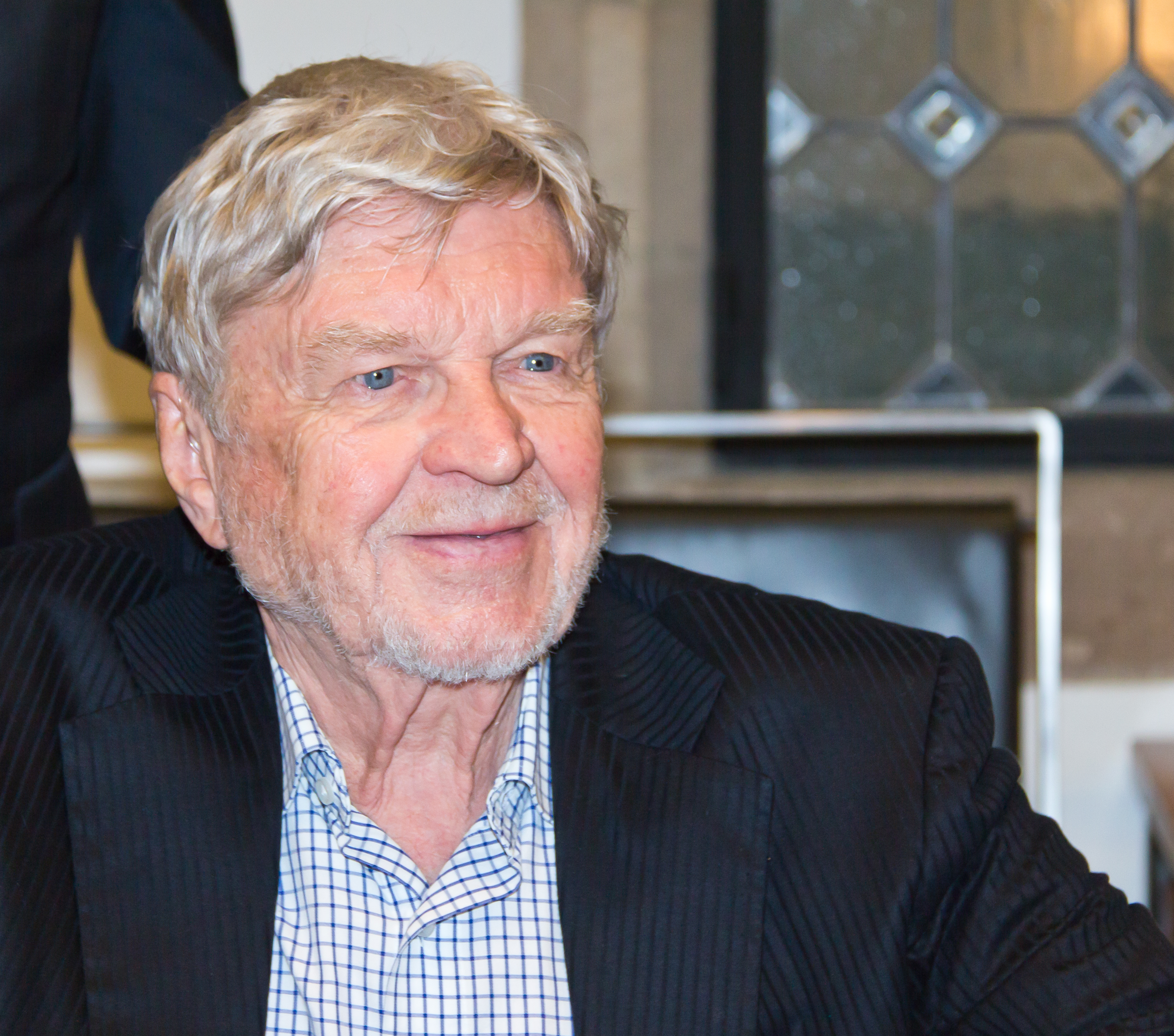
Харди Крюгер

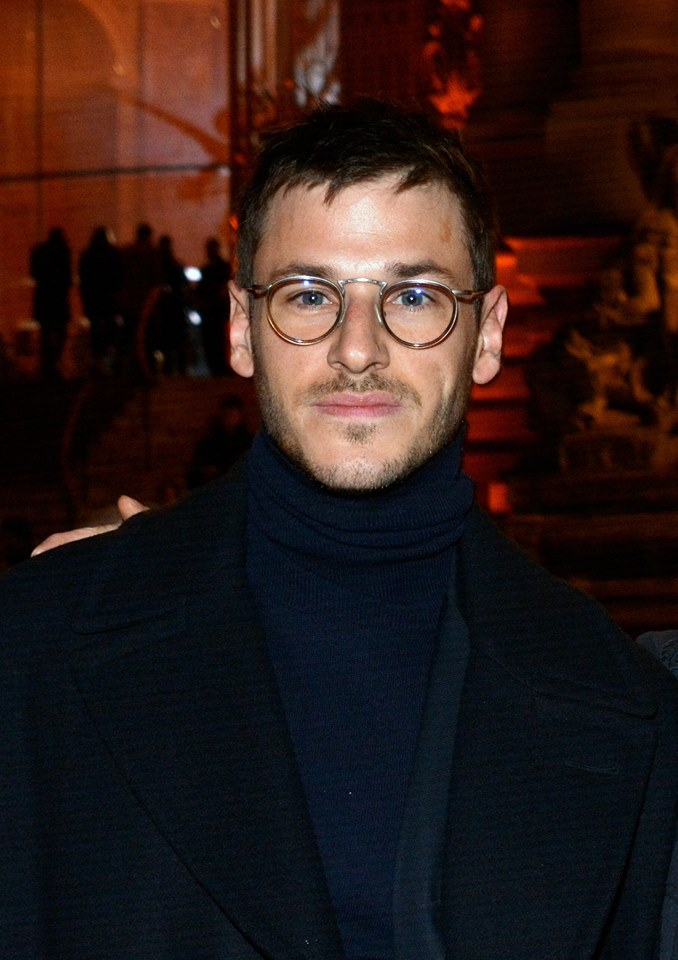
Гаспар Ульель

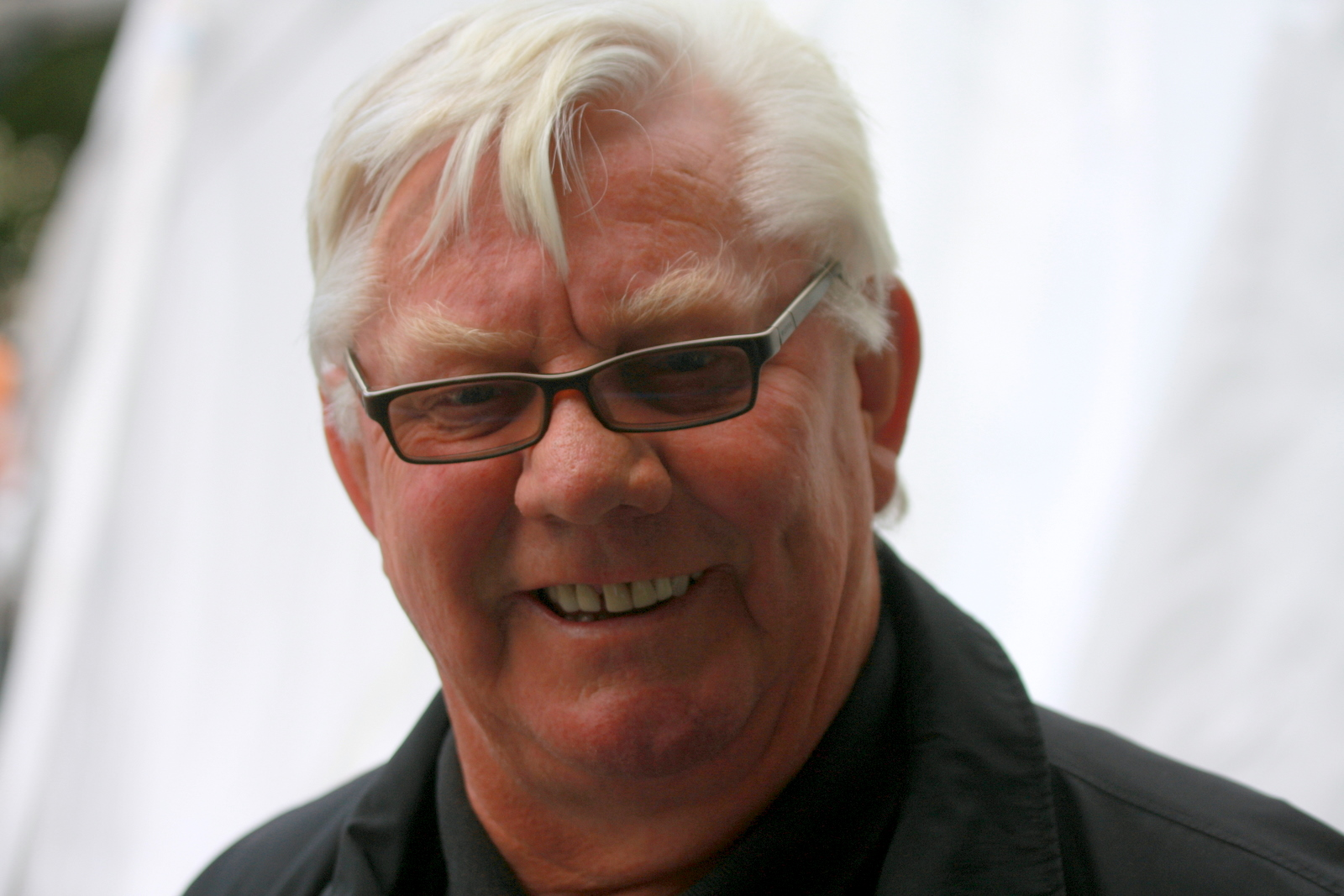
Нильс Эгген

- Арье, Евгений Михайлович (74) — израильский театральный режиссёр, художественный руководитель и режиссёр театра «Гешер»[200].
- Буров, Юрий Николаевич[значимость?] (80) — советский и российский конструктор оружия, разработчик противолодочных комплексов[201].
- Владимир (Котляров) (92) — российский религиозный деятель, митрополит Санкт-Петербургский и Ладожский (1995—2014)[202].
- Грендзиньский, Станислав (76) — польский легкоатлет, двукратный чемпион Европы в беге на 400 м (1966)[203].
- Дёрнер, Ханс-Юрген (70) — восточногерманский футболист, игрок сборной ГДР по футболу, олимпийский чемпион (1976)[204].
- Крюгер, Харди (93) — немецкий киноактер и писатель[205].
- Малофеев, Анатолий Александрович (88) — советский и белорусский государственный деятель, член Политбюро ЦК КПСС (1990—1991), председатель Палаты представителей Национального собрания Республики Беларусь (1996—2000)[206].
- Махов, Михаил Александрович (90) — советский и российский тренер по лёгкой атлетике, заслуженный тренер РСФСР[207].
- Назаренко, Александр Васильевич (74) — советский и российский историк, филолог; доктор исторических наук (1996)[208].
- Новиков, Анатолий Терентьевич (74) — советский дзюдоист, бронзовый призёр Олимпийских игр, бронзовый призёр чемпионата мира, победитель и призёр чемпионатов Европы[209].
- Парамонова, Анна Васильевна (98) — советский врач-стоматолог, Герой Социалистического Труда (1978)[210].
- Ульель, Гаспар (37) — французский актёр; несчастный случай[211].
- Хусейн, Гази Анвар[англ.] (85) — бангладешский писатель[212].
- Эгген, Нильс Арне (80) — норвежский футболист и тренер, игрок и тренер национальной сборной[213].

## 18 января

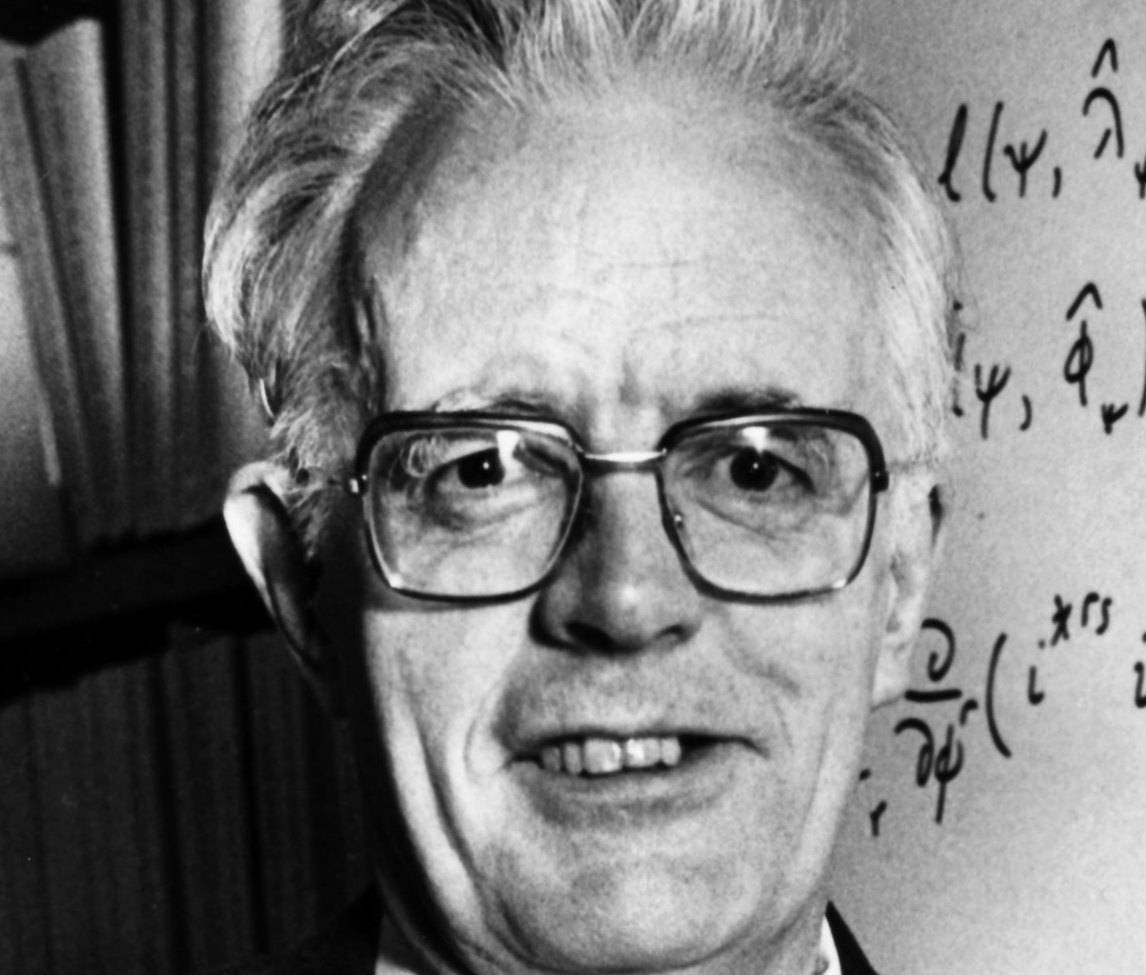
Дэвид Кокс

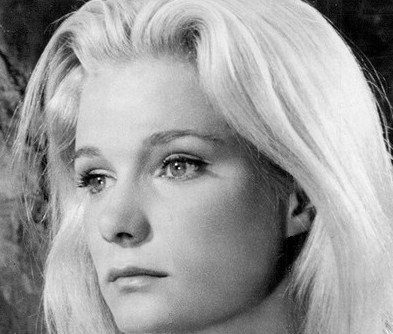
Иветт Мимо

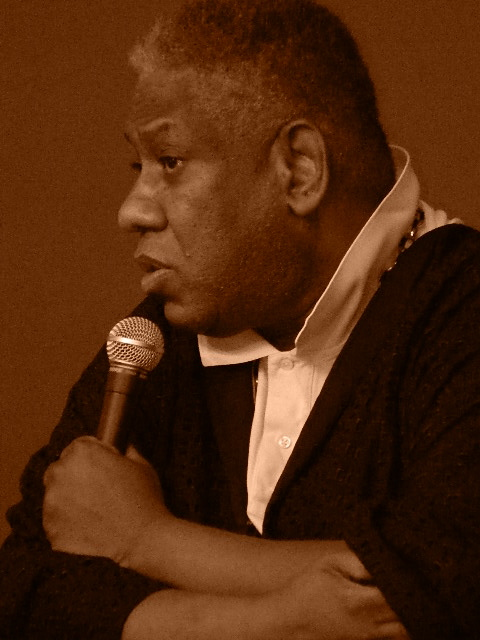
Андре Леон Телли

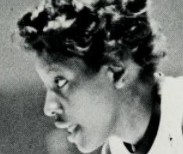
Люсия Харрис

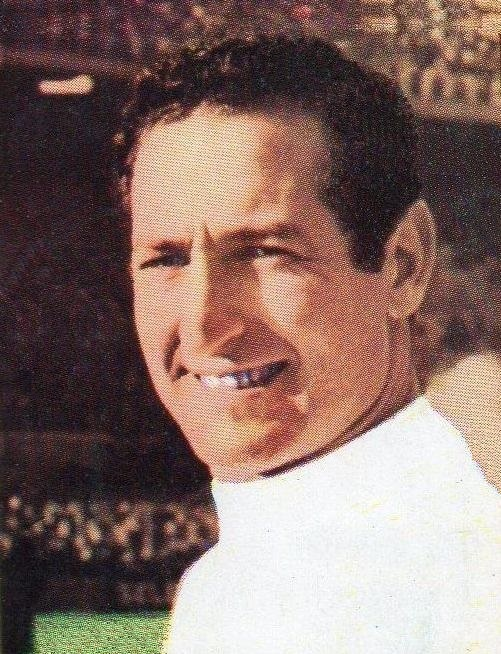
Франсиско Хенто

- Алосен, Лоренсо[исп.] (84) — испанский баскетболист, участник Олимпийских игр 1968 года в Мехико[214].
- Басин, Анатолий Владимирович[значимость?] (72) — советский и российский актёр театра и кино, артист Иркутского драматического театра имени Н. П. Охлопкова (1979—2006), заслуженный артист Российской Федерации (1993)[215].
- Григоренко, Ярослав Михайлович (94) — советский и украинский физик, академик НАН Украины (1992)[216].
- Зеликман, Энгелина Абрамовна (95) — гидробиолог, специалист по морскому зоопланктону.
- Кокс, Дэвид (97) — британский статистик, член Лондонского королевского общества (1973), иностранный член Национальной академии наук США (1988), лауреат медали Копли (2010)[217].
- Корниенко, Анатолий Иванович (83) — советский комсомольский и партийный деятель, первый секретарь ЦК ЛКСМ Украины (1975—1983), первый секретарь Тернопольского обкома КПУ (1983—1987)[218].
- Кортиев, Леван Исмаилович (82) — советский, российский и южноосетинский инженер, один из инициаторов и инженеров строительства Транскавказской автомагистрали (Транскам)[219].
- Махмуди, Захид (62) — советский и российский татарский писатель и сценарист[220].
- Мендис, Падди[англ.] (88) — шри-ланкийский лётчик, командующий военно-воздушными силами Шри-Ланки (1971—1976)[221].
- Мимо, Иветт (80) — американская актриса[222].
- Назаров, Бахтиёр Аминович (77) — советский и узбекский филолог, академик АН Узбекистана, главный редактор журнала «Узбекский язык и литература», первый заместитель министра высшего и среднего специального образования Узбекистана (1992—1994)[223][224].
- Пелетминский, Сергей Владимирович (90) — советский и украинский физик-теоретик, академик Национальной академии наук Украины (1990)[225].
- Перевозкин, Александр Филиппович (85) — советский и российский передовик промышленного производства, бригадир комплексно-сквозной бригады цеха № 100 Уралвагонзавода (Нижний Тагил), Герой Социалистического Труда (1976) (о смерти объявлено в этот день)[226].
- Поташов, Дмитрий Андреевич (90) — советский и российский врач и деятель образования, доктор медицинских наук (1990), профессор Омского государственного медицинского университета[227].
- Телли, Андре Леон (73) — американский журналист в области моды, стилист[228].
- де ла Фуэнте Гарсия, Сатурнино (112) — испанский супердолгожитель, старейший мужчина мира[229].
- Харрис, Люсия (66) — американская баскетболистка, серебряный призёр Олимпийских игр 1976 года в Монреале[230].
- Хейнинен, Пааво Йоханнес[англ.] (84) — финский композитор и пианист[231].
- Хенто, Франсиско (88) — испанский футболист, игрок «Реала Мадрид» и национальной сборной[232].
- Чирва, Игорь Иванович[значимость?] (58) — российский актёр, заслуженный артист России (2006)[233].
- Шалаев, Степан Алексеевич (93) — советский государственный, партийный и профсоюзный деятель, министр лесной, целлюлозно-бумажной и деревообрабатывающей промышленности СССР (1980—1982), председатель ВЦСПС (1982—1990)[234].
- Швейд, Элиэзер (92) — израильский философ, лауреат Премии Израиля[235].

## 17 января

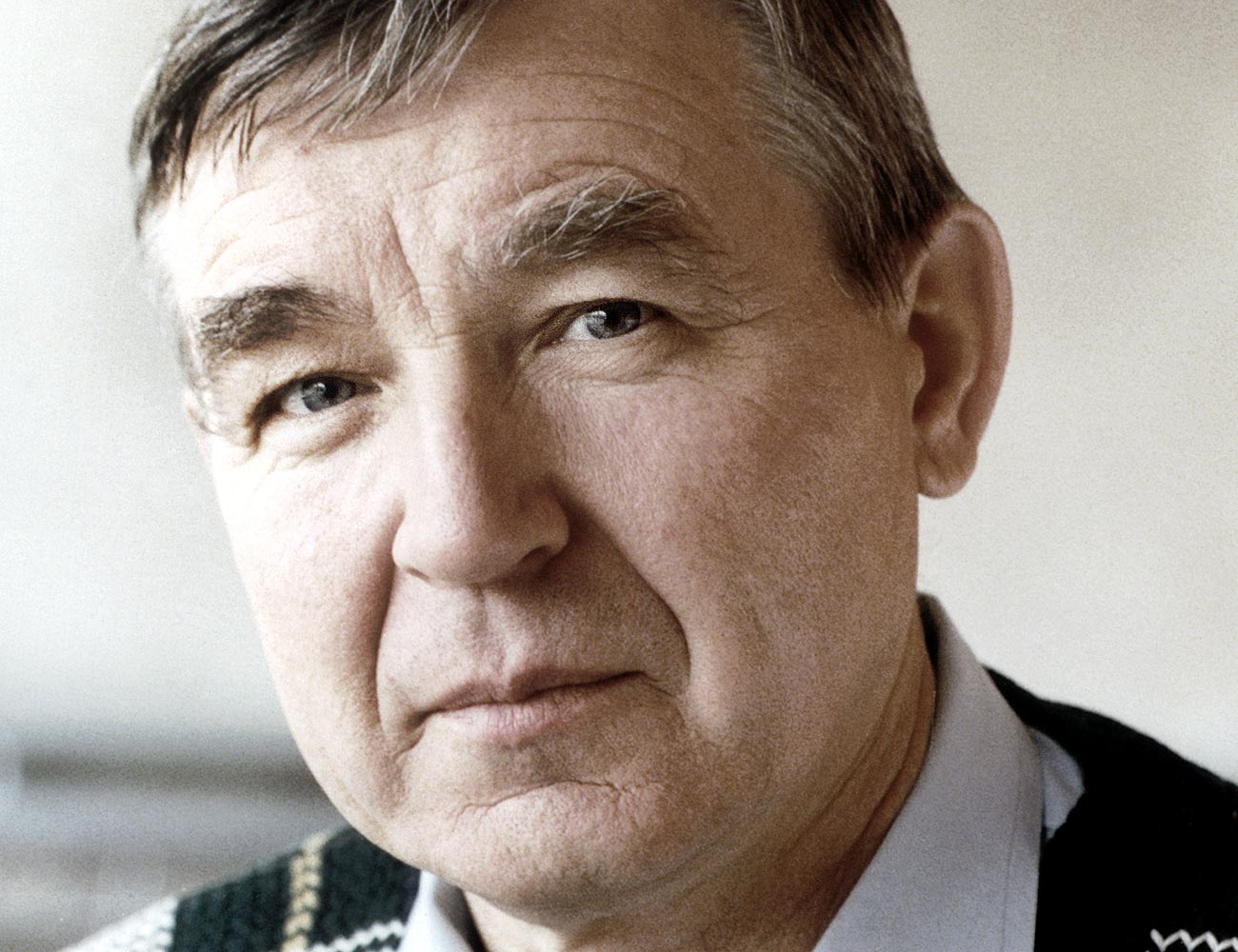
Геннадий Павлов

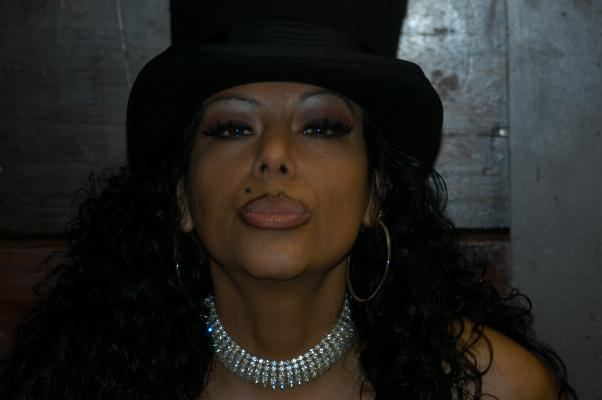
Алишия Рио

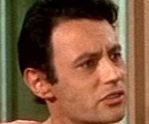
Мишель Сюбор

- Атауллин, Ринат Юморович (62) — российский живописец, заслуженный художник Республики Башкортостан (2010), член Союза художников России (с 1991 года)[236].
- Бареза, Никша[хорв.] (85) — югославский и хорватский дирижёр[237].
- Браун, Джонатан (82) — американский историк изобразительного искусства, специалист по испанской живописи[238].
- Гама, Арманду[порт.] (67) — португальский эстрадный и оперный (баритон) певец и автор песен, участник финального концерта конкурса Евровидение-1983[239].
- Димитров, Венец[болг.] (84) — болгарский кино- и телевизионный оператор[240].
- Долгополов, Валерий Тимофеевич (78) — советский и российский физик, специалист в области низкотемпературной физики твёрдого тела, член-корреспондент РАН (2019)[241].
- Павлов, Геннадий Васильевич (80) — советский и российский художник, резчик по дереву и бересте, график, каллиграф[242].
- Рио, Алишия (55) — мексиканская порноактриса[243].
- Сатклифф, Тельма (115) — американская супердолгожительница, старейшая на момент смерти жительница США[244].
- Троттер, Хейл (90) — канадский и американский математик, профессор Принстонского университета[245].
- Ларионов, Виталий Петрович (84) — советский и российский военачальник, временно исполняющий обязанности командующего Черноморским флотом ВМФ РФ (1992-1993), первый заместитель командующего Черноморским флотом ВМФ СССР/РФ (1988-1995), вице-адмирал (1988)[246].
- Сюбор, Мишель (86) — французский актёр[247].
- Ходжайов, Тельман Касимович (83) — советский и российский археолог и антрополог; доктор исторических наук (1982), профессор[248].

## 16 января

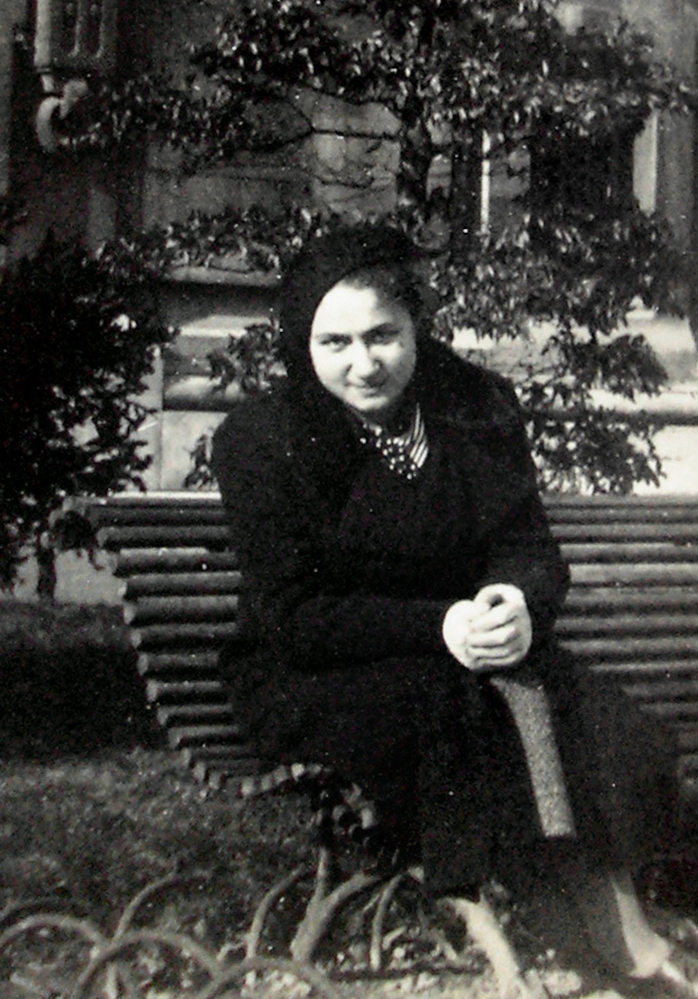
Това Берлински

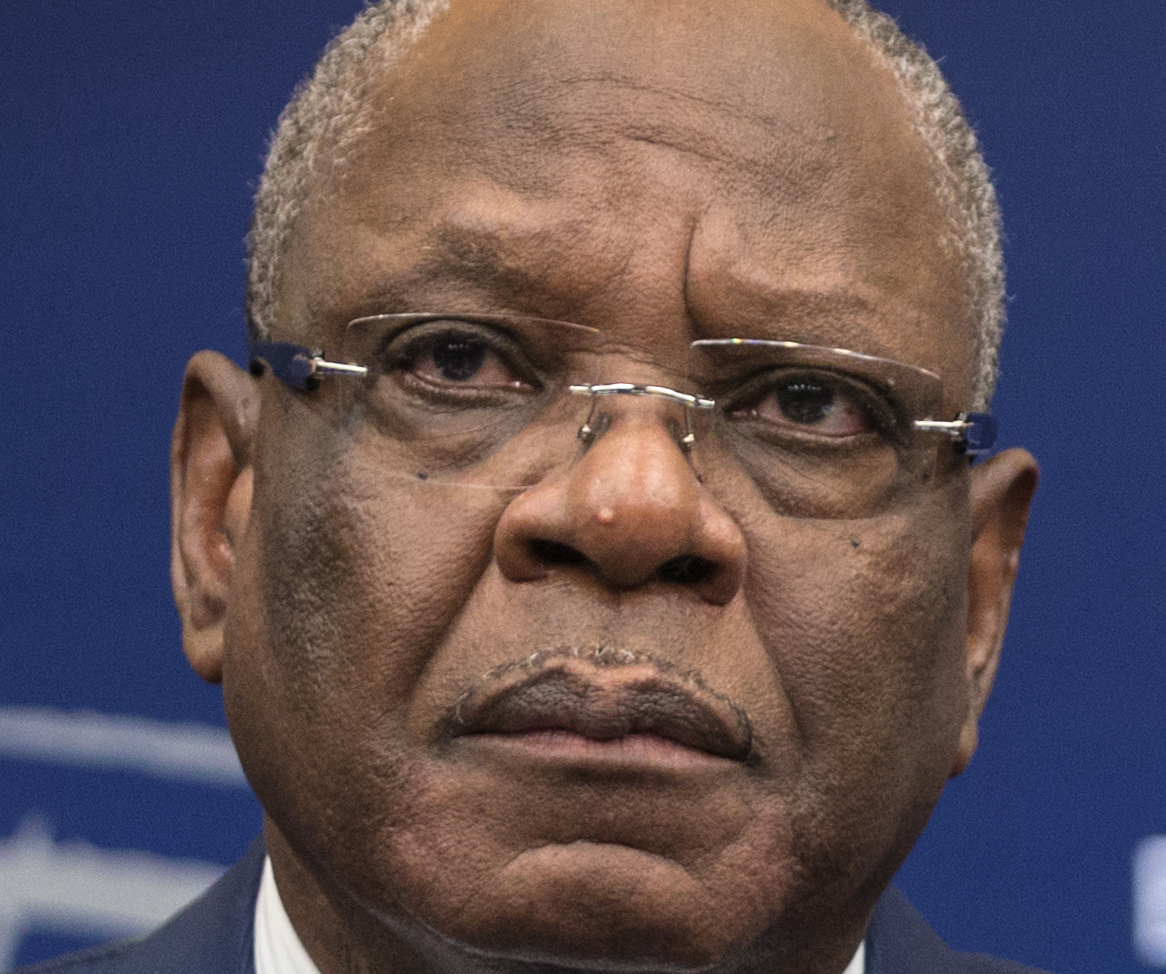
Ибрагим Кейта

Кармела Коррен

- Аверин, Игорь Александрович (62) — российский учёный в области разработки и исследования наноматериалов, доктор технических наук, профессор, заведующий кафедрой «Нано- и микроэлектроника» Пензенского государственного университета (с 2009 года)[249].
- Арутчьян, Рубен Сергеевич (74) — советский и армянский художник[250].
- Бас, Порфирио (67) — мексиканский актёр и певец[251].
- Берлински, Това (106) — израильская художница[252].
- Гоциридзе, Давид Зурабович[груз.] (69) — советский и грузинский филолог-русист, генеральный секретарь Ассоциации русистов Грузии (о смерти объявлено в этот день)[253][нет в источнике].
- Кейта, Ибрагим Бубакар (76) — премьер-министр Мали (1994—2000), президент Мали (2013—2020)[254].
- Коррен, Кармела (83) — израильская и австрийская певица и актриса, участница финального концерта конкурса Евровидение-1963[255].
- Кудрявцев, Юрий Владимирович (84) — советский и российский автоконструктор, главный конструктор Горьковского автомобильного завода (1988—2001), создатель автомобиля ГАЗель[256][257].
- Лисецкий, Сергей Афанасьевич (95) — советский и украинский кинооператор, заслуженный деятель искусств Украины[258].
- Майнерс, Пол (73) — британский барон, бизнесмен и политик, член Палаты Лордов (с 2008)[259].
- Макги, Чарльз Эдвард[англ.] (102) — американский военный лётчик, награждённый Золотой медалью Конгресса США (2011)[260].
- Моро, Люсьен[англ.] (88) — французская актриса[261].
- Мудря, Андрей[рум.] (67) — советский и молдавский художник[262].
- Рудаков, Иван Алексеевич (43) — советский и российский актёр[263].
- Турчинский, Лев Михайлович (88) — советский и российский литературовед, библиограф, библиофил[264].
- Фассианос, Алекос[англ.] (86) — греческий художник (о смерти объявлено в этот день)[265].
- Фортон, Франсуаза[англ.] (64) — бразильская киноактриса[266][267].
- Хан, Тафаззал Хоссейн[англ.] (101) — бангладешский политик, депутат парламента (1979—1982)[268].
- Царёв, Вячеслав Фёдорович (81) — советский и российский учёный в области ветеринарной физиологии и фармакологии, ректор ИГСХА (1999—2009)[269].
- Черняев, Анатолий Алексеевич (82) — советский и российский экономист, академик РАСХН (2001), академик РАН (2013)[270].

## 15 января

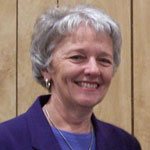
Алекса Макдоно

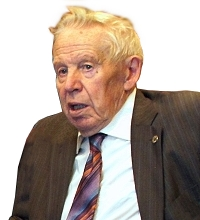
Дмитрий Рундквист

- Бабка, Ринк[англ.] (85) — американский дискобол, серебряный призёр летних Олимпийских игр (1960), мировой рекордсмен (1960)[271].
- Дель Мар, Аурора[исп.] (87) — аргентинская актриса[272].
- Долецкий, Владислав (76) — польский общественный деятель, президент города Влоцлавека (1982—1984)[273].
- Макдоно, Алекса (77) — канадская политическая деятельница, глава Новой демократической партии Канады (1995—2003), член парламента Канады (1997—2008)[274].
- Омен, Йохан (56) — нидерландский профессиональный снукерный рефери[275].
- Пьянези, Кварто (81) — итальянский хоккеист на траве, игрок национальной сборной, участник летних Олимпийских игр (1960)[276].
- Ррагами, Рамазан (77) — албанский футболист и тренер, игрок национальной сборной, трижды чемпион Албании (дважды как футболист, раз как тренер)[277].
- Рундквист, Дмитрий Васильевич (91) — советский и российский геолог, минералог и металлогенист, академик РАН (1991; академик АН СССР с 1990)[278],.
- Сангри Агилар, Мария Кристина[исп.] (81) — мексиканская политическая деятельница, депутат Палаты депутатов Мексики[279].
- Черрути, Нино[англ.] (91) — итальянский модельер, основатель бренда Cerruti[280].
- Хофмокль-Радомская, Анна Тереса (91) — польская волейболистка, чемпионка Польши, игрок сборной Польши[281].
- Шамов, Игорь Васильевич (86) — российский государственный деятель, мэр Владимира (1990—2002) (о смерти объявлено в этот день)[282].
- Шапиро, Стив[англ.] (87) — американский фотограф[283].

## 14 января

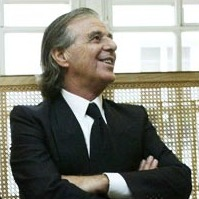
Рикардо Бофилл

Дэйв Волвертон

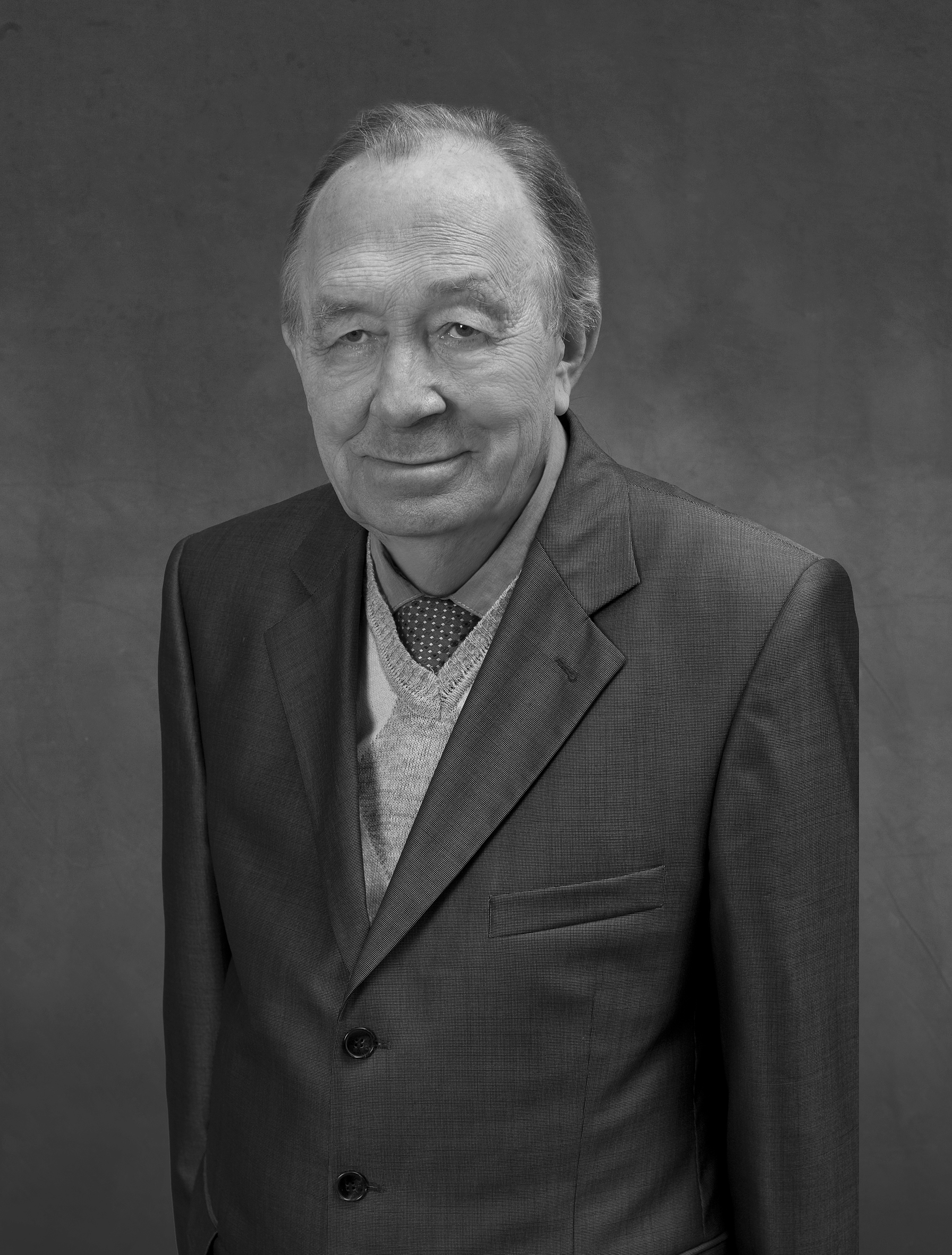
Юрий Журавлёв

- Алиев, Рамиз[азерб.] (83) — советский и азербайджанский кинорежиссёр (о смерти объявлено в этот день)[284].
- Баталья, Сезар[порт.] (77 или 78) — португальский хоровой дирижёр и композитор[285].
- Бофилл, Рикардо (82) — испанский архитектор[286].
- Брожовский, Борис Львович (86) — советский и российский кинооператор, заслуженный деятель искусств РФ (2000), лауреат Государственной премии СССР (1989)[287][288].
- Вознесенская, Анастасия Валентиновна (78) — советская и российская актриса театра и кино, народная артистка России (1997), вдова Андрея Мягкова[289].
- Волвертон, Дэйв (64) — американский писатель-фантаст[290].
- Гильдебранд, Алиса фон (98) — американский католический философ и теолог, профессор, вдова Дитриха фон Гильдебранда[291].
- Гончаров, Владимир Максимович (81) — советский и украинский режиссёр и художник-мультипликатор, заслуженный деятель искусств Украины (2010)[292].
- Гросул, Владислав Якимович (82) — советский и российский историк[293].
- Деркач, Леонид Васильевич (82) — советский и украинский политический деятель, председатель Службы безопасности Украины (1998—2001), генерал армии Украины (2000)[294],.
- Джилардино, Анджело[англ.] (80) — итальянский гитарист и композитор[295].
- Ди Меллу, Тьягу[порт.] (95) — бразильский поэт[296].
- Дьёрдь М. Чакань (75) — венгерский акушер-гинеколог и диабетолог[297].
- Журавлёв, Юрий Иванович (87) — советский и российский математик, доктор физико-математических наук (1965), академик РАН (1992), заслуженный профессор МГУ им. М. В. Ломоносова, лауреат Ленинской премии (1966)[298].
- Зейналов, Фаррух Мамеднаби оглы (79) — азербайджанский государственный и политический деятель, министр материальных ресурсов Азербайджана (1992—1997)[299].
- Кочиев, Чермен Григорьевич[значимость?] (49) — российский театральный режиссёр, главный режиссёр Северо-Осетинского театра оперы и балета[300].
- Оруджев, Кариб Азизали оглы (86) — советский передовик производства, Герой Социалистического Труда (1966)[301].
- Робертс, Эдвард Моксон[англ.] (81) — канадский политик, лейтенант-губернатор Ньюфаундленда и Лабрадора (2002—2008)[302].
- Сейнсбери, Джон[англ.] (94) — британский бизнесмен и политический деятель, член Палаты лордов (с 1989 года)[303].
- Сидоренко, Револьд Аронович (96) — советский учёный, инженер-металлург, доктор технических наук.
- Сингх, Джасвант (90) — индийский хоккеист (хоккей на траве), нападающий, серебряный призёр летних Олимпийских игр (1960)[304].
- Фенигштайн, Виктор (97) — люксембургский композитор и музыкальный педагог (о смерти стало известно в этот день)[305].
- Фрейзер, Даллас[англ.] (82) — американский музыкант и автор песен в стиле кантри[306].
- Шпак, Владислав Дмитриевич (81) — российский артист цирка, режиссёр, педагог, заслуженный работник культуры РСФСР[307].
- Юмшанов, Пётр Вениаминович (61) — советский и российский шашист, гроссмейстер[308].

## 13 января

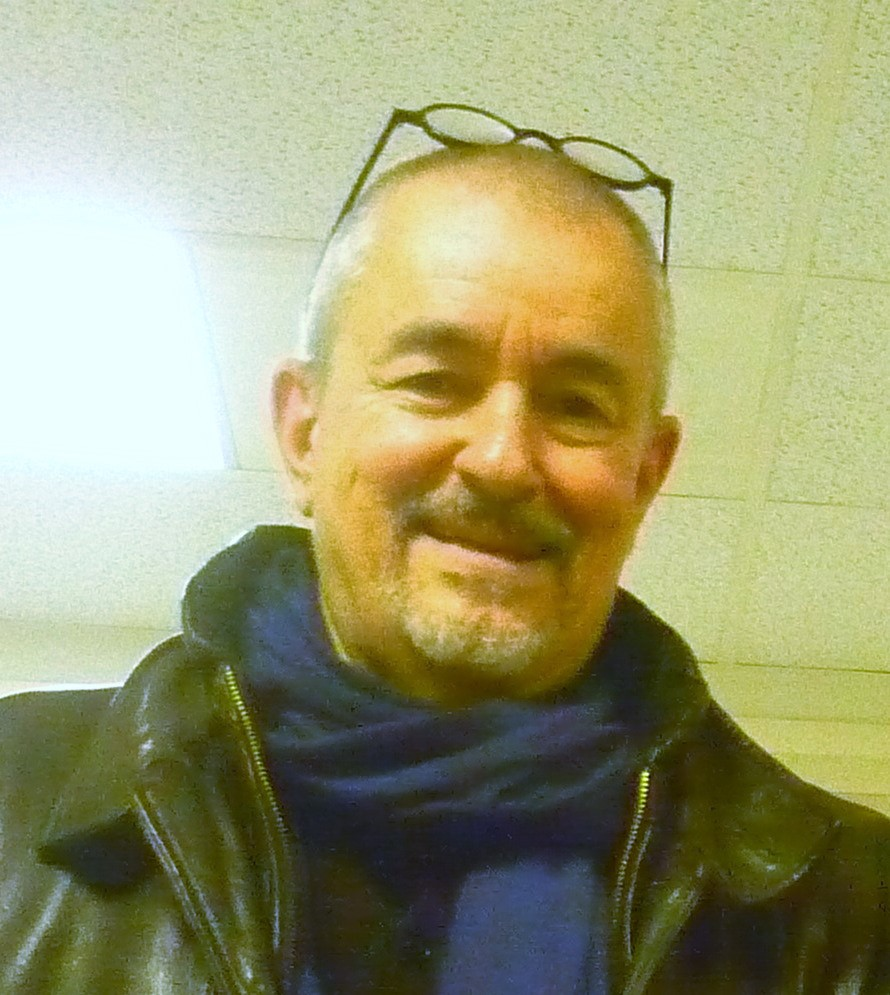
Жан-Жак Бенекс

- Бенекс, Жан-Жак (75) — французский кинорежиссёр, сценарист и продюсер[309].
- Вильчес, Рауль[пол.] (67) — кубинский волейболист, участник Олимпийских игр (1976, 1980), олимпийский медалист[310].
- Гурнетт, Дональд (81) — американский физик, член Национальной академии наук (1998), профессор Университета Айовы[311].
- Дельмес, Вернер (91) — западногерманский хоккеист (хоккей на траве) и тренер, бронзовый призёр летних Олимпийских игр (1956)[312].
- Кабатова, Елена Витальевна (70) — советский и российский юрист, специалист по международному гражданскому праву, профессор кафедры международного частного и гражданского права международно-правового факультета МГИМО[313].
- Кампора, Марио[исп.] (91) — аргентинский дипломат, посол Аргентины в Великобритании (1990—1994) и Бельгии (1995—1999)[314].
- Кляйн, Сесиль (114) — канадская верифицированная супердолгожительница, на момент смерти самый старый подтверждённый живой человек в Канаде[315].
- Лозгачёв, Геннадий Витальевич (66) — украинский баскетболист и тренер, в 1990—1997 годах играл в Высшей лиге Польши[316].
- Мартыновченко, Леонид Иванович (75) — советский и российский организатор производства, директор Калининской АЭС, заслуженный энергетик Российской Федерации[317].
- Мицнас, Роман[пол.] (74) — польский физик, действительный член Польской академии наук (2016)[318].
- Плеханов, Александр Михайлович (90) — советский и российский контрразведчик и историк, доктор исторических наук, профессор Академии ФСБ[319].
- Русек, Йосеф[чеш.] (84) — чешский биолог, профессор Венского университета, глава секции биологии Чехословацкой академии наук[320].
- Стрижов, Виктор Максимович[значимость?] (93) — советский актёр, театральный режиссёр, заслуженный артист Украины[321].
- Суворов, Александр Адамович (77) — российский политический деятель, член Совета Федерации[322]..
- Тано, Ламбер Амон[англ.] (95) — ивуарийский политик и учитель, министр образования (1963—1970), посол Кот-д’Ивуара в Алжире[323].
- Федорченко, Евгений Иванович (75) — советский и украинский актёр театра и кино, народный артист Украины (2006)[324].
- Фрей Боливар, Эрвин Артуро[англ.] (82) — чилийский политический деятель, член Палаты депутатов Чили (1969—1973), сенатор (1990—1998)[325].
- Шнитке, Владимир Эдуардович (83) — советский и российский правозащитник, общественный деятель, исполнительный директор Санкт-Петербургского общества «Мемориал»[326].

## 12 января

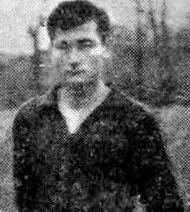
Степан Ламза

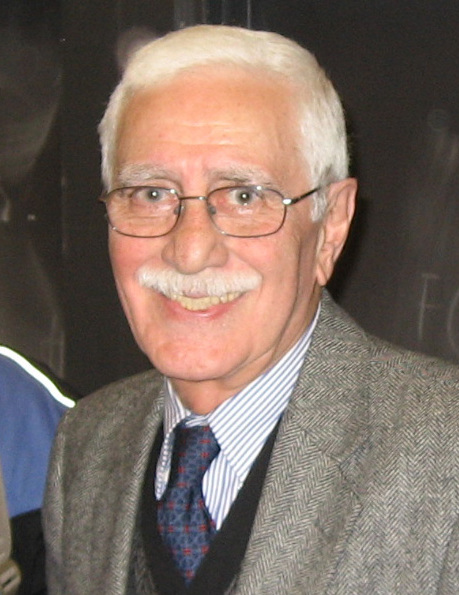
Ирадж Пезешк-зод

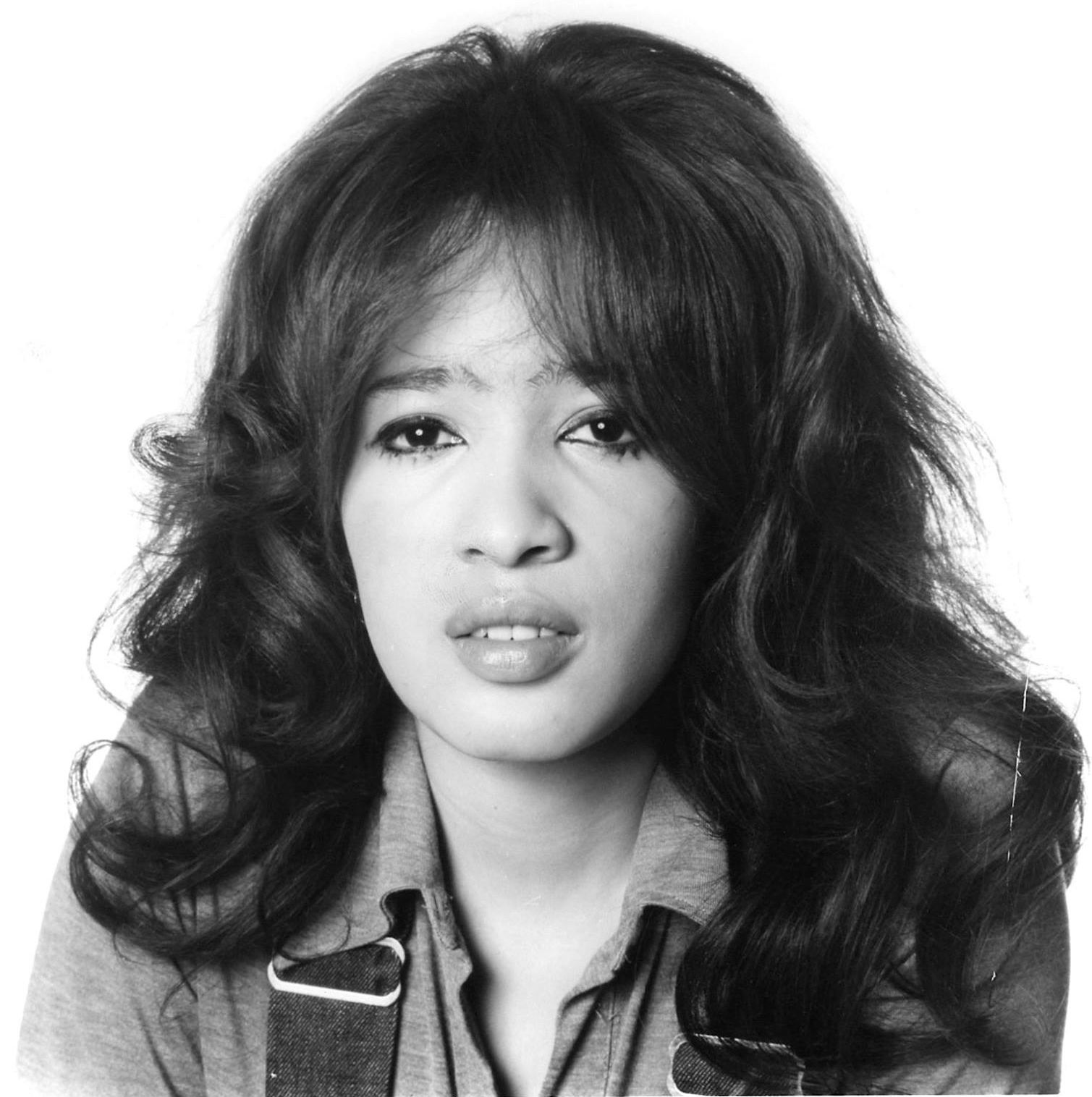
Ронни Спектор

- Алао-Акала, Кристофер[англ.] (71) — нигерийский государственный деятель, губернатор штата Ойо (2006, 2007—2011)[327].
- Антковяк, Витольд[пол.] (91) — польский музыкант, автор песен, создатель Экзотического дуэта, участник групп Яна Валясека и Зыгмунта Вихарого, лауреат Фестиваля в Сопоте[328].
- Войтехович, Эдуард Антонович[бел.] (60) — белорусский бизнесмен, депутат Верховного Совета Республики Беларусь 13-го созыва[329].
- Вуд, Джордж О.[англ.] (80) — американский религиозный деятель, глава Ассамблеи Бога[330].
- Герилович, Алексей Владимирович[значимость?] (48) — советский, российский актёр[331].
- Горбач, Валерий Филиппович (53) — советский, российский и таджикистанский футболист, защитник, игрок национальной сборной Таджикистана[332].
- Добжиньский, Людвик[пол.] (80) — польский физик-ядерщик, профессор, член Комитета по физике Польской академии наук[333].
- Захаров, Альберт Георгиевич (84) — советский и российский спортсмен (вольная борьба) и педагог[334].
- Исаева, Наталия Васильевна (67) — советский и российский историк философии и религии, индолог, переводчик; доктор исторических наук, ведущий научный сотрудник Института востоковедения РАН[335].
- Кастаньеда, Луис[англ.] (76) — перуанский политический деятель, мэр Лимы (2003—2010, 2015—2018)[336].
- Ламза, Степан (81) — югославский футболист[337].
- Новаковский, Кароль Ежи[пол.] (известен как Пьюс) (39) — польский репер, член группы 2cztery7 (в 1990-х), дважды в топ-20 года списка OLiS (2009, 2017), номинация на Суперединки 2010 года[338].
- Оконгву, Чу[англ.] (87) — нигерийский государственный деятель, министр финансов[339].
- Пашиц, Стефан[пол.] (97) — польский химик, профессор, автор учебников по фотохимии[340].
- Пезешк-зод, Ирадж (93—94) — иранский писатель и переводчик (о смерти стало известно в этот день)[341].
- Петсупхан, Ваипхот[англ.] (79) — таиландский певец, национальный деятель искусств Таиланда[342].
- Рябинин, Игорь Иванович (85) — советский и российский военно-морской деятель, вице-адмирал[343].
- Сингх, Шебби (61) — малайзийский футболист, игрок национальной сборной[344].
- Спектор, Ронни (78) — американская певица (The Ronettes), член Зала славы рок-н-ролла[345].
- Станечко, Роман (88) — польский спортсмен (спидвей), чемпион Польши (1954)[346].
- Яссин, Аршад (72) — иракский военнослужащий, двоюродный брат и зять (муж сестры) иракского президента Саддама Хусейна[347].

## 11 января

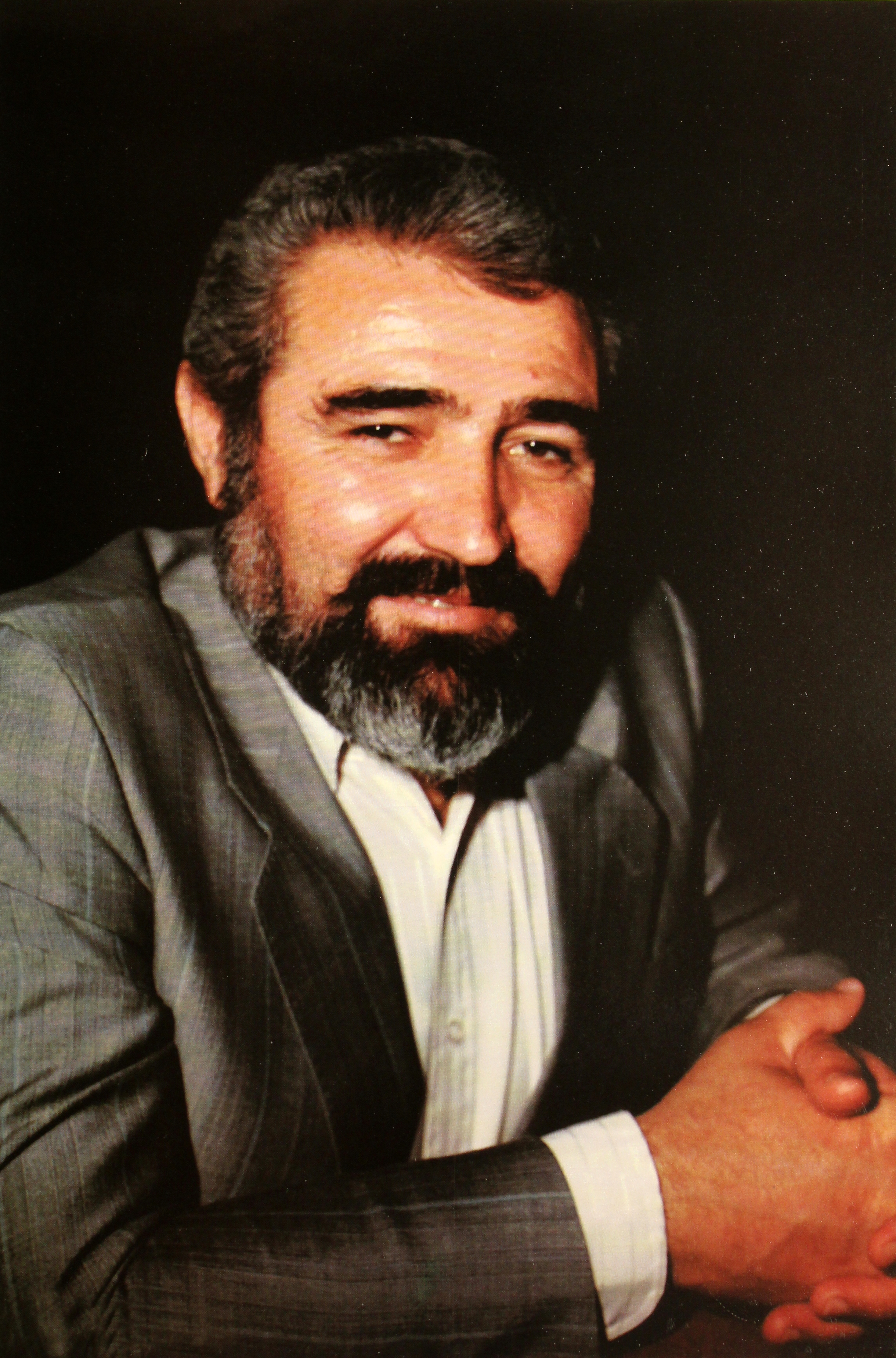
Размик Давоян

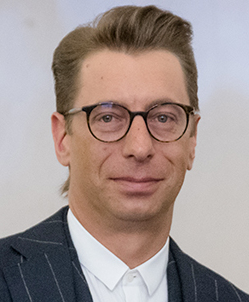
Михаил Зеленский

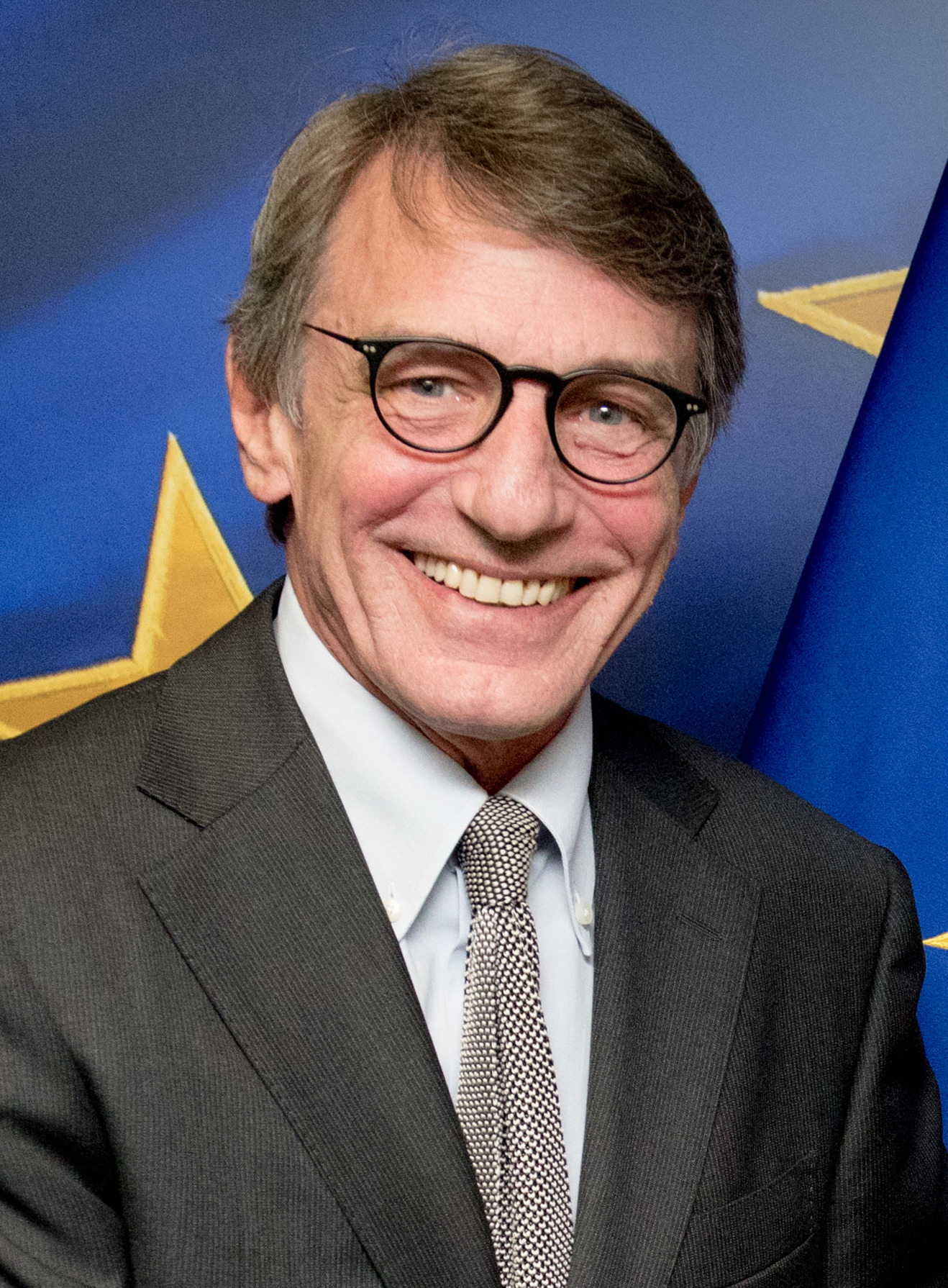
Давид Сассоли

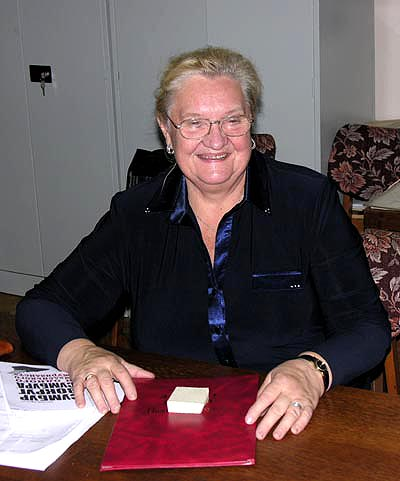
Лидия Спиридонова

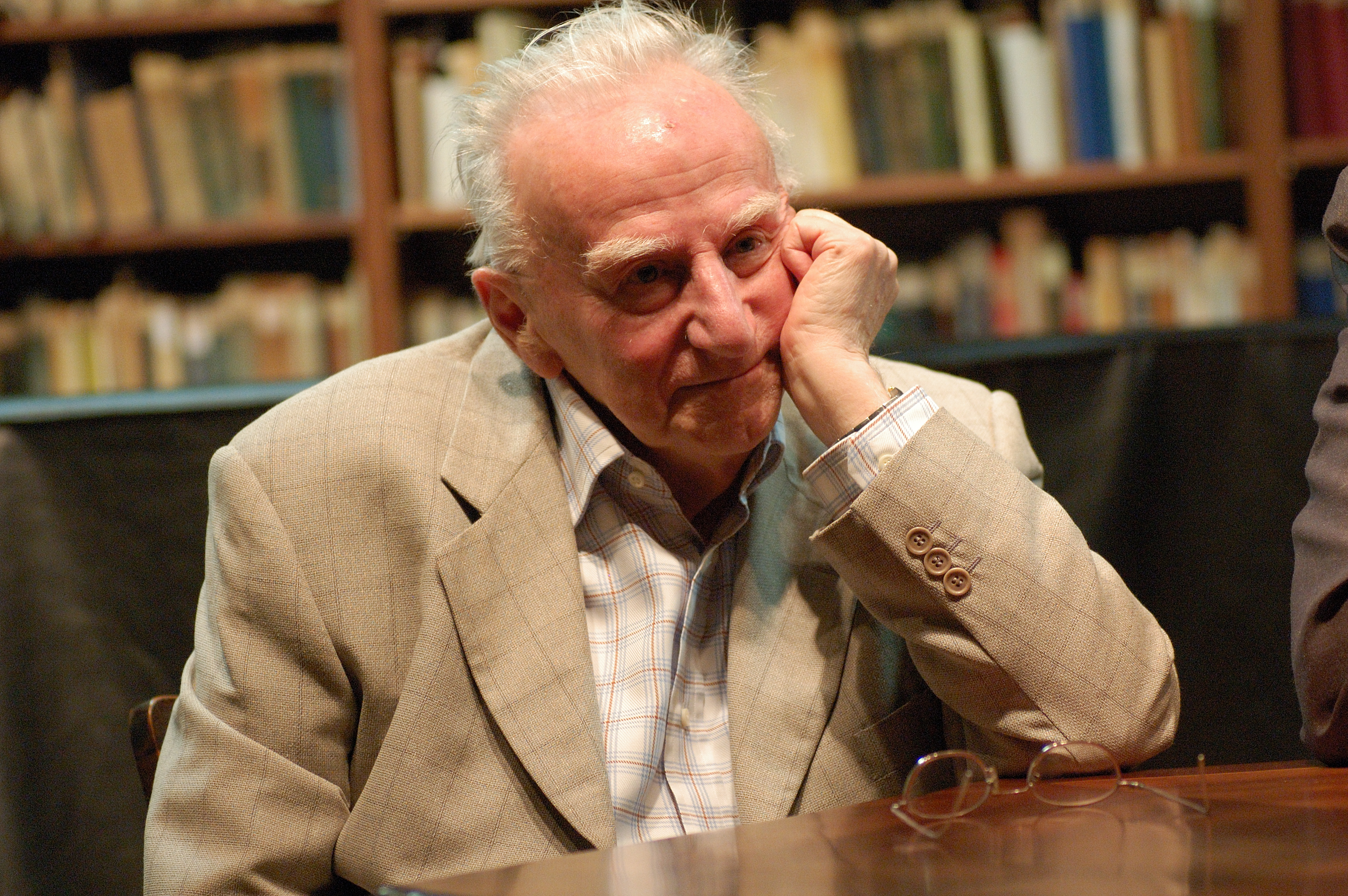
Борис Хазанов

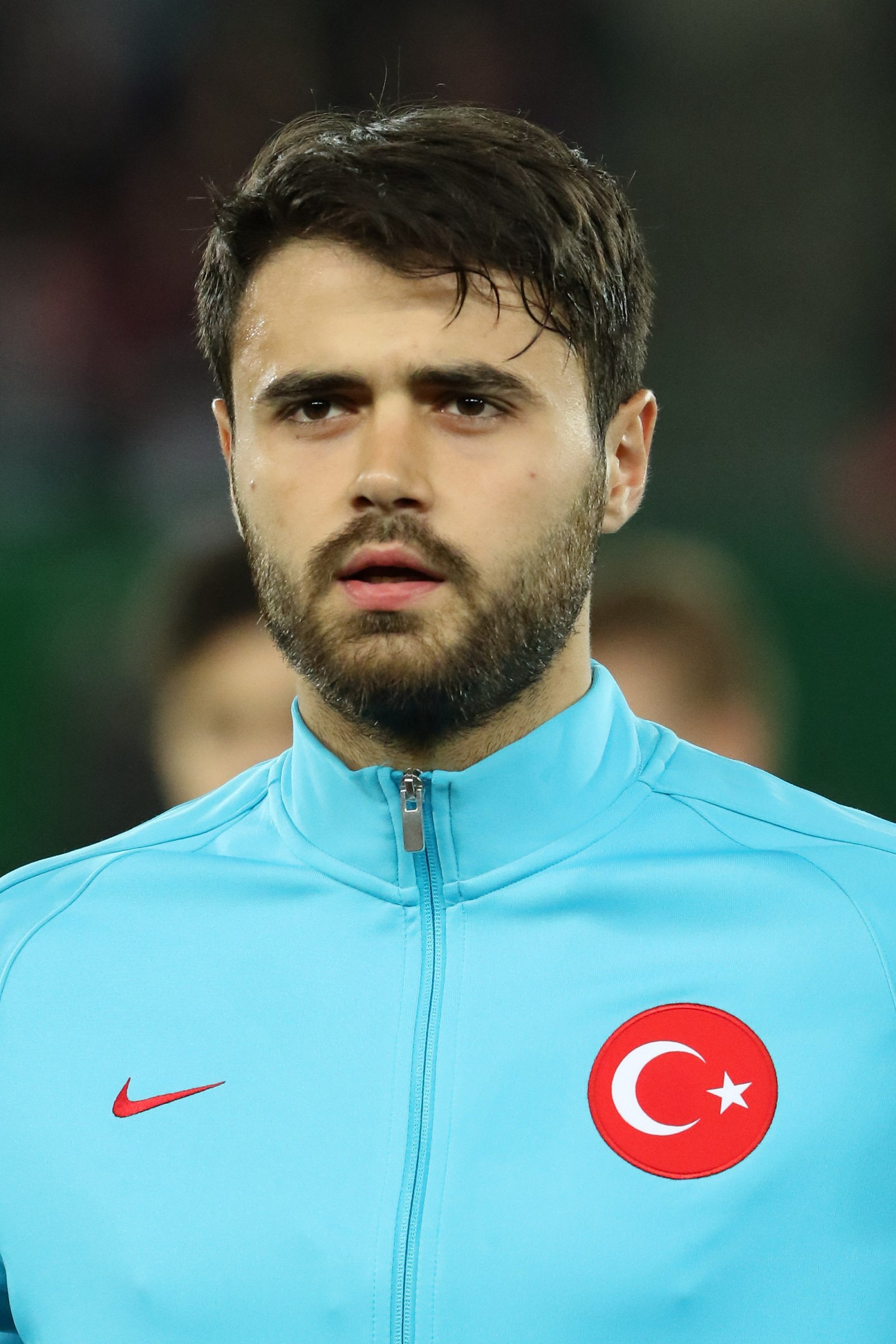
Ахмет Чалык

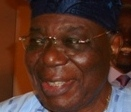
Эрнест Шонекан

- Алябьев, Анатолий Николаевич (70) — советский биатлонист, двукратный олимпийский чемпион (1980), заслуженный мастер спорта СССР (1980)[348].
- Давоян, Размик Никогосович (81) — советский и армянский поэт[349].
- Заседателева, Лидия Борисовна (88) — советский и российский этнолог, педагог и организатор науки, специалист по этнографии народов Кавказа, славянских народов и народов зарубежной Европы, доктор исторических наук (1997), профессор (1961)[350].
- Зеленский, Михаил Владимирович (46) — российский журналист и телеведущий[351].
- Мерабишвили, Мераб Константинович (90) — советский и грузинский скульптор, народный художник Грузинской ССР (1980)[352].
- Мильтнер, Юрий Константинович (86) — советский и белорусский кинооператор мультипликационных фильмов киностудии «Беларусьфильм»[353].
- Мохаммед, Халиль (66) — американский исламовед, доктор философии, профессор[354].
- Мумину, Ги (94) — французский художник комиксов (под псевдонимами Мумину, Mouminoux и Димитрий, Dimitri) и писатель[355].
- Пан Цзяньго[англ.] (68) — тайваньский политик, депутат Законодательного Юаня (2002—2005)[356].
- Сабатес, Жорди (73) — испанский композитор и пианист[357].
- Сассоли, Давид (65) — итальянский журналист и политик, депутат (с 2009 года) и Председатель Европейского парламента (с 2019 года)[358].
- Сорокина, Валентина Васильевна (85) — советский работник сельского хозяйства, свинарка совхоза «Аксубаевский» Татарской АССР, Герой Социалистического Труда (1976)[359].
- Спиридонова, Лидия Алексеевна (87) — советский и российский филолог, горьковед, текстолог, доктор филологических наук (1979), сотрудник ИМЛИ РАН[360].
- Садерин, Дон[англ.] (85) — американский игрок в канадский футбол, четырёхкратный обладатель Кубка Грея как игрок и трёхкратный как тренер[361].
- Хазанов, Борис (93) — русский писатель, эссеист, переводчик[362].
- Чалык, Ахмет Йылмаз (27) — турецкий футболист, игрок национальной сборной, участник чемпионата Европы (2016); ДТП[363].
- Шонекан, Эрнест (85) — нигерийский политик, исполняющий обязанности президента Нигерии (1993)[364].

## 10 января

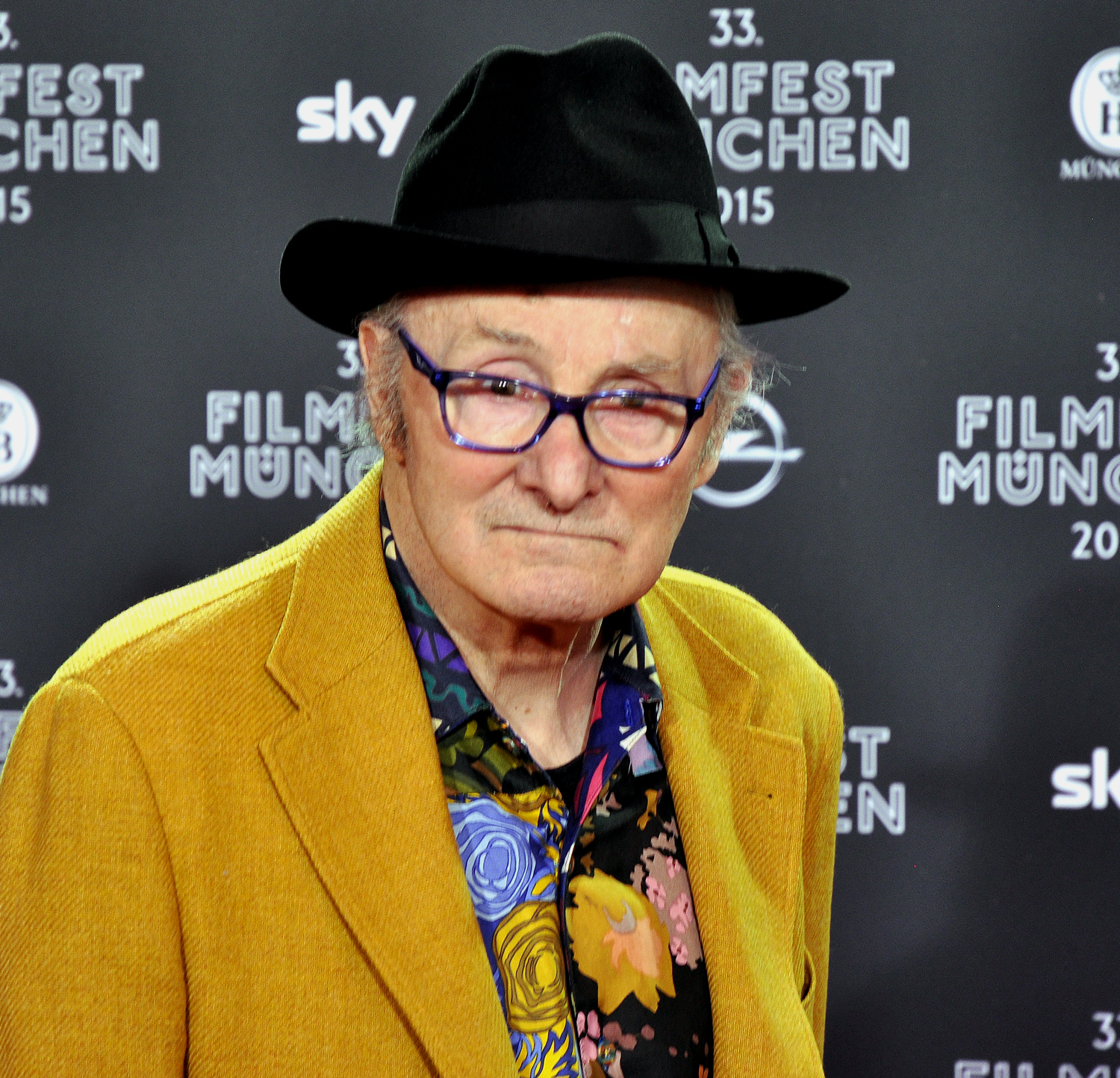
Герберт Ахтернбуш

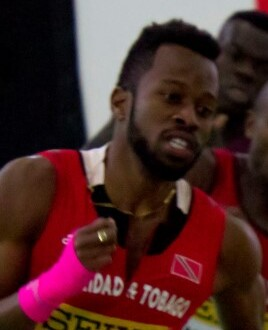
Деон Лендор

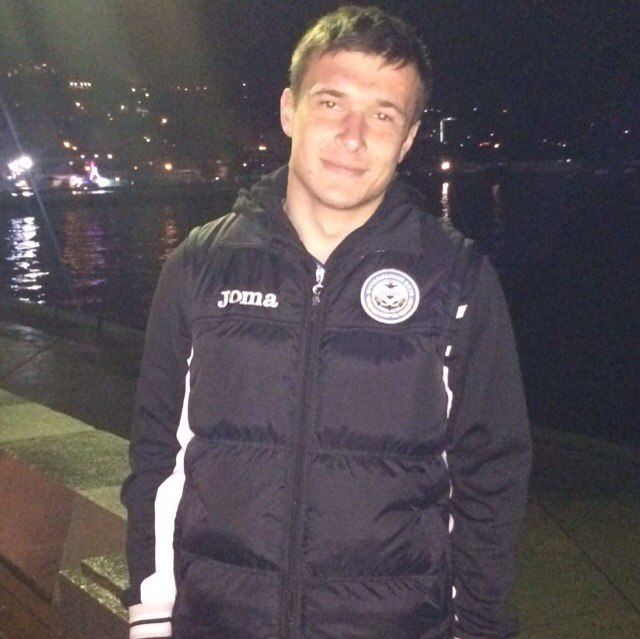
Руслан Мамутов

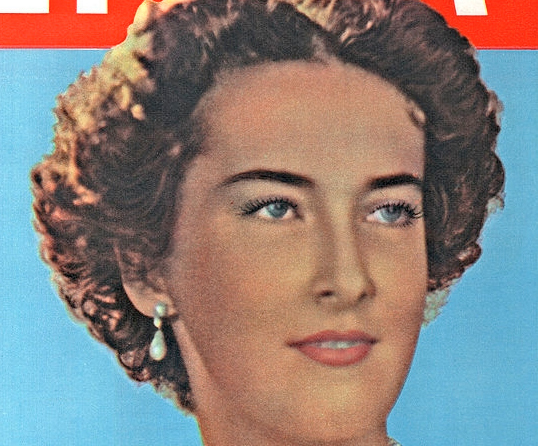
Маргарита Савойская-Аостская

- Амашукели, Реваз Бидзинович[груз.] (85) — советский и грузинский поэт[365].
- Ахтернбуш, Герберт (83) — немецкий кинорежиссёр, писатель, художник, актёр, продюсер[366][367].
- Базарный, Владимир Филиппович (79) — российский учёный, врач, педагог, доктор медицинских наук[368].
- Безуглов, Анатолий Алексеевич (93) — советский и российский юрист, доктор юридических наук (1972), ведущий программы Человек и закон (1972—1978)[369].
- Везиров, Абдурахман Халил оглы (91) — советский и азербайджанский политик и дипломат, чрезвычайный и полномочный посол СССР в Непале (1979—1985) и Пакистане (1985—1988), первый секретарь ЦК КП Азербайджана (1988—1990)[370].
- Виреду, Квази (90) — африканский философ[371].
- Гагер, Альфред (79) — австрийский футболист, игрок национальной сборной[372].
- Герцог, Ора[ивр.] (97) — израильский офицер разведки, первая леди Израиля (1983—1993)[373].
- Дёрст, Роберт (78) — американский миллионер, приговорённый к пожизненному заключению за убийство[374].
- Джексон, Фрэнсис[англ.] (104) — британский композитор и органист, музыкальный директор и органист Йоркского собора (1946—1982)[375].
- Долгов, Владимир Генрихович (61) — советский пловец на спине, призёр Олимпийских игр (1980)[376].
- Доннелли, Николас[англ.] (83) — британский киноактёр (о смерти объявлено в этот день)[377].
- Лендор, Деон (29) — тринидадский легкоатлет, бронзовый призёр Олимпиады (2012) и чемпионата мира (2015), ДТП[378].
- Лесничая, Екатерина Порфирьевна (88) — советский и белорусский животновод, доярка колхоза «Оснежицкий» Пинского района Брестской области, Герой Социалистического Труда (1966)[379].
- Мамутов, Руслан Алимович (28) — украинский и российский футболист[380].
- Маргарита Савойская-Аостская (91) — эрцгерцогиня Австрийская-Эсте, вдова Роберта Австрийского-Эсте[381].
- Мамисашвили, Нодар Леванович[нем.] (91) — советский и грузинский композитор[382].
- Муньис, Мигель[исп.] (82) — испанский экономист, президент Официального кредитного института[англ.] (1986—1995), директор Королевского театра (2004—2012)[383].
- Рёне, Нильс Амунд[англ.] (72) — норвежский политик, депутат Стортинга (1997—2009)[384].
- Ринтеенпяя, Олави[фин.] (97) — финский легкоатлет, участник Олимпийских игр (1952, 1956)[385].
- Сулейменов, Жанат Куанышевич (59) — казахстанский военный деятель, генерал-майор полиции (2018), первый заместитель министра внутренних дел Казахстана (2017—2019), начальник Департамента полиции Жамбылской области (с 2020 года); самоубийство[386].
- Тихонович, Иван Станиславович (Ян Цеханович) (75) — литовский, польский и советский политический деятель, лидер поляков Литвы (1990-91), депутат Верховного Совета СССР (1989—1991)[387].
- Чандрашекхар Патиль[англ.] (83) — индийский поэт на языке каннада, лауреат академической премии Карнатака Сахья (1989) и премии Пампа (2009)[388].
- Шелли, Бёрк[англ.] (71) — валлийский бас-гитарист Budgie[389].

## 9 января

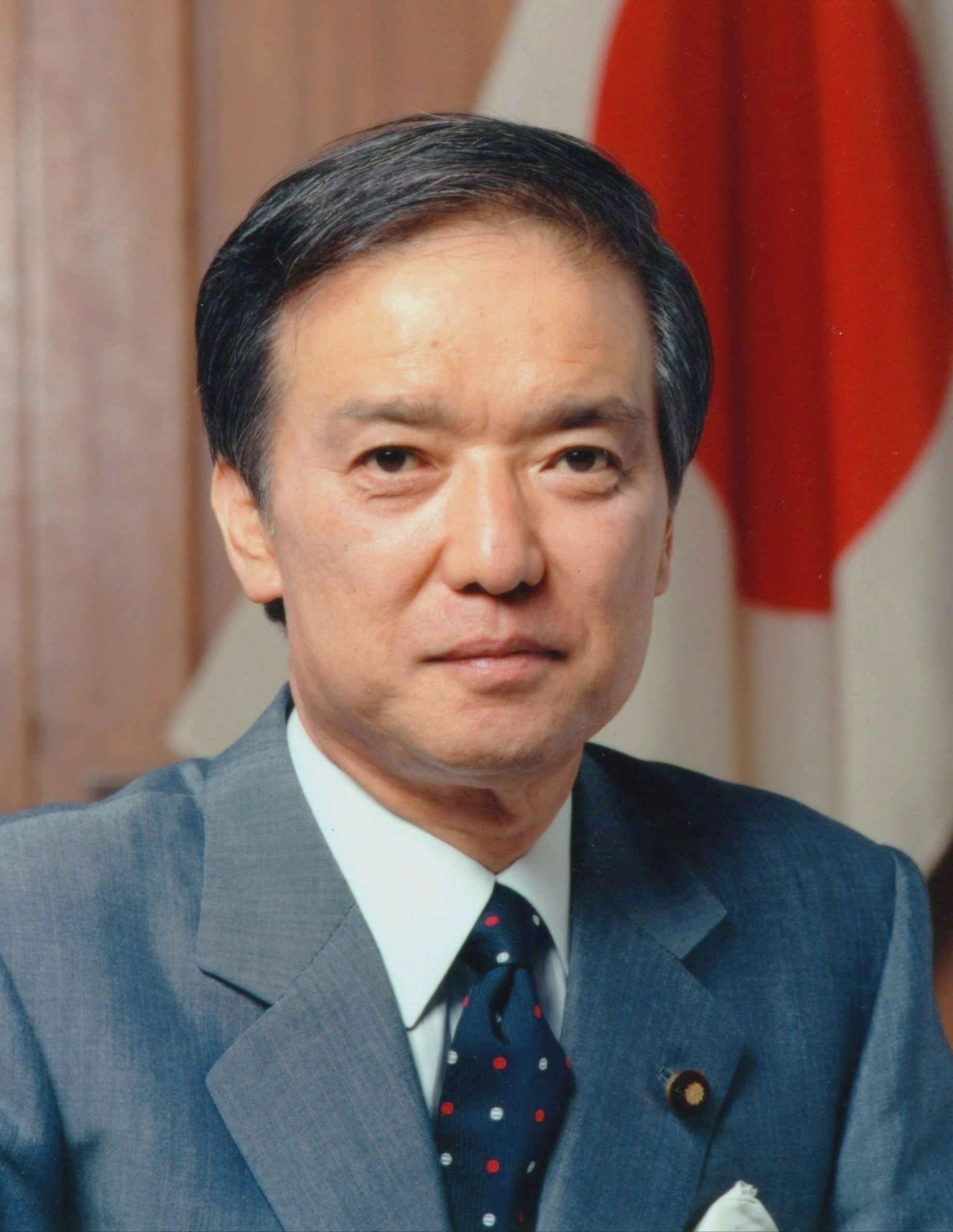
Тосики Кайфу

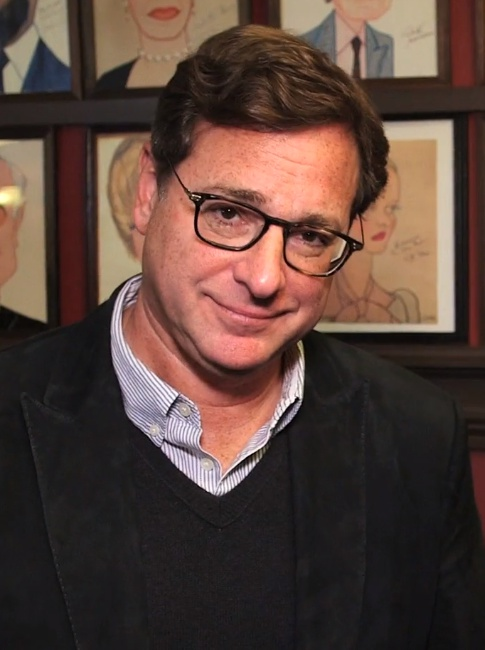
Боб Сагет

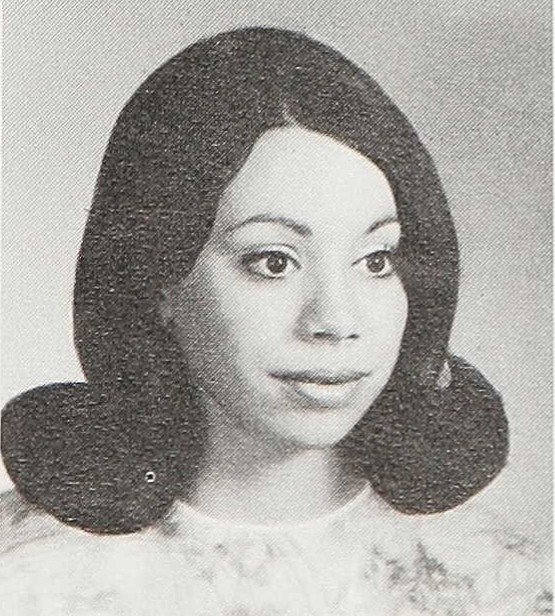
Мария Юинг

- Аль-Гебали, Тахани (71) — вице-президент Высшего конституционного суда Египта (2003—2012)[390].
- Деви, Шакунтала[англ.] (90) — индийский политик, депутат Лок сабхи (1957—1967)[391].
- Кайфу, Тосики (91) — японский политик, премьер-министр Японии (1989—1991)[392].
- Каррар, Франсуа[нем.] (83) — швейцарский юрист, генеральный директор Международного олимпийского комитета (1989—2003)[393].
- Керрум, Абделькрим (85) — алжирский футболист, игрок сборной Алжира[394].
- Клайн, Душан[чеш.] (82) — чешский кинорежиссёр и киносценарист[395].
- Косгрейв, Майкл Джо[англ.] (83) — ирландский политик, депутат Дойл Эрен (1977—1992, 1997—2002)[396].
- Кочнев, Виктор Леонидович (74) — советский и российский дирижёр, композитор и пианист, художественный руководитель духового оркестра «Классик-модерн бэнд» (Вологда), заслуженный артист Российской Федерации (2006)[397].
- Майнке, Йохенфриц (91) — немецкий футболист, чемпион Германии (1960) в составе «Гамбурга»[398].
- Мтуме, Джеймс[англ.] (76) — американский джазовый музыкант и автор песен, лауреат премии «Грэмми»[399].
- Нгуен Кон[вьет.] (105) — вьетнамский политический и государственный деятель, заместитель премьер-министра Вьетнама (1967—1976)[400].
- Сагет, Боб (65) — американский киноактёр[401].
- Смольская, Ирина (51) [значимость?] — белорусская телеведущая и певица[402].
- Спиридонов, Юрий Яковлевич (83) — советский и российский учёный в области агрохимии и защиты растений, доктор биологических наук (1987), академик РАСХН (2007), академик РАН (2013)[403].
- Фёдоров, Райан (39) — американский спортсмен (маунтинбайк), многократный национальный чемпион, ДТП[404].
- Хикман, Дуэйн[англ.] (87) — американский актёр[405].
- Чернышёва, Екатерина Николаевна (86) — советский и российский художник, народный художник РФ (2000), член-корреспондент РАХ (2012)[406].
- Юинг, Мария (71) — американская оперная и джазовая певица (сопрано и меццо-сопрано), вдова Питера Холла[407]

## 8 января

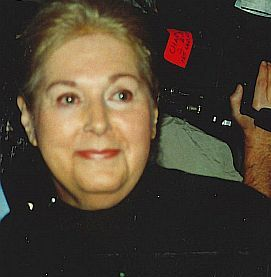
Мэрилин Бергман

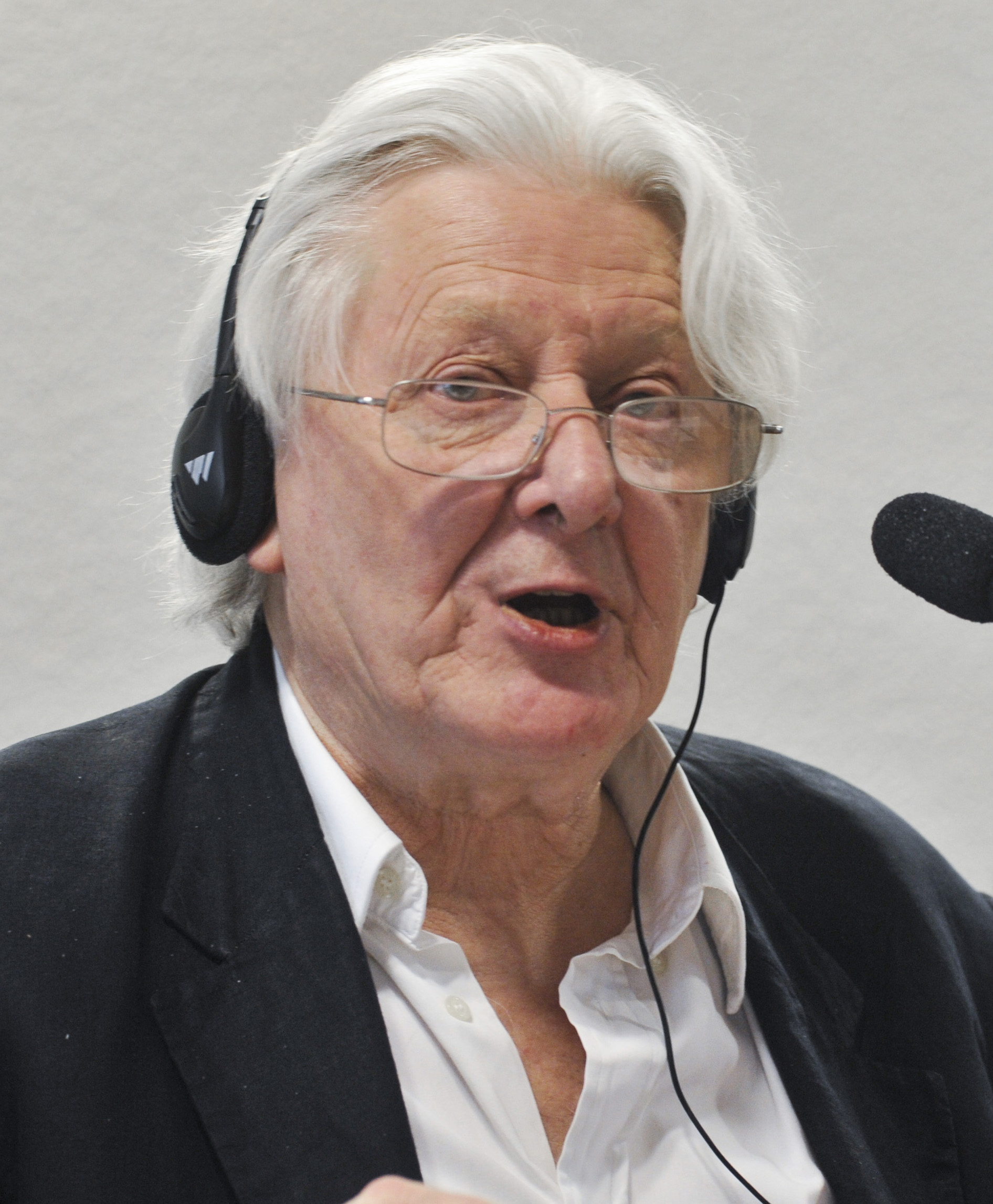
Эндрю Дженнингс

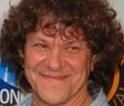
Майкл Лэнг

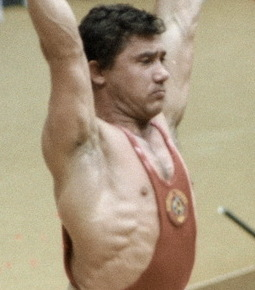
Виктор Мазин

- Абтин, Бакташ[англ.] (48) — иранский поэт, режиссёр и диссидент[408].
- Аль Шабиби, Синан[англ.] (80) — иракский экономист, президент Центрального банка Ирака (2003—2012)[409].
- Бергман, Мэрилин (93) — американский автор песен, трёхкратный лауреат премии «Оскар» (1969, 1974, 1984, совместно с мужем Аланом Бергманом)[410].
- Гетте, Андрей Павлович (68) — советский и российский архитектор, лауреат фестиваля-конкурса «Золотая капитель» (2004)[411].
- Дженнингс, Эндрю (78) — британский журналист-расследователь[412]
- Зайчук, Владимир Степанович (84) — советский и молдавский актёр, народный артист Молдовы[413].
- Каштру, Лурдиш[порт.] (91) — португальская художница[414].
- Келемен, Аттила[рум.] (73) — румынский политик, член Палаты депутатов Румынии (1996—2016), депутат Европейского парламента (2007)[415].
- Лебедев-Фронтов, Александр Львович (61) — российский художник-график и музыкант-авангардист[416].
- Лэнг, Майкл (77) — американский концертный промоутер, продюсер и художественный руководитель, соорганизатор Вудстокского фестиваля музыки и искусств (1969)[417].
- Мазин, Виктор Иванович (67) — советский тяжелоатлет, чемпион летних Олимпийских игр в Москве (1980), чемпион мира (1980), заслуженный мастер спорта СССР (1980)[418].
- Маннанов, Ирек Нагимович (51) — российский лыжник-паралимпиец, чемпион и призёр Паралимпийских игр[419].
- Паркс, Майкл (78) — американский журналист, главный редактор Los Angeles Times (1997—2000), лауреат Пулитцеровской премии (1987)[420]
- Пуйия, Кармело[итал.] (94) — итальянский политик, член Палаты депутатов Италии (1983—1994)[421].
- Рочева, Нина Петровна (73) — советская лыжница, серебряный призёр зимних Олимпийских игр в Лейк-Плэсиде (1980), чемпионка мира (1974), заслуженный мастер спорта СССР (1974)[422].
- Срб, Манфред (80) — австрийский политик, депутат Федерального совета[423].
- Такахаси, Кадзуо[англ.] (91) — японский государственный деятель, губернатор префектуры Ямагата (1993—2005)[424].
- Хиранмэй Сен Гупта[англ.] (87) — бангладешский физик-ядерщик, член Академии наук Бангладеш (1977)[425].
- Шувалов, Владимир Анатольевич (78) — советский и российский биохимик, доктор биологических наук (1983), академик РАН (1997), директор ИФПБ РАН (с 1996)[426].
- Ягибекова, Генриетта Карповна (79) — советская и российская деятельница культуры, основатель и генеральный директор (1995—2007) российского кинофестиваля «Литература и кино»[427].

## 7 января

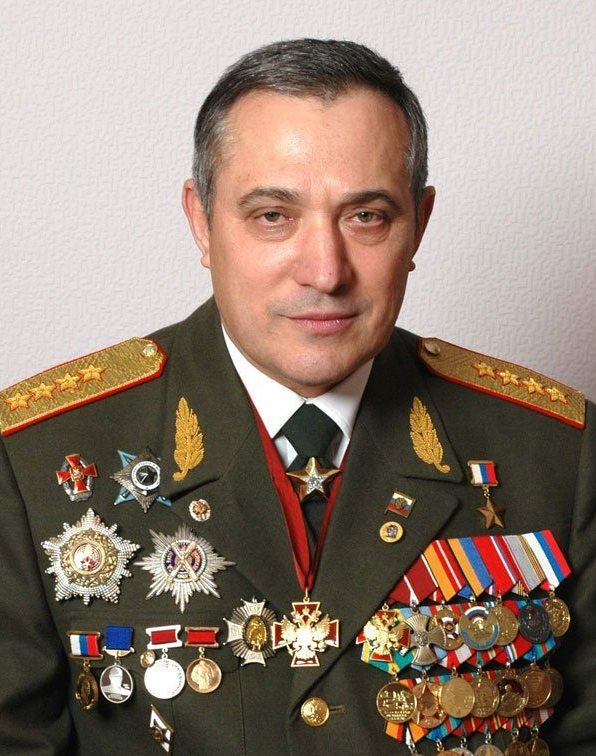
Анатолий Квашнин

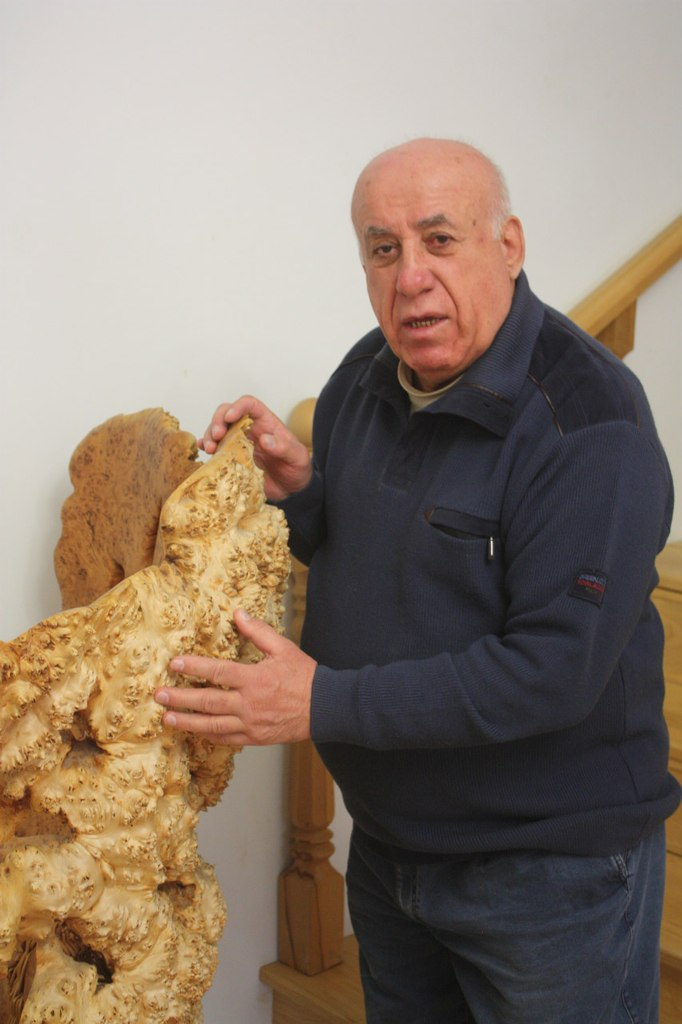
Илес Татаев

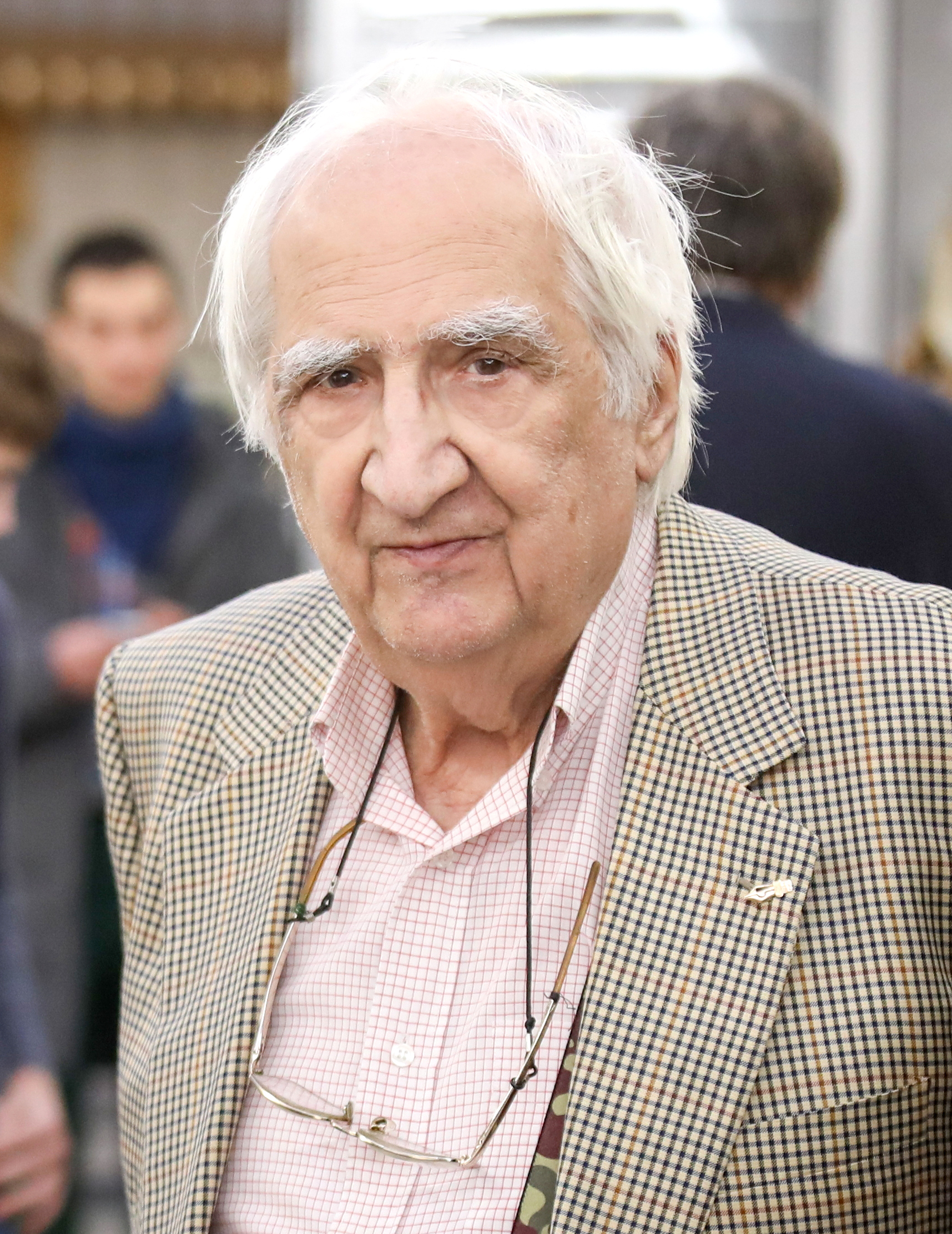
Александр Тимофеевский

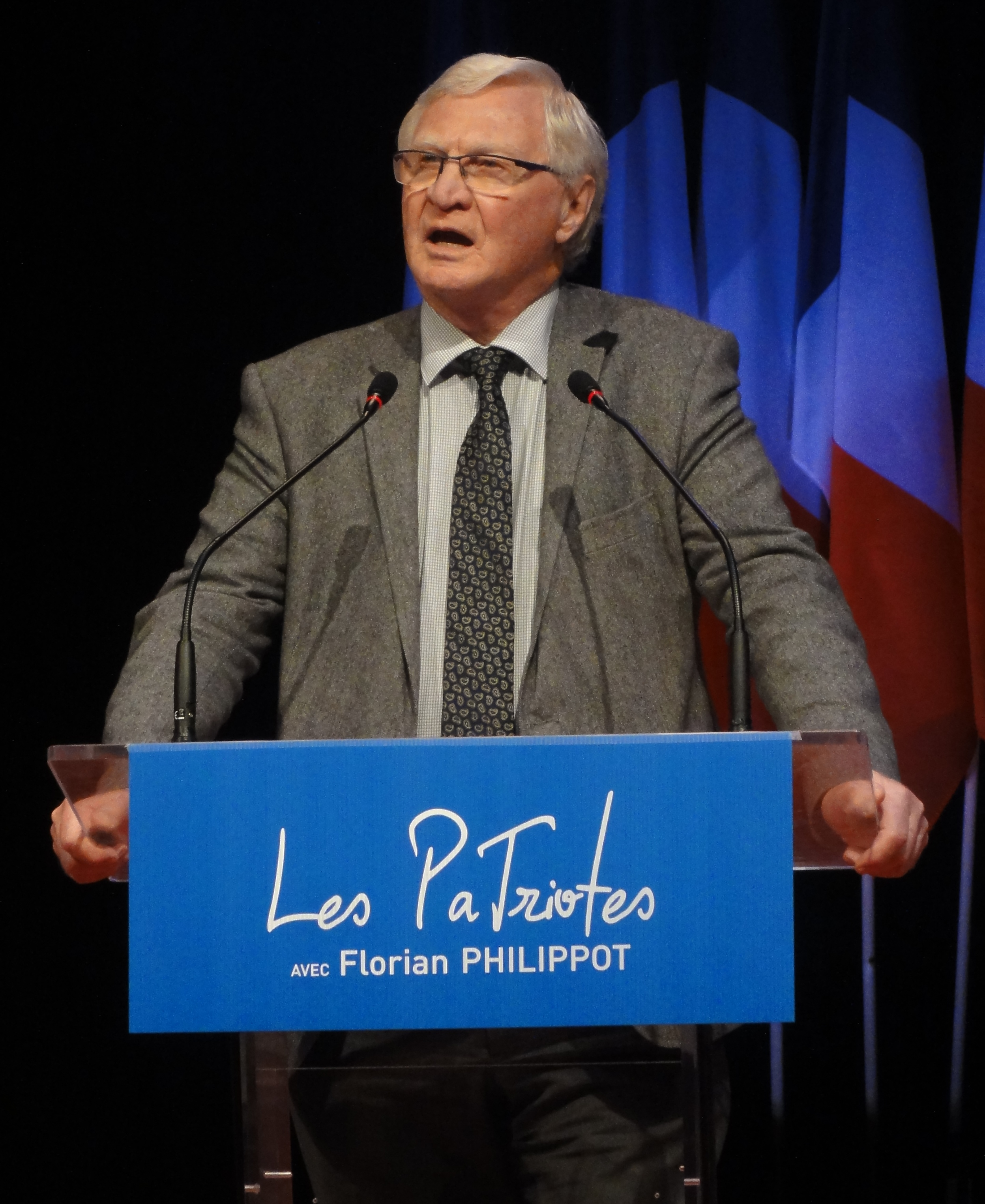
Жозе Эврар

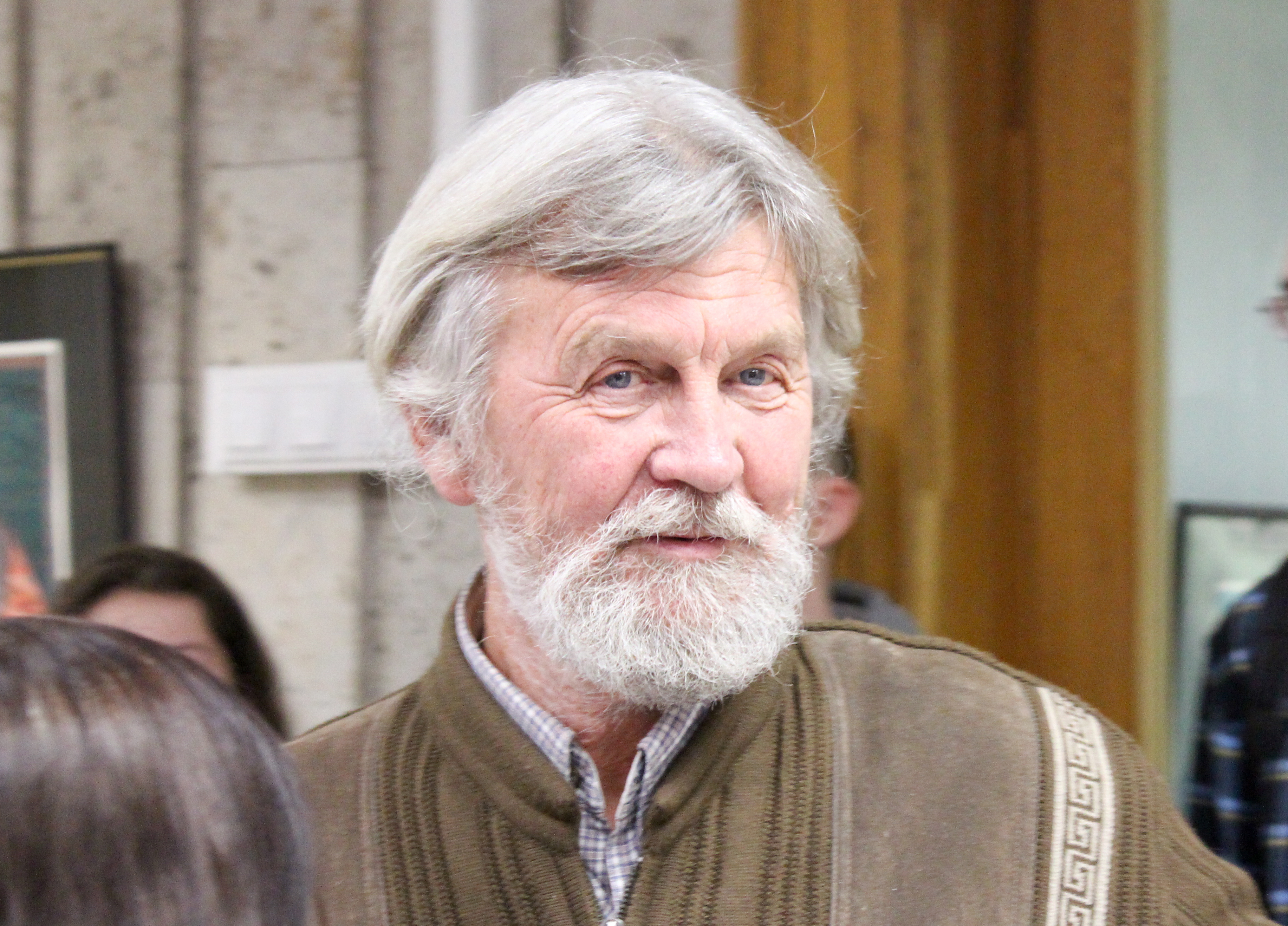
Георгий Юдин

- Ашитей, Ишмаэль[англ.] (67) — ганский политик, член парламента Ганы (1997—2009)[428].
- Блет, Стефан[англ.] (52) — французский пианист и композитор[429].
- Браун, Харпдог[англ.] (59) — канадский певец и музыкант[430].
- Дидула, Роман Теодорович (81) — украинский писатель, лауреат премии Национального союза писателей Украины имени Остапа Вишни (2002)[431].
- Дроми, Джек[англ.] (73) — британский политик, член парламента Великобритании (с 2010)[432].
- Квашнин, Анатолий Васильевич (75) — российский государственный и военный деятель, начальник Генерального штаба Вооружённых сил Российской Федерации (1997—2004), полномочный представитель президента РФ в Сибирском федеральном округе (2004—2010), Герой Российской Федерации (1999)[433].
- Кривомаз, Евгений Владимирович[укр.] (42) — белорусский хоккеист, игрок национальной сборной, трёхкратный чемпион Беларуси (2002, 2003, 2006)[434].
- Лаина, Франсиско (85) — испанский государственный деятель, директор Государственной безопасности Испании (1980—1982)[435].
- Лоскутов, Вениамин Иванович (96) — советский и украинский организатор производства, директор Запорожской шелкомотальной фабрики, заслуженный работник лёгкой промышленности СССР[436].
- Мансурян, Мгер Егиаевич[значимость?] (78/79) — армянский и французский художник[437].
- Молчанов, Борис Иванович (67) — советский хоккеист («Трактор»), бронзовый призёр чемпионата СССР (1977)[438].
- Парето Гонсалес, Луис[исп.] (93) — чилийский политик, председатель Палаты депутатов Чили (1973, 2001—2002)[439].
- Перевалов, Виктор Дмитриевич (80) — советский и российский правовед, доктор юридических наук (1987), профессор (1989), ректор Уральской государственной юридической академии (2001—2007)[440].
- Свантек, Ян[англ.] (88) — американский религиозный католический деятель, предстоятель Польской национальной католической церкви (1985—2002)[441].
- Смит, Джеймс Харольд (91) — английский футболист, выступавший за «Челси» в 1951—1955 годах[442].
- Сотомайор Теллу, Жоржи[англ.] (79) — бразильский математик, член Академии наук Бразилии[443].
- Татаев, Илес Вахидович (83) — советский и российский кинорежиссёр, киносценарист и скульптор, народный художник Российской Федерации (2008)[444]..
- Тимофеевский, Александр Павлович (88) — советский и российский поэт и сценарист[445].
- Тревизан, Виталиано[англ.] (61) — итальянский актёр, режиссёр и писатель[446].
- Тришкин, Виктор Михайлович[значимость?] (81) — советский и российский художник, заслуженный художник Российской Федерации (1999)[447].
- Форест, Марк[англ.] (89) — американский актёр[448].
- Хьюз, Роберт[англ.] (90) — британский аристократ и политический деятель, депутат парламента Великобритании (1970—1997), глава Движения против апартеида (1976—1995)[449].
- Эврар, Жозе (76) — французский политик, депутат Национального собрания Франции (с 2017)[450].
- Юдин, Георгий Николаевич (78) — советский и российский художник-иллюстратор; автор книг для детей, поэт[451].

## 6 января

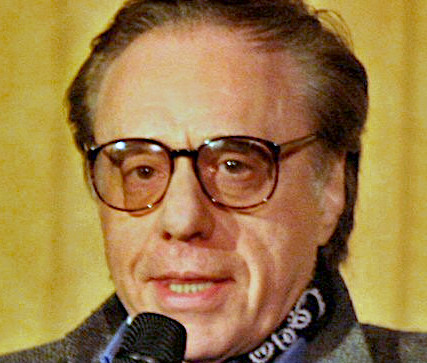
Питер Богданович

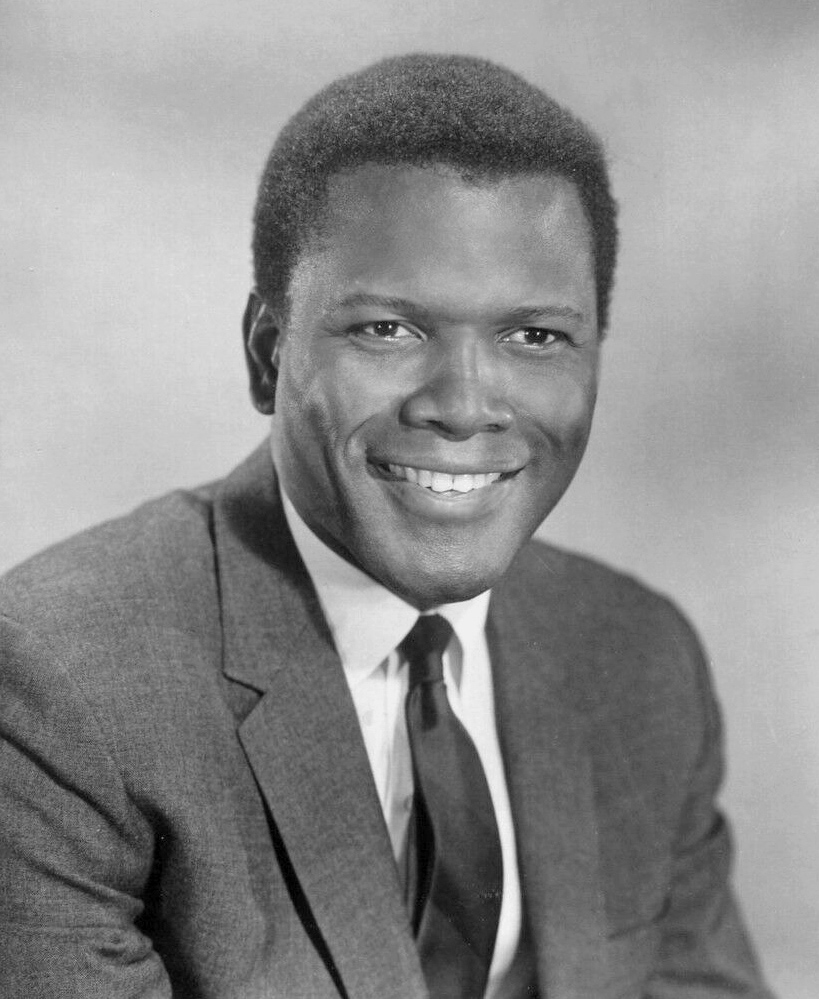
Сидни Пуатье

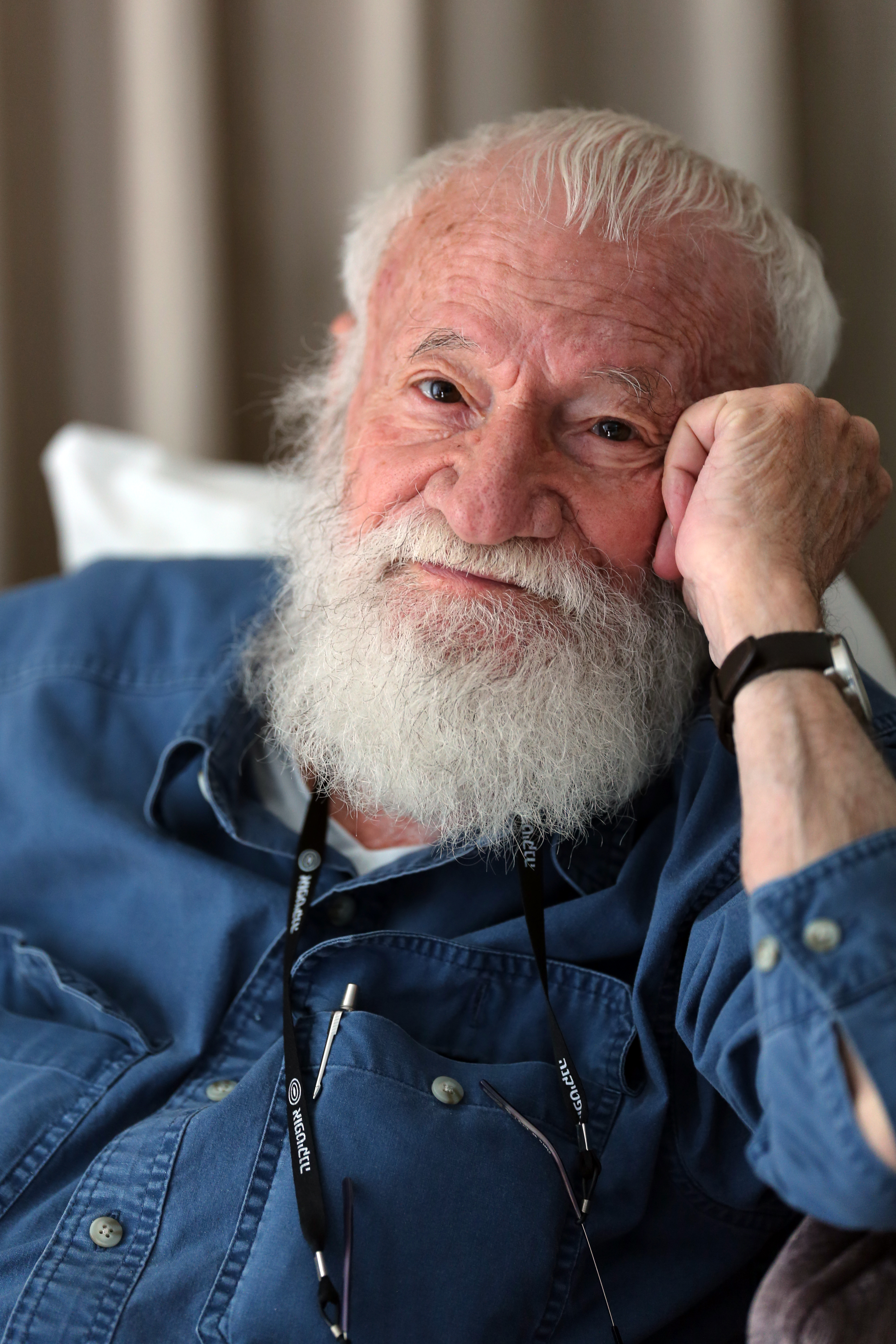
Йорам Тахарлев

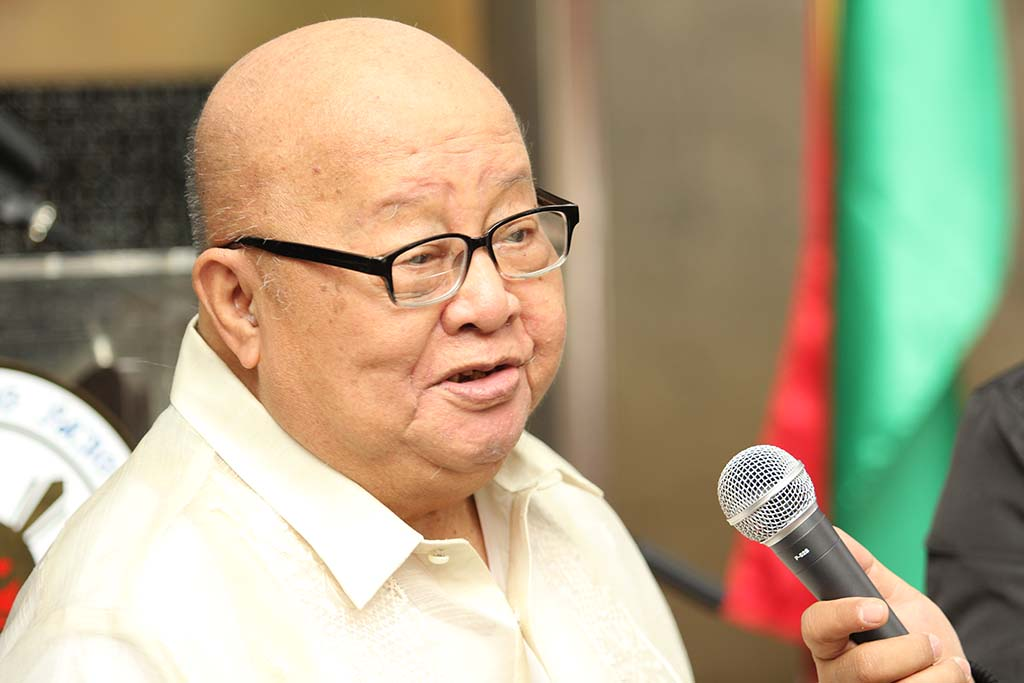
Франсиско Сиониль Хосе

- Богданович, Питер (82) — американский кинорежиссёр, сценарист, продюсер[452].
- Гудев, Владимир Викторович (81) — советский и российский дипломат, Чрезвычайный и полномочный посол в Иране (1987—1993), Египте (1995—2000) и Грузии (2000—2002)[453].
- Калашник, Владимир Семёнович[укр.] (85) — советский и украинский языковед, доктор филологических наук (1992), профессор Каразинского университета (1994)[454].
- Кардозу Дутра, Жозе[порт.] (84) — бразильский политик, член Палаты депутатов Бразилии (1987—1995)[455].
- Карпио-Бернидо, Мария Виктория[англ.] (60) — филиппинский физик, лауреат Премии Рамона Магсайсая (2010)[456].
- Кленская, Мария Кирилловна (70) — советская и эстонская актриса театра и кино[457].
- Кузнецов, Александр Андреевич (77) — советский и российский деятель образования, действительный член РАО (1999), вице-президент РАО, профессор (1995)[458].
- Лунеев, Виктор Васильевич (89) — советский и российский учёный-правовед, специалист в области криминологии, доктор юридических наук, профессор, лауреат Государственной премии Российской Федерации (1999), основатель Российской криминологической ассоциации[459].
- Мендес, Ромуло[исп.] (83) — гватемальский футбольный судья, арбитр ФИФА (1975—1986)[460].
- Пак, Владимир Петрович (87) — украинский политик, депутат Верховной Рады (2005—2006)[461].
- Пуатье, Сидни (94) — американский актёр, лауреат премии «Оскар» за лучшую мужскую роль (1963)[462].
- Пшезьдзецкий, Казимеж — польский предприниматель, глава руководящего совета компании Mlekovita[англ.][463].
- Самарджич, Филип (33) — сербский волейболист, вице-чемпион Сербии 2017 года[464].
- Танжина, Павел (79) — польский борец греко-римского стиля, многократный чемпион Польши[465].
- Тахарлев, Йорам (83) — израильский поэт[466].
- Фалкенбург, Боб (95) — американский и бразильский теннисист и предприниматель[467].
- Хосе, Франсиско Сиониль (97) — филиппинский писатель[468].
- Шайхулов, Алмас Галимзянович[баш.] (76) — советский и российский тюрколог, специалист по татарскому языку[469].

## 5 января

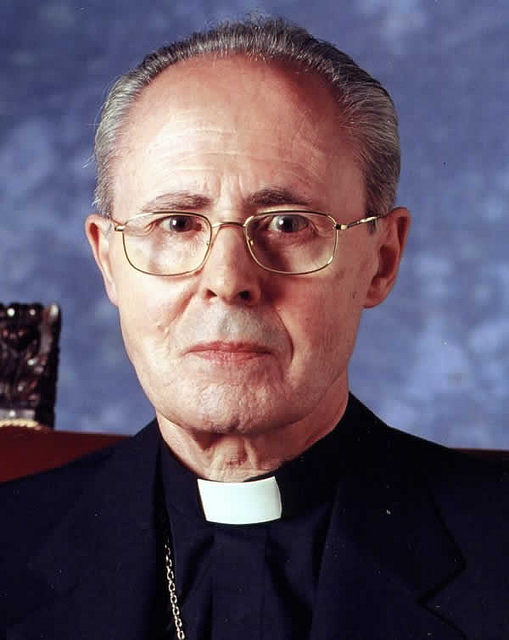
Франсиско Альварес Мартинес

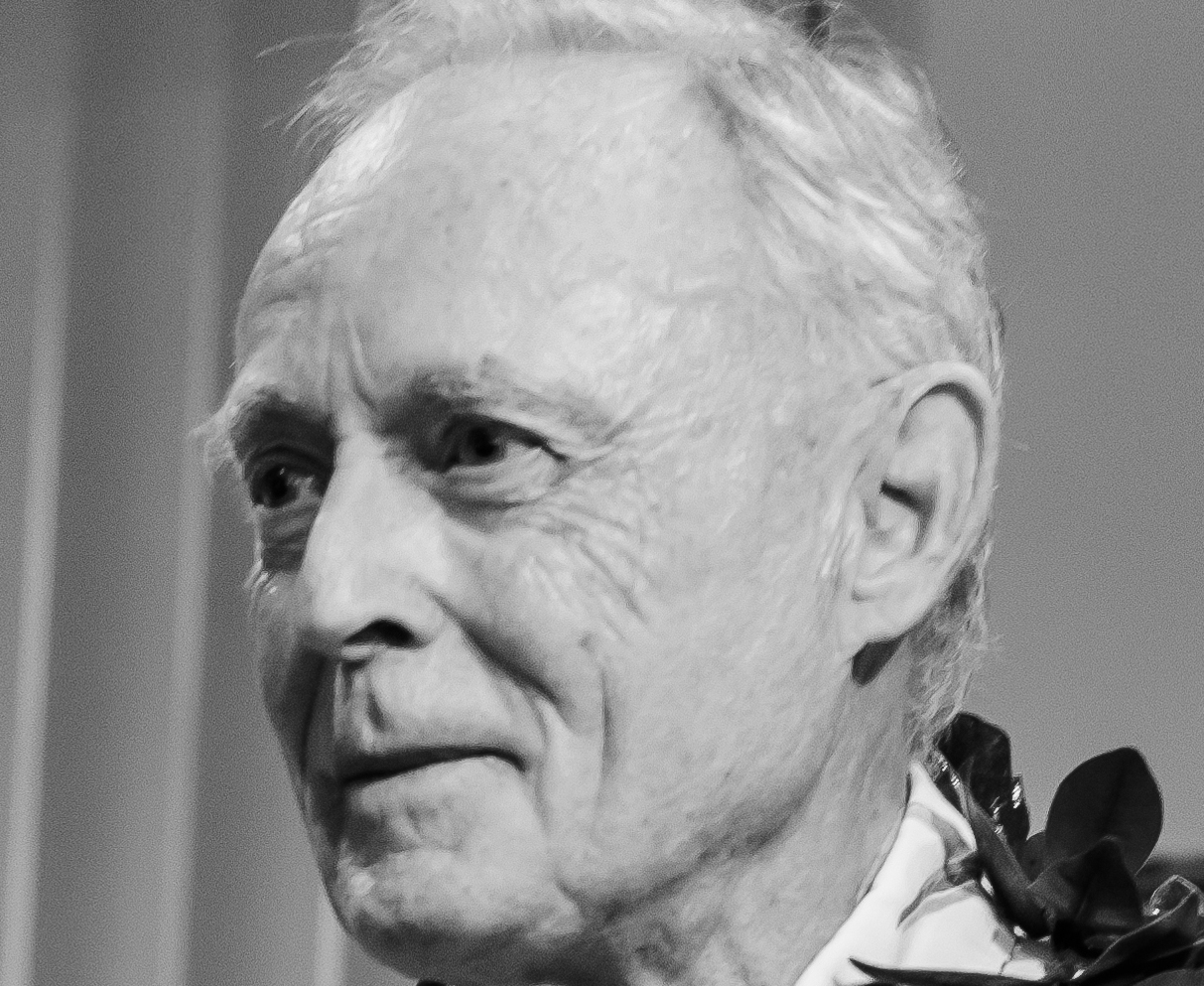
Роберт Бласт

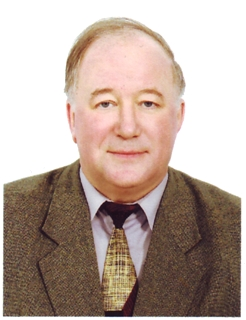
Борис Величковский

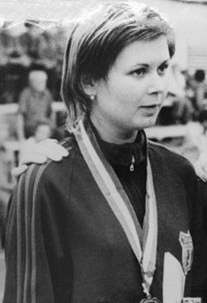
Ольга Сабо-Орбан

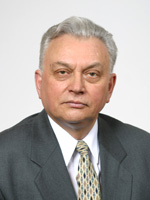
Фильза Хамидуллин

- Акулич, Иван Людвигович[бел.] (75) — белорусский экономист, доктор экономических наук (1990), профессор (1989)[470].
- Альварес Мартинес, Франсиско (96) — испанский кардинал, архиепископ Толедо (1995—2002)[471].
- Берти, Энрико (86) — итальянский философ и историк философии[472].
- Бласт, Роберт (81) — американский языковед, профессор Гавайского университета в Маноа[473].
- Величковский, Борис Митрофанович (74) — советский и российский когнитивный психолог, член-корреспондент РАН (2008)[474].
- Дирамба, Жан-Фидель[англ.] (69) — габонский футбольный судья, арбитр ФИФА (1983—1998)[475].
- Клевенджер, Дейл (81) — американский валторнист[476].
- Лукашенко, Виктор Авраамович (84) — советский футболист и футбольный тренер, заслуженный тренер Украинской ССР (1980)[477].
- Маховский, Мариан (89) — польский футболист, игрок сборной Польши по футболу[478].
- Новак, Анатоль[фр.] (84) — французский велогонщик, победитель гонки Париж — Люксембург (1966)[479].
- Родригес Риос, Роберто (77) — чилийский ботаник (о смерти объявлено в этот день)[480].
- Сабо-Орбан, Ольга (83) — румынская рапиристка, трёхкратный призёр Олимпийских игр (1956, 1968, 1972), двукратная чемпионка мира (1962, 1969)[481].
- Салех аль-Люхейдан (90) — саудовский шейх[482].
- Свеннсен, Арнльёт Стрёмме Оле[англ.] (100) — норвежский писатель, экономист и политический деятель[483].
- Стоэнеску, Мирча (78) — румынский футболист и футбольный арбитр[484].
- Турек, Станислав[пол.] (66) — двукратный (1979, 1980) чемпион Польши по спидвею[485].
- Федорович, Александр Владимирович (48) — белорусский футболист и футбольный тренер[486].
- Фурман, Марк Айзикович[значимость?] (85) — советский и российский криминалист, журналист и писатель[487].
- Хамидуллин, Фильза Гарифович (86) — советский и российский экономист и политик, член Совета Федерации (2003—2005)[488].
- Харфрайтаг, Либор (74) — словацкий тренер по лёгкой атлетике, отец и тренер Либора Харфрайтага младшего[489].
- Чизмаджев, Юрий Александрович (90) — советский и российский биофизик, член-корреспондент РАН (1991; член-корреспондент АН СССР с 1987), лауреат государственной премии СССР в области науки и техники (1986)[490].
- Ямаева, Лариса Асхатовна (66) — российский историк, доктор исторических наук (2004)[491].

## 4 января

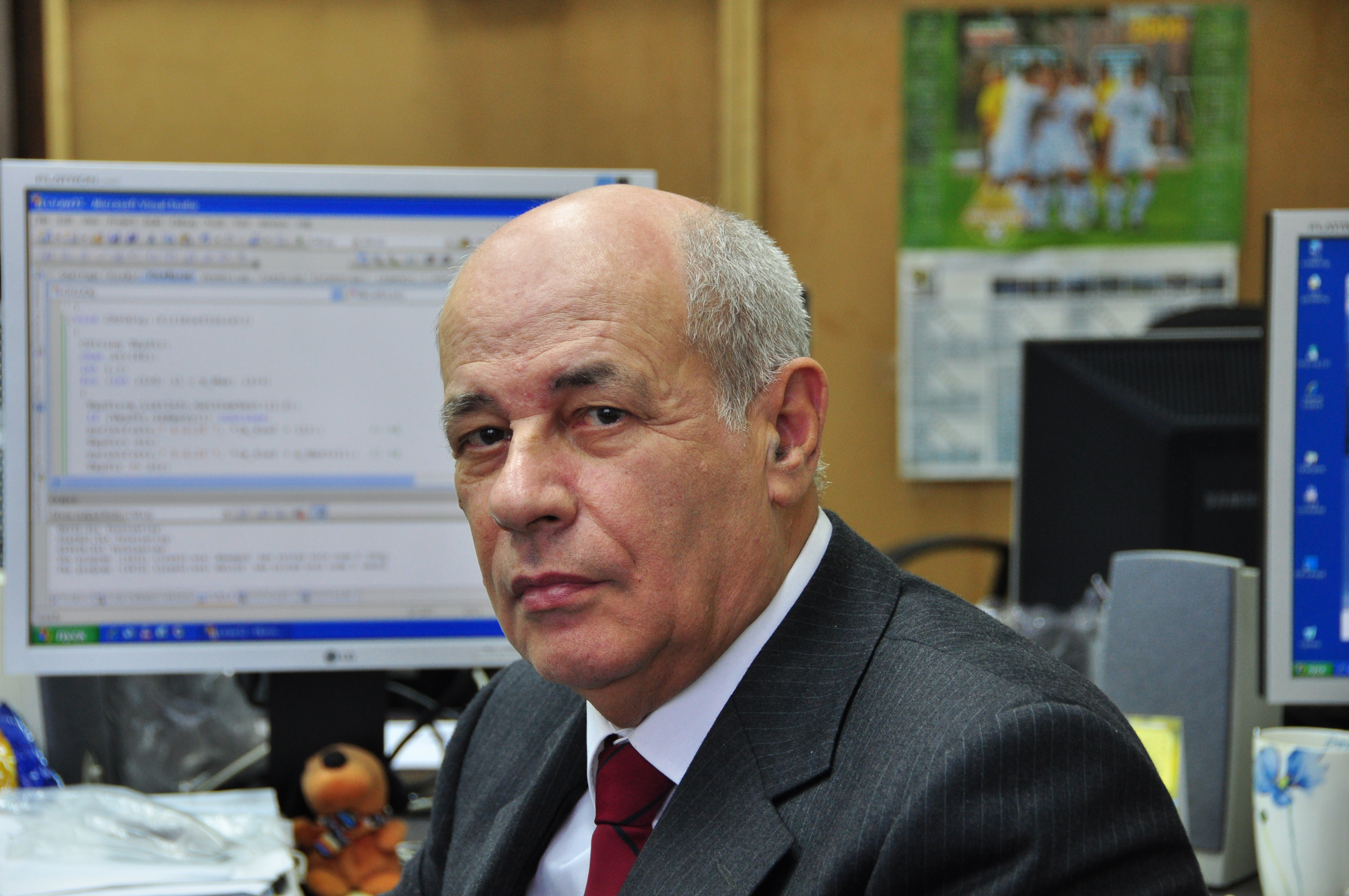
Александр Городецкий

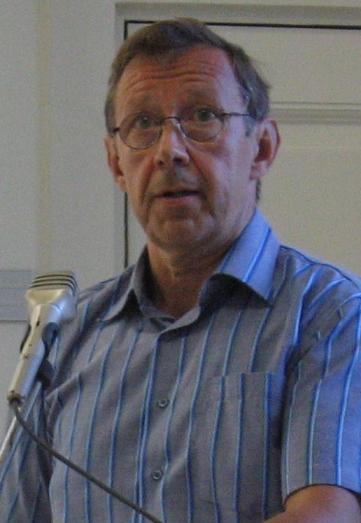
Яакко Йонкка

- Аменд, Рольф-Дитер[нем.] (72) — восточногерманский каноист, чемпион летних Олимпийских игр в Мюнхене (1972)[492].
- Астуа, Хавьер (53) — коста-риканский футболист, игрок национальной сборной[493].
- Галиньский, Роман (68) — польский спортсмен (академическая гребля), двукратный чемпион Польши[494].
- Городецкий, Александр Сергеевич (86) — советский и украинский учёный в области строительной механики, доктор технических наук (1978), профессор (1984), иностранный член РААСН[495].
- Ёси Баба (114) — японская долгожительница[496].
- Журковский, Анджей[пол.] (65) — польский инженер и менеджер в области железнодорожного транспорта, президент PKP Intercity (2001—2005), глава и основатель Института железнодорожного транспорта (2006—2021)[497].
- Зассеев, Феликс Михайлович (75) — советский государственный и политический деятель, председатель Юго-Осетинского облисполкома (1990)[498].
- Зеленецкий, Игорь Львович (91) — советский и российский художник-монументалист[499].
- Йонкка, Яакко (68) — финляндский государственный деятель, канцлер юстиции (2007—2017)[500].
- Коупленд, Джоан[англ.] (99) — американская актриса, лауреат премии «Драма Деск» (1981)[501].
- Куксов, Анатолий Яковлевич (72) — советский футболист, советский и украинский футбольный тренер[502].
- Левандовский, Казимеж[пол.] (70) — польский спортсмен (академическая гребля), участник Олимпийских игр (1972) (о смерти объявлено в этот день)[503].
- Линьи, Валентин (115) — французская долгожительница[504].
- Михалопулос, Андреас (73) — греческий футболист, игрок национальной сборной[505].
- Новак, Анджей[пол.] (62) — польский композитор, гитарист и музыкальный продюсер[506].
- Окороков, Евгений Вениаминович (62) — советский спортсмен-легкоатлет, специалист по бегу на длинные дистанции, кроссу и марафону[507][508].
- Орри, Хенни[нидерл.] (96) — нидерландская киноактриса[509].
- Серафидис, Стелиос (86) — греческий футболист, игрок национальной сборной[510].
- Хербст, Марцин (84) — польский баскетболист и тренер, игрок сборной Польши по баскетболу, чемпион Польши (1959), инженер-гидролог, главный гидролог-заместитель министра транспорта Нигерии (1970—1979)[511].
- Хобсон, Перси[англ.] (79) — австралийский легкоатлет (прыжки в высоту), чемпион Британской империи (1962), первый австралийский абориген, ставший чемпионом империи[512].
- Фордхэм, Макс[англ.] (88) — британский инженер и дизайнер, пионер устойчивого дизайна[англ.][513].

## 3 января

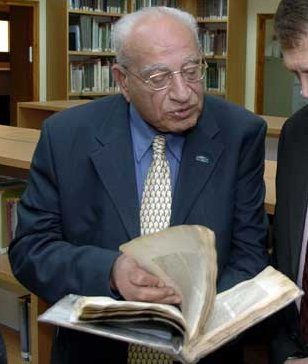
Мордехай Бен-Порат

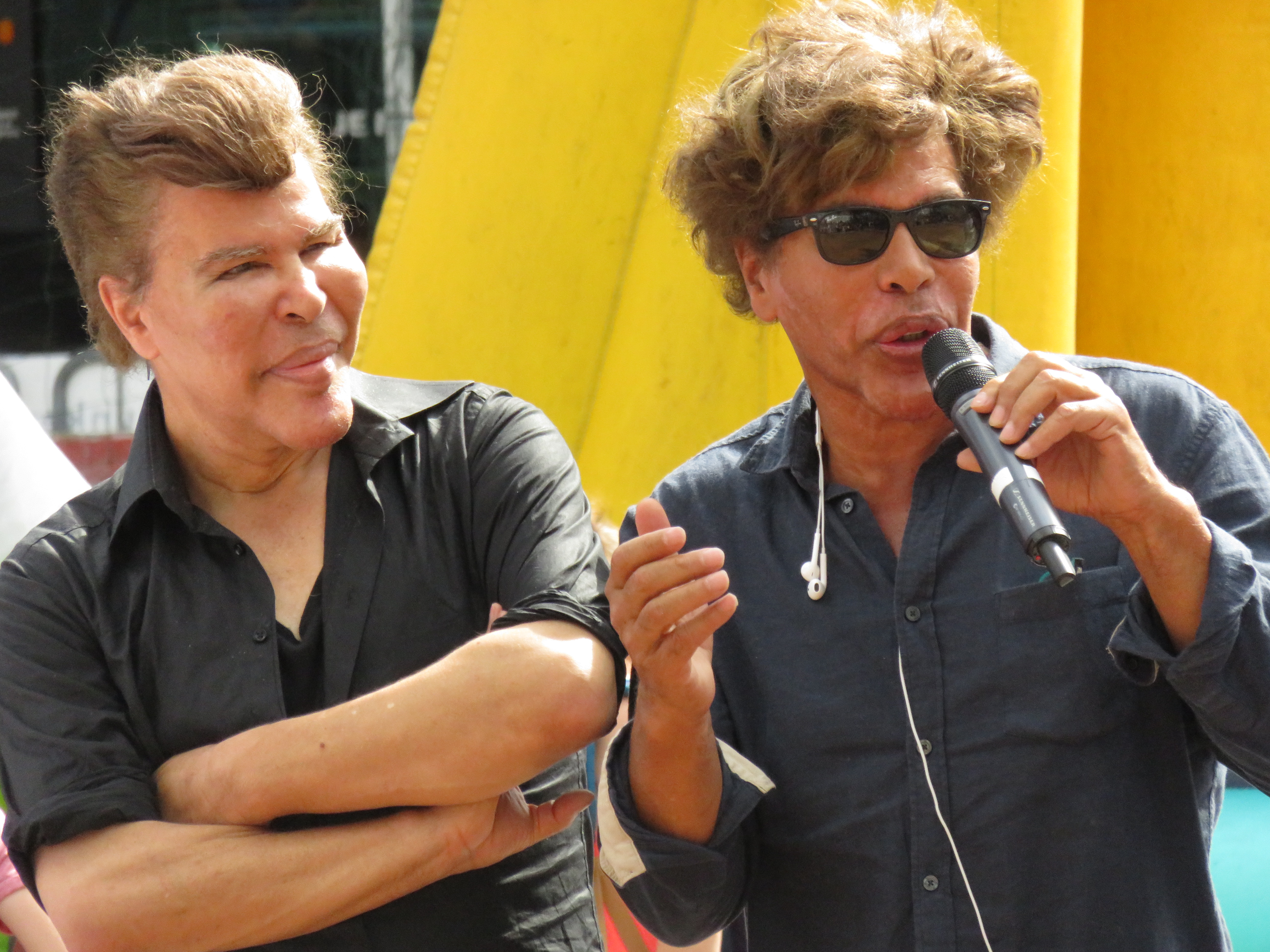
Братья Богдановы

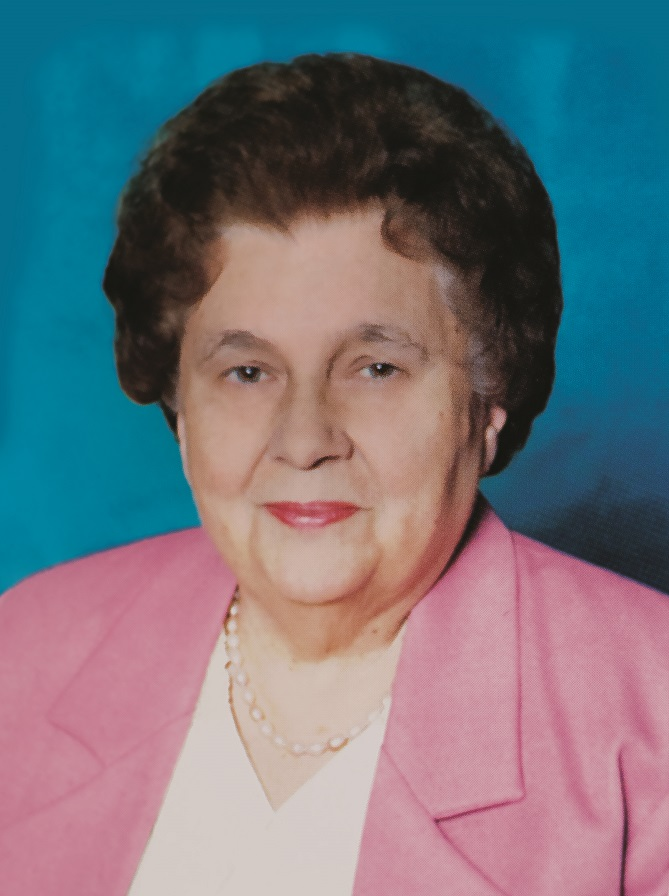
Лидия Лисиченко

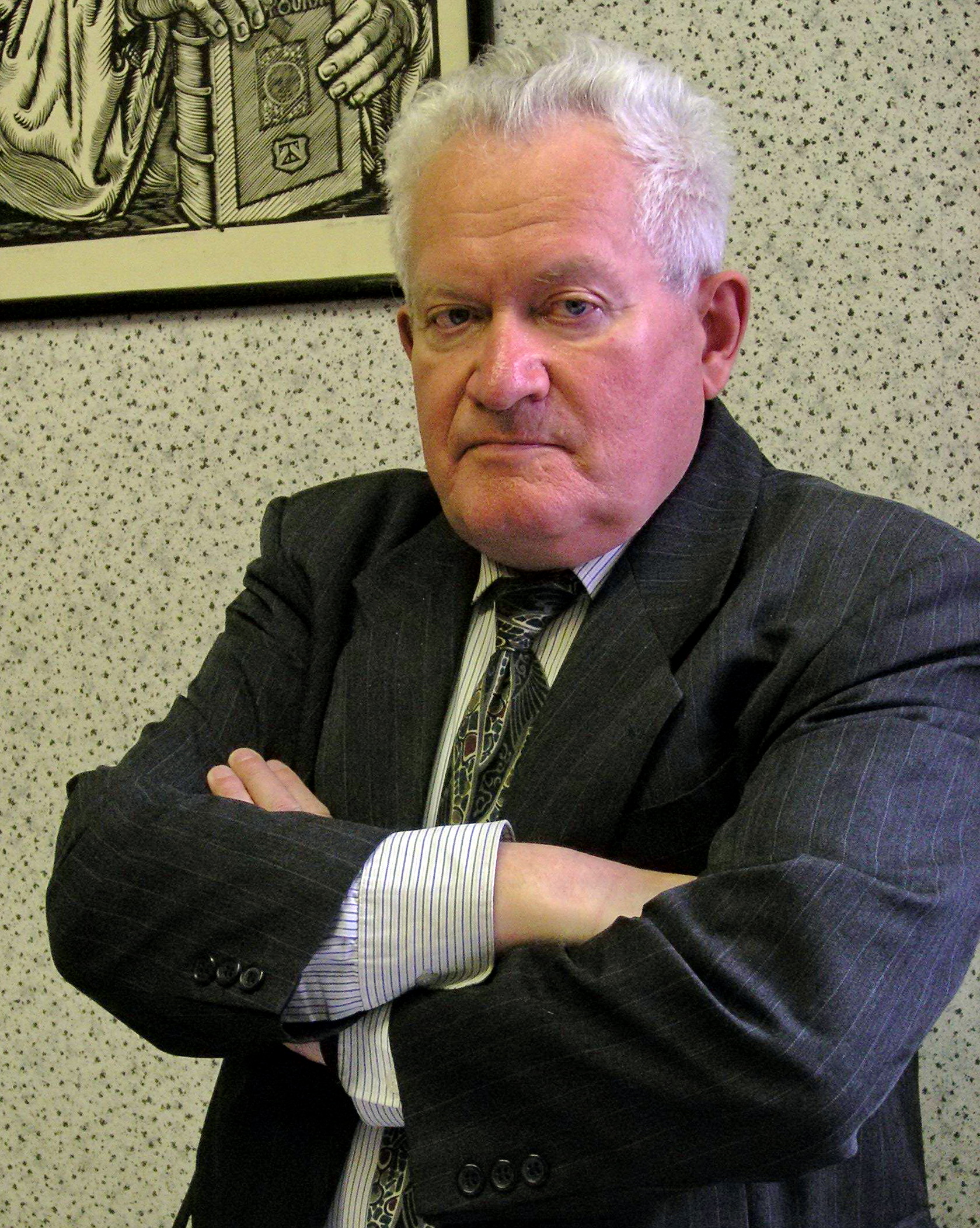
Адам Мальдис

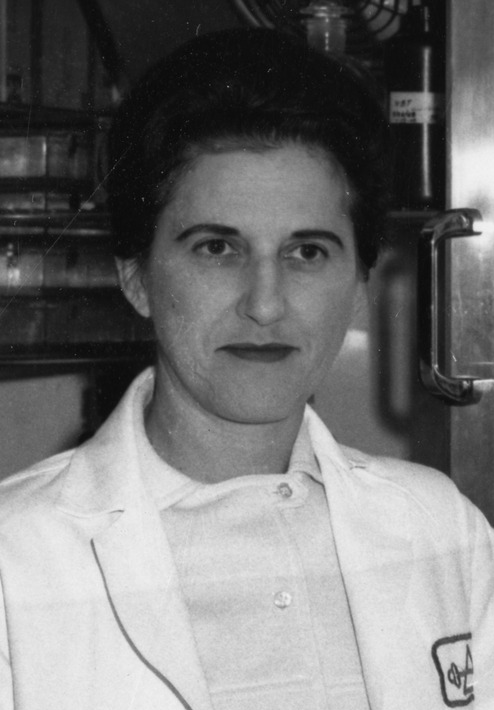
Беатрис Минц

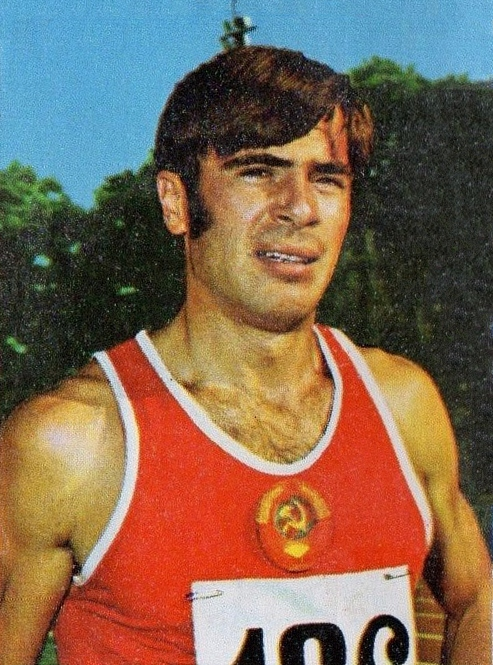
Виктор Санеев

- Бен-Порат, Мордехай (98) — израильский политический деятель, депутат Кнессета (1965—1984)[514].
- Богданов, Игорь Юрьевич (72) — французский телеведущий, продюсер, один из братьев Богдановых[515].
- Бранков, Пламен[вд] (72) — болгарский ватерполист, участник летних Олимпийских игр 1972 года в Мюнхене[516].
- Гаврилова, Ольга Николаевна (64) — советская метательница копья, советский и российский тренер по лёгкой атлетике[517].
- Городничев, Владимир Константинович[значимость?] (74) — советский, российский актёр театра и кино[518].
- Живкович, Владан[серб.][значимость?] (80) — югославский и сербский киноактёр[519].
- Копец, Витольд[пол.] (63) — польский актёр, режиссёр, педагог[520].
- Косма (Папахристос) (76) — епископ Элладской православной церкви, митрополит Этолийский и Акарнанийский (с 2005)[521].
- Ланфранки, Марио[англ.] (94) — итальянский кино-, театральный и телевизионный режиссёр и сценарист[522].
- Лемуи, Камель (82) — алжирский футболист и тренер, игрок и тренер национальной сборной[523].
- Лисиченко, Лидия Андреевна (94) — советский и украинский филолог, доктор филологических наук (1979)[524]
- Логан, Джад[англ.] (62) — американский метатель молота, участник четырёх Олимпийских игр (1984, 1988, 1992, 2000)[525].
- Луй, Збигнев (76) — польский хоккеист на траве, участник Олимпийских игр (1972)[526].
- Мальдис, Адам Иосифович (89) — советский и белорусский литературовед, доктор филологических наук (1987), профессор (1990)[527].
- Минц, Беатрис (100) — американский эмбриолог и биолог развития, член Национальной академии наук США (1973)[528].
- Небольсин, Сергей Андреевич (81) — советский и российский литературовед, доктор филологических наук (2002), профессор[529].
- Петров, Владимир Михайлович (84) — советский и российский философ, социолог, культуролог и физик, доктор философских наук (1993), профессор (1995), кандидат физико-математических наук (1968)[530].
- Пономарёв, Вячеслав Анатольевич (83) — советский и российский деятель войск охраны правопорядка, генерал-лейтенант в отставке, начальник внутренних войск МВД СССР по Волго-Вятской зоне, первый заместитель командующего внутренними войсками МВД РФ[531].
- Санеев, Виктор Данилович (76) — советский легкоатлет, трёхкратный олимпийский чемпион в тройном прыжке (1968, 1972, 1976), заслуженный мастер спорта СССР (1968)[532].
- Тофа, Башир[англ.] (74) — нигерийский политический деятель, депутат Национальной ассамблеи (1977—1979)[533].
- Тухтаев, Сайдиахрол (79) — советский и узбекский химик-неорганик, академик АН Узбекистана (2000)[534].
- Уолперт, Джей[англ.] (79) — американский продюсер и сценарист[535].
- Чернышёв, Иван Фёдорович[значимость?] (81) — советский и российский художник[536].
- Чжэн Минь[кит.] (101) — китайский поэт[537].
- Яранцев, Владимир Николаевич[значимость?] (71) — советский, российский историк[538].

## 2 января

Виталий Жадан

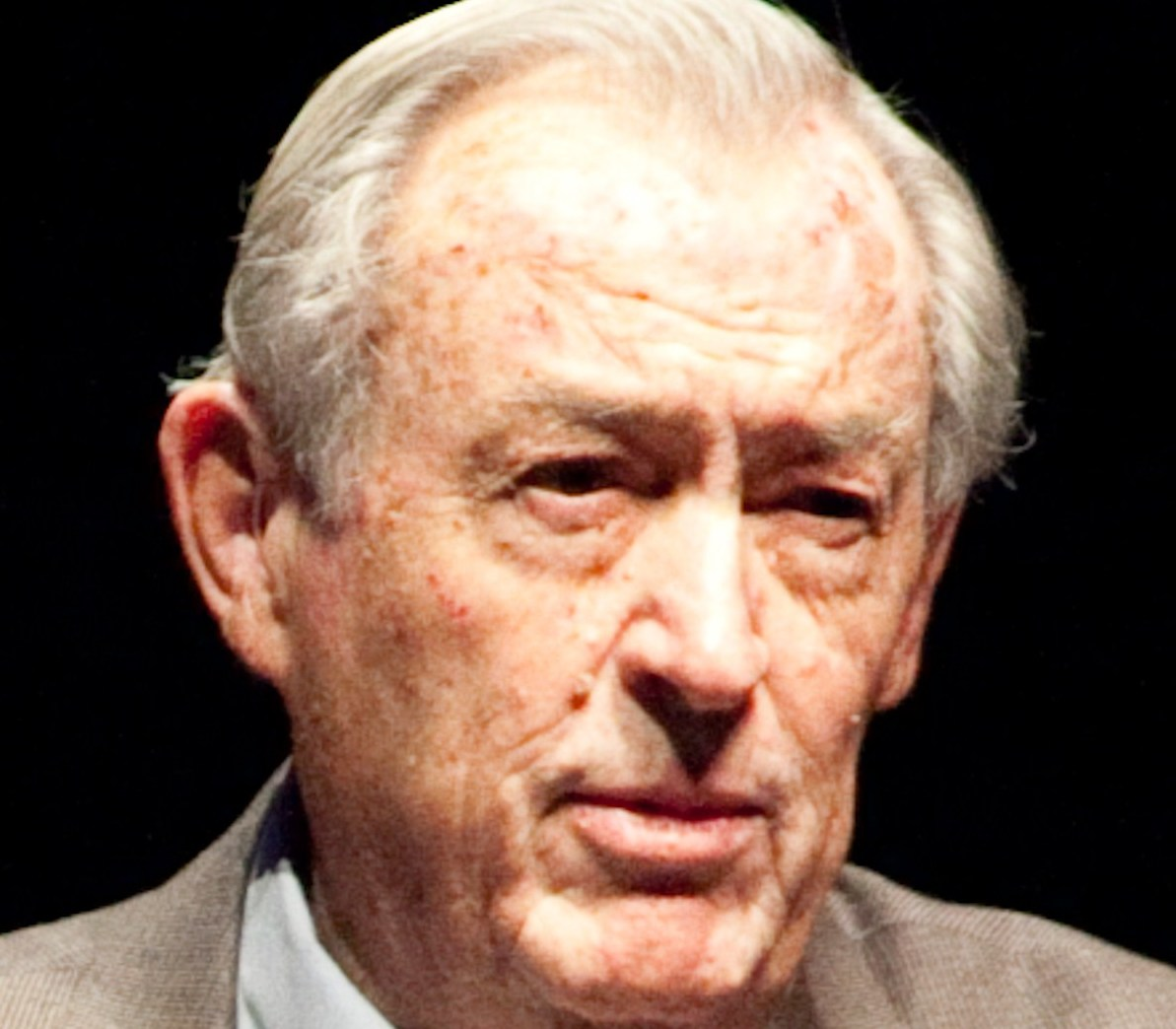
Ричард Лики

- Жадан, Виталий Григорьевич (75) — российский математик, доктор физико-математических наук (1992), заслуженный профессор МФТИ[539].
- Кальдерон, Грасьела (90) — мексиканский ботаник[540].
- Ковальский, Мирослав[пол.] (67) — польский издатель, основатель независимой прессы времён коммунистического правления, первый издатель «Ведьмака»[541].
- Лики, Ричард (77) — кенийский палеоантрополог[542].
- Мамедъяров, Магеррам Али оглы (97) — советский и азербайджанский химик, академик НАН Азербайджана (2001) (о смерти сообщено и похоронен в этот день)[543].
- Нджонджо, Чарльз[англ.] (101) — кенийский юрист и государственный деятель, министр юстиции (1978—1982)[544].
- Никулицэ, Ион[рум.] (82) — советский и молдавский археолог и историк, доктор исторических наук, профессор, декан исторического университета Молдавского государственного университета[545].
- Романюк, Анатолий Иванович[укр.] (73) — украинский актёр, народный артист Украины (2008)[546].
- Хансен, Йенс Йорген (82) — датский футболист, игрок национальной сборной, участник чемпионата Европы 1964[547].
- Хромченко, Владимир Анатольевич (72) — советский и украинский органист и органостроитель, заслуженный деятель искусств Украины[548].
- Шехтер, Игорь Юрьевич (103) — советский и российский лингвист, создатель собственного метода освоения иностранных языков[549].
- Эльст, Эрик Вальтер (85) — бельгийский астроном[550].
- Эффорд, Джон[англ.] (77) — канадский политический деятель, депутат Парламента Канады (2002—2006)[551].

## 1 января
- Абуталыбов, Рамиз Абуталыб оглы (84) — советский и азербайджанский историк и дипломат[552].
- Бычков, Михаил Анатольевич (71) — советский и российский актёр театра и кино[553].
- Грабе, Зденек[чеш.] (80) — чехословацкий хоккеист[554].
- Дефонтен, Жан-Пьер[фр.] (84) — французский политик, депутат Национального собрания Франции (1978—2007)[555].
- Дунаев, Юрий Александрович (84) — советский и российский композитор, заслуженный деятель искусств Российской Федерации[556].
- Кунц, Андреас[нем.] (75) — восточногерманский спортсмен (лыжное двоеборье), бронзовый призёр зимних Олимпийских игр в Гренобле (1968)[557].
- Ленский, Януш[пол.] (91) — польский режиссёр и сценарист[558].
- Оби, Энтони[англ.] (69) — нигерийский государственный деятель, военный администратор штата Осун (1996—1998)[559].
- Парсю, Пьер[фр.] (100) — французский художник, лауреат премии Фенеона[560].
- Сюй Синчу (87) — китайский учёный в области проектирования и производства высокоточных станков, член Китайской академии наук (1993)[561].
- Танци, Калисто (83) — итальянский бизнесмен, основатель Parmalat[562].
- Террасье, Жан-Шарль[фр.] (81) — французский психолог[563].
- Форте, Франческо (92) — итальянский политический деятель, министр по делам евроинтеграции (1983—1985), министр финансов (1982—1983), член Палаты депутатов (1979—1987), сенатор (1987—1994)[564].
- Чжу Цзицун[кит.] (70) — китайско-гонконгский радиоведущий и актёр озвучания[565].